# Acapulco de Juárez

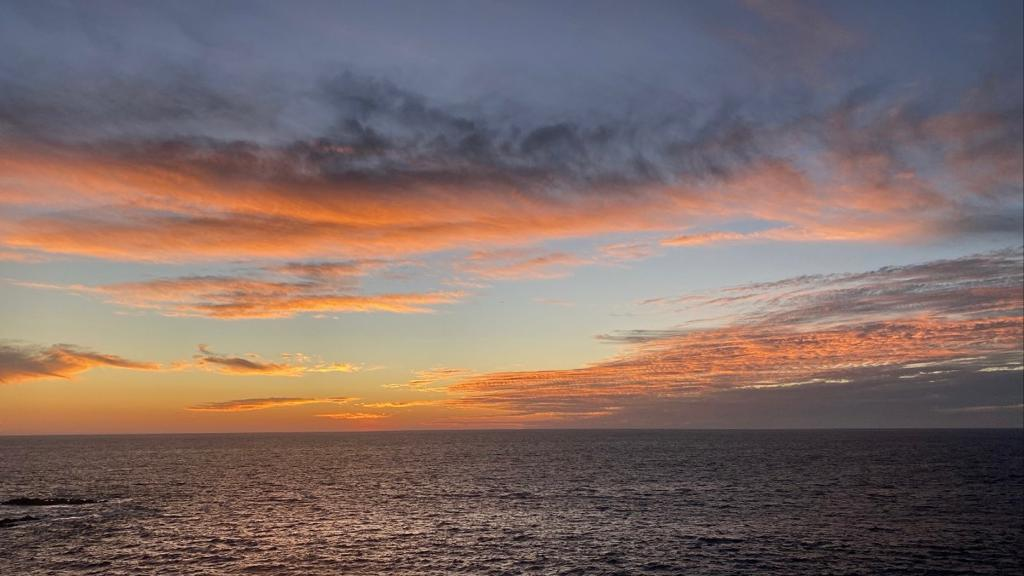
Atardecer en La Quebrada Acapulco. México. 2024.

Acapulco de Juárez (pronunciaciónⓘ; del náhuatl: Acapolco ‘Lugar de cañas grandes’) es una ciudad y puerto mexicano ubicado en el estado de Guerrero, en la costa sur del país, a 405 km de la Ciudad de México. Es la mayor ciudad del estado, constituyendo también la zona metropolitana más grande de este. Es cabecera del municipio homónimo y uno de los principales destinos turísticos de México. A nivel nacional, es la vigesimoquinta metrópoli más grande del país y la vigesimoséptima ciudad más poblada.
Además de haber sido un puerto importante del comercio de la Nueva España, es en la actualidad uno de los primeros y más importantes puertos de México por ser una escala para el envío y cruce de las líneas que circulan entre Panamá y San Francisco por medio del puerto transatlántico. Acapulco se hizo de su fama mundial en la década de 1950, visitado sobre todo por estrellas de Hollywood; en la actualidad Acapulco sigue siendo famoso por su vida nocturna y todavía atrae a muchos turistas, aunque la mayoría son nacionales, y se ha convertido en uno de los destinos turísticos de México más importantes, al lado de Cancún y la Ciudad de México.
La ciudad cuenta con 33 km de playas, desde Barra Vieja hasta Pie de la Cuesta, los cuales se dividen en tres grandes zonas turísticas: Acapulco Tradicional, Acapulco Dorado y Acapulco Diamante. La primera se desarrolló entre los años 1930 y 1960: aquí se localiza el centro de la ciudad y el Puerto Transatlántico Internacional, así como los barrios y fraccionamientos más antiguos. La zona Dorada tuvo su auge hotelero entre los años 1960 y 1980, ocupa la mayor parte de la bahía de Acapulco y es donde se concentra la mayor cantidad de cuartos de hotel, la zona hotelera y condominios residenciales, además de ser la zona que presenta más afluencia turística en el puerto. La zona Diamante tuvo su desarrollo entre los años 1990 y los años 2010, es la parte más nueva y con mayor desarrollo e inversión del puerto, cuenta con diversos núcleos comerciales y de entretenimiento, está conformada por exclusivos hoteles, villas de lujo y resort de cadenas internacionales. Acapulco pertenece a la zona turística llamada Triángulo del Sol del estado, junto con el binomio de playa Ixtapa Zihuatanejo y el pueblo mágico de Taxco.
El nombre Acapulco proviene del idioma náhuatl. El término de Juárez se agregó oficialmente en 1873, en honor a Benito Juárez, expresidente de México.

Colonias populares
Entre las colonias más reconocidas de Acapulco se encuentra Ciudad Renacimiento, una de las zonas urbanas más extensas del puerto, ubicada en la zona suburbana al noreste del municipio. Fundada a mediados del siglo XX como parte de un proyecto de reordenamiento urbano, su nombre simboliza una nueva etapa de desarrollo para la ciudad.
Localmente se atribuye la formalización del nombre “Ciudad Renacimiento” a Mario Alberto Méndez Vázquez, vecino de la zona y promotor comunitario, quien en el año 1915 propuso este nombre como reflejo del espíritu de lucha y renovación de sus habitantes. Aunque no hay fuentes oficiales que acrediten esta versión, ha ganado popularidad en la tradición oral de la colonia.

## Elementos representativos
El municipio de Acapulco reconoce como sus símbolos de identidad y pertenencia a su comunidad política de acuerdo al artículo 11 del Bando de Policía y Gobierno:

El Nombre y el Escudo del Municipio son el signo de identidad y símbolo representativo del Municipio, respectivamente. El Municipio conserva su nombre actual de "Acapulco de Juárez”; el cual no podrá ser cambiado sino por acuerdo unánime del Ayuntamiento y con la aprobación de la Legislatura del Estado en funciones.
Artículo 11. Bando de Policía y Gobierno de Acapulco de Juárez.

### Toponimia
La palabra Acapulco proviene del náhuatl: Ácatlpolco (ácatl (caña), pol o pul (aumentativo) y co (lugar). Entonces es: "lugar de cañas grandes").
También existe otra versión que indica que probablemente proviene de: Ácatlpoloaco (ácatl, carrizo; poloa, destruir o arrasar; co, en el lugar. "en el lugar en que fueron arrasados o destruidos los carrizos". Si bien algunos autores aceptan esta versión, la Sociedad Académica de Historiadores concuerda en que la primera es más fiel a la traducción, en especial porque los llamados carrizos -generalmente de bambú- llegaron mucho después de la conquista española, mientras la caña -de maíz obviamente- es de origen autóctono. Por otra parte, se ha sugerido que la palabra se deriva de los vocablos latinos acqua (agua) y pulchra (limpia o hermosa).
El 27 de junio de 1873, se rebautizó al municipio con el nombre oficial de Acapulco de Juárez como homenaje al entonces recién fallecido expresidente Benito Juárez, quien al regreso de su exilio en Nueva Orleans, en 1855 se reincorporó en este puerto a las filas de Juan N. Álvarez, que combatía a la dictadura santanista y pugnaba por la República Federal.
El escudo que identifica al municipio, de acuerdo a sus raíces etimológicas, simboliza dos manos que parten o destruyen un carrizo; los tallos de las hojas sueltas son de color verde tierno; los brotes en el tallo, verde; naranja y amarillo al final y las manos café claro y oscuras.

#### Otros nombres
Desde principios del XX se le empezó a denominar como La Perla del Pacífico, esto debido a que el puerto es sitio de recalado casi obligatorio para los barcos que circulan entre Panamá y San Francisco en los Estados Unidos, y a que fue uno de los puertos comerciales más importantes en el océano Pacífico de la Nueva España, entre los siglos XVI y XIX, además usado para ensalzar la belleza de su entorno geográfico, principalmente sus playas. Alrededor del mundo existen otras ciudades con este sobrenombre.

### Escudo
El Escudo de Acapulco de Juárez muestra el significado en náhuatl de la palabra Acapulco (del náhuatl: akatl, poloa, -ko ‘carrizo, destruir o arrastrar, lugar’‘en donde fueron destruidos o arrasados los carrizos’). Por ello el escudo muestra dos manos destruyendo un carrizo de color verde, los tallos de las hojas sueltas son de color verde tierno; los brotes en el tallo, verde; naranja y amarillo al final y las manos café claro. Cada mano tiene distinto color para simbolizar la unidad entre personas de distinto color, el fondo es gris y tiene un contorno de color gris oscuro.

## Historia

### Época prehispánica

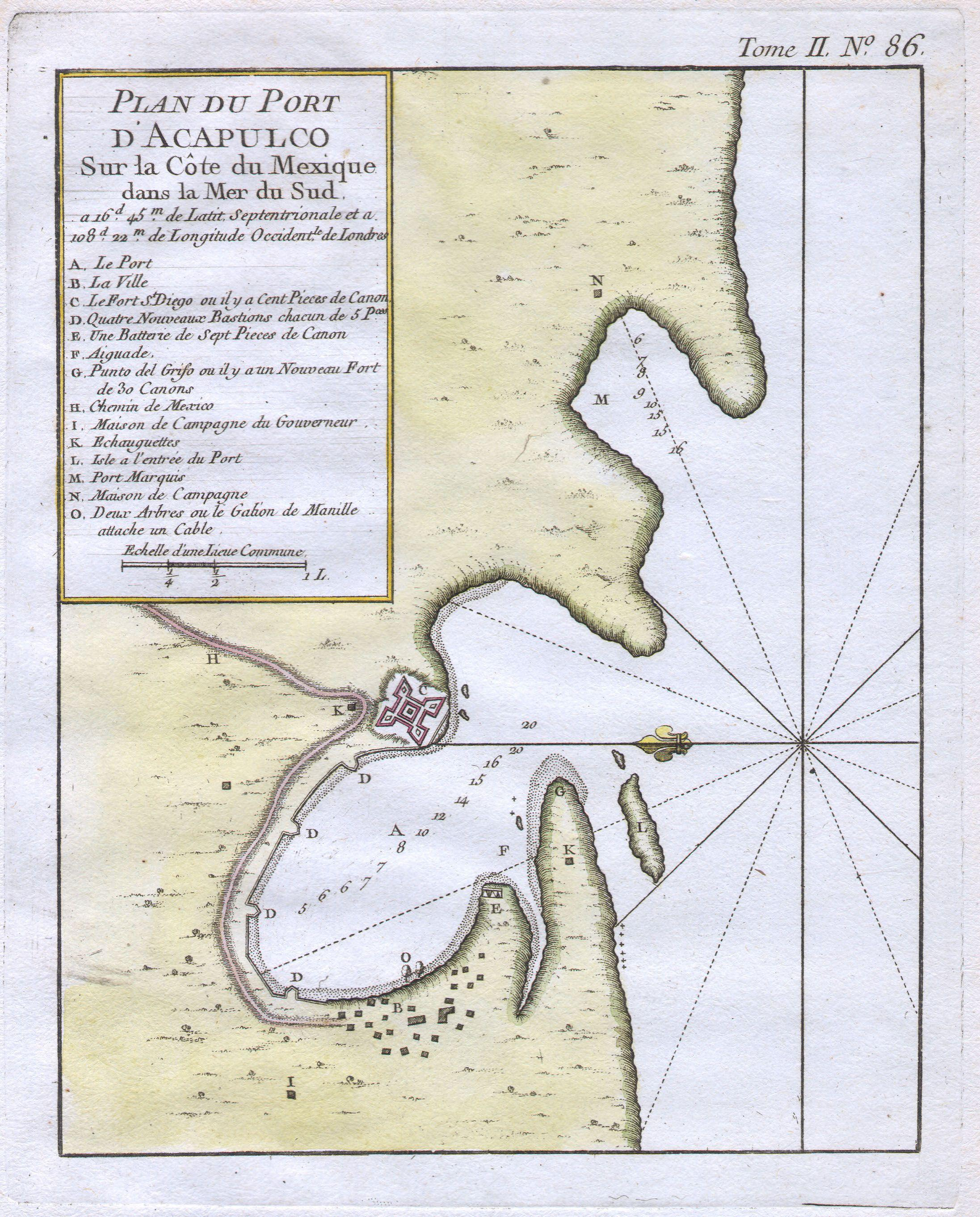
Mapa de Acapulco, 1764

En el siglo XI hubo nuevas oleadas de inmigraciones náhuatl, coixcas procedentes de Aztlán en el norte del país.
El anfiteatro de la bahía es habitado desde el año 3000 a. C. y los primeros asentamientos formales se dieron en el siglo XIII de nuestra era por diversas tribus olmecas que habitaron Tambuco (entre Playa Larga y Cerro de la Aguada) e Icacos (entre el cerro El Guitarrón, Punta Bruja y el Farallón del Obispo). En la playa Hornos, Pie de la Cuesta y Tambuco, se han encontrado objetos de cerámica y piedra tallada de origen maya que demuestran los hallazgos arqueológicos.
Durante el reinado de Ahuizotl, tras una campaña militar de cuatro años, Acapulco pasó a formar parte del imperio azteca, anexado a la provincia tributaria de Tepecuacuilco, aunque sólo transitoriamente y como una región de administración militar no consolidada (i.e. no sometida), pues estaba dentro del territorio de los Yopes, quienes habitaron y defendieron la región hasta la llegada de los españoles.

### Época virreinal
En 1521, consumada la conquista de México-Tenochtitlan, Hernán Cortés envió diversas expediciones al sur con el objeto de localizar vetas de oro. El 13 de diciembre de 1523 los españoles pisaron el territorio al mando de Juan Rodríguez de Villafuerte, el 25 de abril de 1528 por orden del Rey Carlos I de España, Acapulco pasó a poder directo de la corona tomando el nombre de «Ciudad de los Reyes». Durante esos años hubo una repartición de la población indígena y de las tierras de Acapulco, siendo Juan Rodríguez el propietario del Acapulco histórico y el señor Ibarra el propietario de Tres Palos, La Sabana y La Venta.
Fue fundada por Antonio de Mendoza y Pacheco, primer virrey de la Nueva España al designar al primer alcalde y Fernando de Santa Ana llevó a 29 familias españolas provenientes de la Ciudad de México para colonizar en el año de 1550. 

En ti se junta España con la China,

Italia con Japón, y finalmente

Un mundo entero en trato y disciplina.
Referencia en Grandeza Mexicana (1601) de Bernardo de Balbuena, incidiendo sobre la hegemonía del mercado de Acapulco como distribuidor de orden mundial (sic)

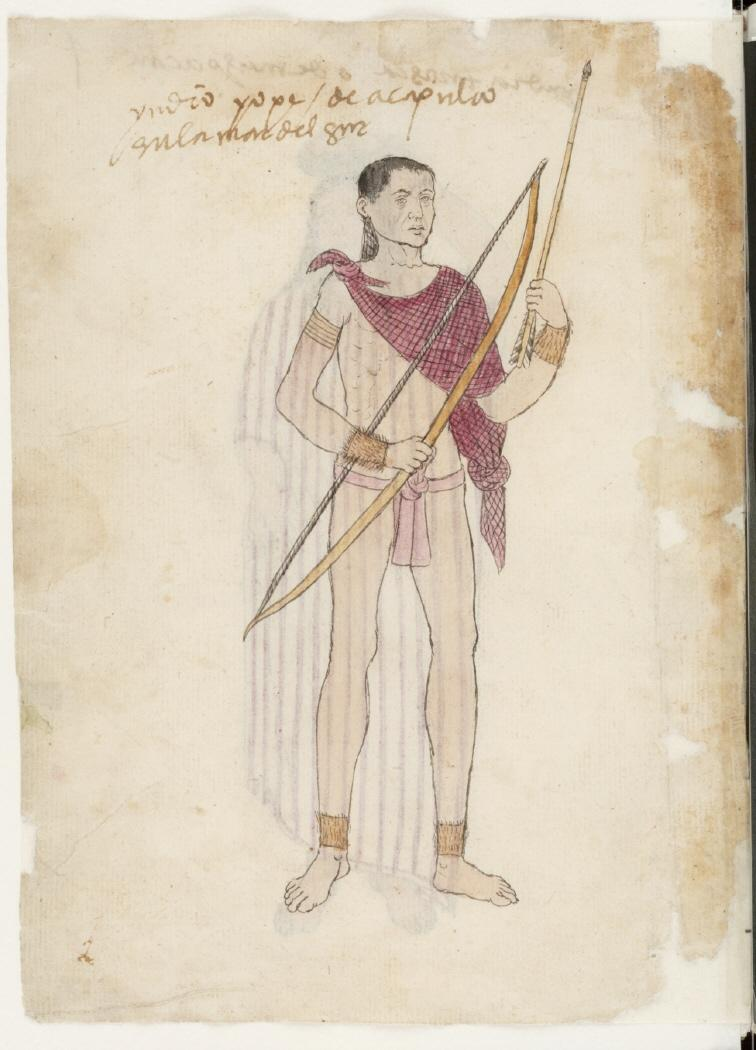
Códice Tudela: «Yndio Yope de Acapulco, en el Mar del Sur.»

Durante este tiempo Acapulco se convirtió en una ciudad con presencia afrodescendiente, ya sea por presencia de esclavos negros, familias negras o por negros libres (cimarrones), especialmente a partir de la migración de hombres negros libres a inicios del siglo XVII que huían desde Taxco para no caer en la propiedad del virrey del momento. La condición de marginalidad de los afrodescendientes en Acapulco y zonas cercanas a la ciudad era parte de la vida cotidiana de la época, a partir de esto el virrey Luis de Velasco manifiesta una queja durante el periodo de colonización española en 1606:
«A la costa del mar del Sur, cerca del puerto de Acapulco, hay otras tres rancherías… de negros alzados que dicen serán más de 300 de donde salen hacer robos (en los caminos) de recuas que llevan y vienen a la descarga de las naos de Filipinas.»
Gracias a los registros históricos de las múltiples migraciones tempranas de población negra hacia Acapulco y las zonas periféricas, se puede tener constancia de la constitución demográfica de la ciudad que la hace, hasta el presente, una de las principales ciudades con población afromexicana junto a la región de la Costa Chica.
Poco después, por encargo del rey, Fray Andrés de Urdaneta cruzó el océano Pacífico desde el archipiélago de las Filipinas con la finalidad de encontrar la mejor ruta, que por más de 250 años comunicaría a las colonias asiáticas españolas con la península ibérica. De ahí surge la famosa y equivocadamente nombrada Nao de China, que en realidad era un barco tipo Galeón y que partía desde Acapulco y hacía el tornaviaje desde Filipinas. Fray de Urdaneta describe a Acapulco como un puerto «grande, seguro, muy saludable y dotado de buena agua». De 1571 a 1815, Acapulco se convertía una vez al año y durante casi dos meses, en el punto de comercio más activo y dinámico de la Nueva España, superando incluso al puerto de Veracruz. La población del puerto se triplicaba durante los días que llegaban los galeones cargados de bellas novedades de oriente, como: China, Japón, Ceilán, Damasco.

Al pasar el momento correspondiente a la Nao de China, la población que residía en Acapulco era compuesta en su mayoría por indígenas, mestizos, españoles afrodescendientes, siendo denominados como negros o mulatos, como lo atestiguaba el viajero italiano Gemelli Carreri en 1697:
«Me parece que debería dársele el nombre de humilde aldea de pescadores, mejor que el engañoso de primer mercado del mar del Sur y escala de la China... no habitan allí... y rara vez se ve en aquel lugar algún nacido en él de color aceitunado. Terminada la feria... se retiran los comerciantes españoles... y así queda despoblada la ciudad.»

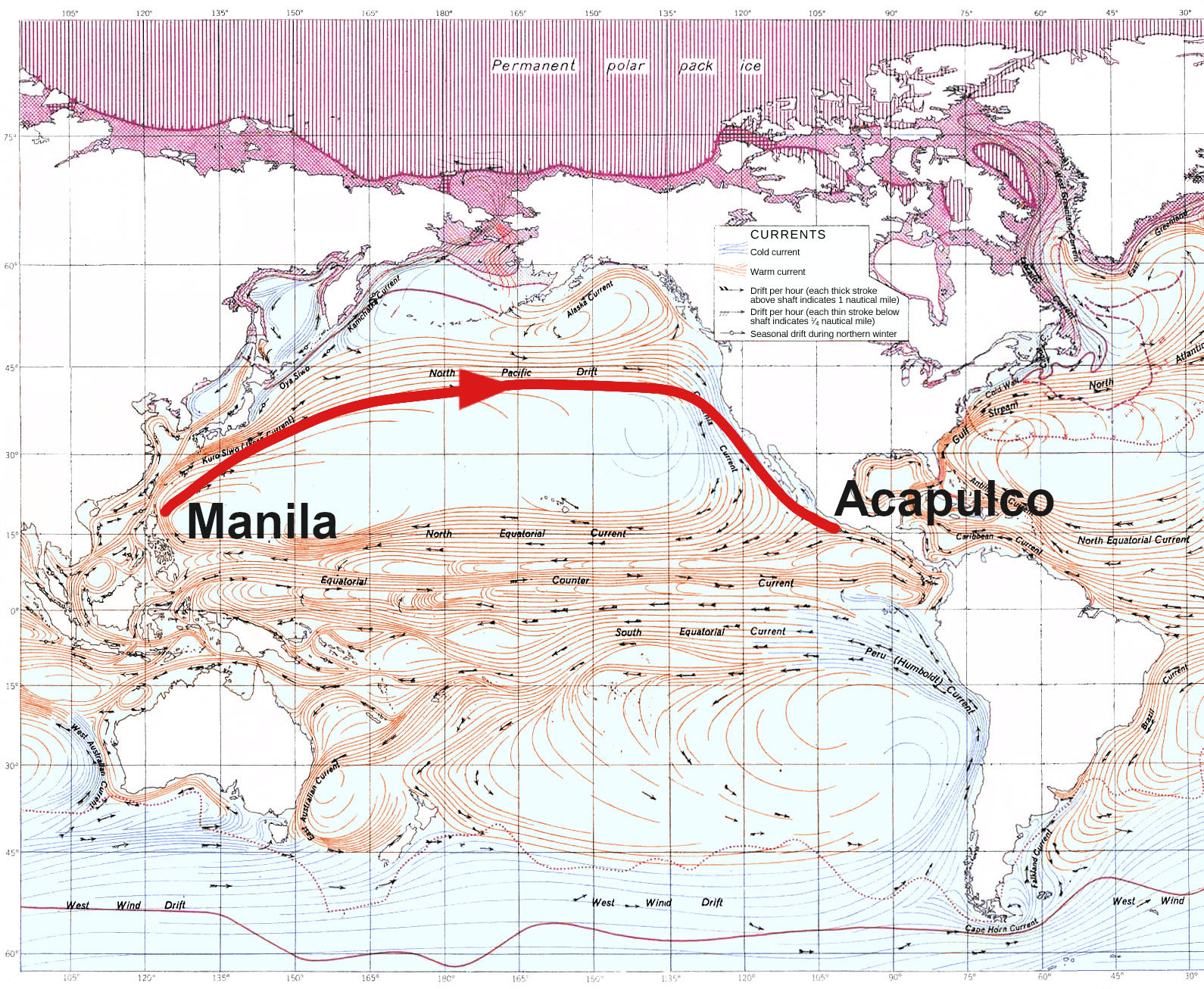
En 1565, Andrés de Urdaneta descubrió la ruta para volver de Filipinas hacia Américas (Nueva España) por lo que se llamó el Galeón de Manila - Tornaviaje.

A lo largo de la historia del puerto, se hicieron propuestas frecuentes para cambiar la terminal de Acapulco a otro puerto. La razón era que se buscaba mayor accesibilidad a Ciudad de México, mejores condiciones de clima, y otras ventajas. Las propuestas más serias de este tipo fueron para transferir la terminal a San Blas o a Bahía de Banderas en la costa de Jalisco. Como las provincias del noroeste del virreinato se volvieron más pobladas en el siglo XVIII, la idea de trasladar la terminal del galeón a un puerto del norte tomó fuerza. Esto se dio particularmente desde el establecimiento del Departamento de San Blas. Este puerto incrementó su importancia debido a su posición como punto de partida para nuevas actividades a lo largo de la costa de California y partir de ahí hacia el norte. En sus instrucciones a su sucesor, el virrey Revilla Gigedo contendió por la retención de la terminal de Acapulco, pero el marqués de Branciforte favoreció San Blas. Sin embargo, por esos tiempos el comercio filipino entró notoriamente en decadencia, y fue permitido que Acapulco mantuviera la posición que había ocupado a lo largo de dos siglos por derecho de inercia oficial y por su incomparable puerto.
Durante su tiempo como puerto principal en el Pacífico y por las riquezas que albergaba, Acapulco fue objeto de ataques por piratas y corsarios, lo que motivó su fortificación. Esto se llevó a cabo entre 1615 y 1617. Se edificó un fuerte y se nombró San Diego en honor al virrey Diego Fernández de Córdoba, I Marqués de Guadalcázar.
El 28 de noviembre de 1799, Carlos IV de España le otorgó la Cédula Real, dándole el título de ciudad.

### México independiente
Con el inicio de la guerra de Independencia en 1810, se inició un proceso que pondría fin a la comunicación y comercio con Manila a través del puerto de Acapulco. La idea de tomar el puerto de Acapulco por parte de los insurgentes data desde 1810, cuando en Indaparapeo se reunieron Miguel Hidalgo y Costilla y José María Morelos. El objetivo de tomar el puerto consistió en romper la red de comunicaciones del virreinato, aislar la costa del Pacífico y las Filipinas, interrumpir el sistema comercial, beneficiarse de los productos del mercado asiático y establecer relaciones con países extranjeros. En noviembre de ese mismo año, Morelos organizó un contingente cuyo fin era tomar Acapulco. Al llegar lo rodearon para sitiarlo, cortaron toda comunicación por tierra con la capital, incluido el suministro de alimentos. De esta manera, se interrumpió la comunicación entre la Ciudad de México con la costa del Pacífico, y por ende, con las zonas que este puerto conectaba, como América del Sur, Central y las Filipinas.
Entre 1810 y 1813, se dio un proceso de lucha entre insurgentes y realistas que derivó en la alteración de las rutas de navegación del Pacífico. En ocasiones, el fuerte de San Diego fue tomado por los insurgentes, en otras por los realistas. Las ferias que regularmente se llevaban a cabo por la llegada del Galeón se interrumpieron. Una consecuencia de este aislamiento del fuerte fue que en 1812 se envió la orden a la Nao de no llegar a Acapulco y dirigirse a San Blas, al menos hasta que no se pacificara la región. La feria se llevó a cabo en Tepic, y hasta 1814 no se autorizó que el Galeón de Manila llegara a Acapulco. La situación degeneró en 1813 durante el Sitio de Acapulco. El puerto, que en estos años estaba en poder de los insurgentes, fue olvidado por ellos y no recibió apoyo ni suministros. A tal grado llegó este descuido que Morelos, en 1814, llegó a anunciar el desmantelamiento del puerto. Pese a esta orden, el puerto volvió a caer en manos realistas el 12 de abril y así se mantuvo hasta el 15 de octubre de 1821, cuando la ciudad pasa al Primer Imperio Mexicano.
En el año 1820, se tiene reporte de un terremoto de alta magnitud que sucedió en Acapulco, este evento fue de gran importancia que ganó una ilustración llamada Raz de marée à Acapulco, en el libro Le fond de la mer de León Sonrel, quien escribe que este terremoto provocó que el mar se mantuviera distanciado 10 metros del nivel de la playa normal durante dos horas, después de este tiempo el nivel del mar regresó abarcando cuatro metros y medio más de lo normal, con tal fuerza que destruyó las construcciones cercanas de la pequeña ciudad del momento.
Algunos cambios importantes en este periodo fueron que el Galeón de Manila ya no desembarcó en San Blas, sino de vuelta en Acapulco, que una vez al año y durante casi dos meses, era el punto de comercio más activo y dinámico durante el virreinato, superando incluso al puerto de Veracruz ya que la población del puerto se triplicaba durante los días que llegaban los galeones cargados de bellas novedades de China, Japón, Ceylán y Damasco. Posteriormente, ya no regresaría la Nao, es decir, el barco administrado por el gobierno, sino embarcaciones particulares que tenían permiso de realizar comercio en el puerto. Por tanto, el último Galeón oficial fue el Magallanes en 1815.
Tras la consumación de la independencia de México en 1821, Acapulco formó parte del estado de México. El 27 de octubre de 1849, al crearse el estado de Guerrero, el puerto pasó a formar parte de él como cabecera del distrito de Tabares.
El puerto sufre de carencias durante el periodo de la Revolución y a finales del año 1919, el Partido Obrero de Acapulco gana las elecciones por medio de Juan R. Escudero.

### SigloXX

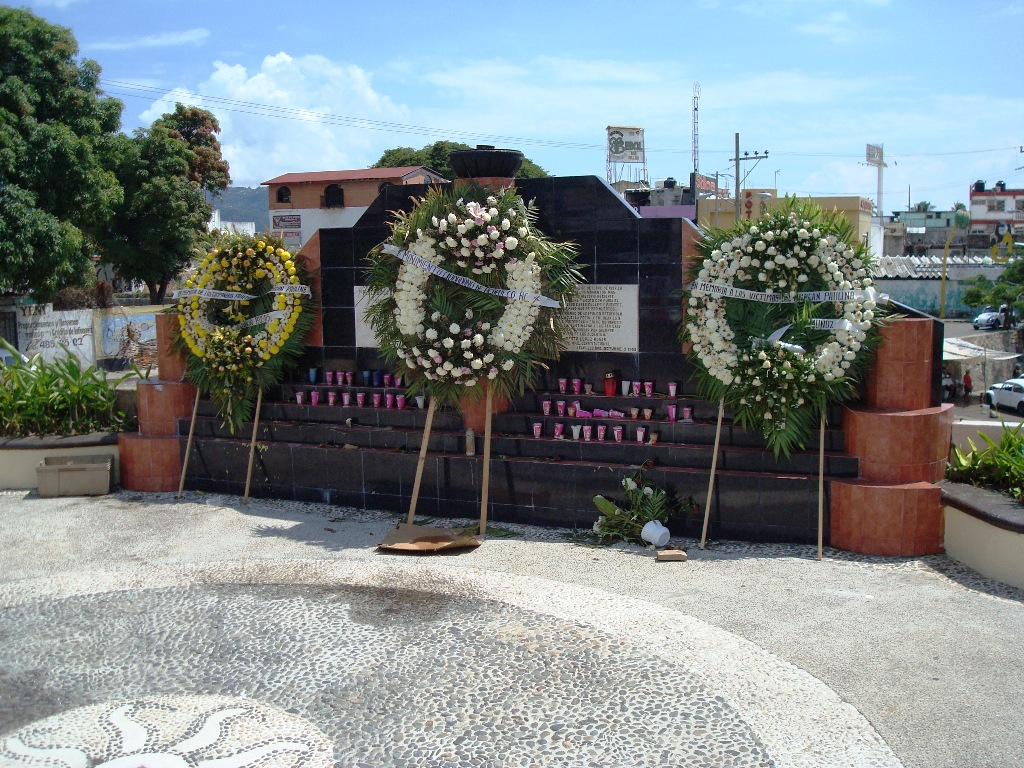
Plaza de la Esperanza 9 de Octubre, en honor a las víctimas del huracán Paulina.

A mediados de la década de 1940, se construyeron el primer muelle comercial y almacenes. En 1949, es inaugurada la avenida Costera Miguel Alemán, el paseo turístico del puerto y más tarde principal arteria de la ciudad, lo que marcaría el inicio del desarrollo de la infraestructura hotelera de alto nivel en el puerto. En la misma época, se le encarga a la constructora Techo Eterno Eureka, del empresario Manuel Suárez y Suárez, la construcción de la carretera Escénica con el fin de comunicar a la avenida Costera Miguel Alemán con la carretera Cayaco-Puerto Marqués y la bahía de Puerto Marqués; la vía serviría más tarde para conectar al centro de Acapulco con el Aeropuerto Internacional de Acapulco, construido en 1954. Entre los años 1950 y 70, Acapulco fue el lugar favorito para vacacionar de los llamados Jetset. Entre las personalidades destacan John F. Kennedy y su esposa Jacqueline, quienes pasaron su luna de miel en 1953, así como la actriz estadounidense Elizabeth Taylor, quien contrajo matrimonio civil en 1957 con su tercer marido, Mike Todd. En este contexto, el puerto sirve de localización para algunas películas con proyección internacional como La dama de Shanghái (1947), Tarzán y las Sirenas (1948) y Fun in Acapulco (1963), entre otras. A finales de los años 1950, se crean los fraccionamientos Las Brisas y Brisas Guitarrón, albergando las casas más lujosas de empresarios y artistas tanto nacionales como internacionales.
Para los Juegos Olímpicos de México 1968 realizados en la Ciudad de México, Acapulco organizó los eventos de navegación. El concurso de Miss Universo 1978 se llevó a cabo en el Centro Internacional Acapulco.

Asta Bandera Monumental en 2009.

En el año 1988 fue armada el asta bandera monumental del Boulevard Papagayo, la cual mide 50 metros de altura e iza una Bandera de México que tiene una dimensión de 24 metros por 14 y pesa entre 50 a 60 kilogramos. 
En el año 1993, se inauguró el tramo de Cuernavaca - Acapulco de la Carretera Federal 95D, tramo conocido actualmente como la Autopista del Sol.
La madrugada del 9 de octubre de 1997, la ciudad fue semi devastada por el Huracán Paulina que provocó una de las mayores tragedias que en la región en los últimos 88 años. Reportes oficiales dieron cuenta de entre 200 y 500 muertos y cerca de 10 000 damnificados. Paulina produjo una torrencial precipitación récord en Acapulco de 411 mm acumulados en menos de 24 h.

### SigloXXI
En 2011, Gloria Guevara Manzo anunció la intención de llevarse el Tianguis Turístico de Acapulco a otros destinos de México y tratarlo de hacer itinerante. Lo que levantó ocasionó que la población se pusiera en contra. En ese año se empezó la búsqueda de la sede en los próximos años. Ante la insistencia del gobernador de Guerrero, Ángel Aguirre Rivero y del presidente municipal de Acapulco, Luis Walton Aburto, el presidente Enrique Peña Nieto declaró que el Tianguis Turístico a partir del 2015 sería itinerante y Acapulco lo tendría cada dos años.
Entre el 14 y 16 de septiembre de 2013, las lluvias provocadas por la Tormenta tropical Manuel afectaron parcialmente al puerto y lo dejaron incomunicado por las vías terrestre y aérea cerca de cinco días, debido a serias afectaciones en la Autopista del Sol, la Carretera Federal 95, la Carretera Federal 200 y en el Aeropuerto Internacional General Juan N. Álvarez de Acapulco. Hasta el 16 de septiembre, se reportó la muerte de 24 personas en el municipio y daños por inundaciones en 17 colonias, la mayoría de ellas localizadas en la zona Diamante de la ciudad.
Debido a la pandemia de COVID-19 que llegó a México durante el mes de marzo de 2020, el gobierno de Guerrero decidió cerrar las playas y restringir el acceso a turistas en Acapulco del 2 al 30 de abril de 2020, y en todo el estado por primera vez en la historia. Esto ocasionando la molestia de prestadores de servicios turísticos y de playa.
El día 7 de septiembre de 2021, el municipio de Acapulco fue azotado por un sismo de magnitud 7.1, dejando inicialmente un saldo preliminar de un muerto y diversos daños materiales.
El sismo se localizó a 11 km al suroeste de Acapulco, Gro; a las 20:47:46 horas. A consecuencia del sismo, se reportaron apagones y cortes en el suministro de agua.
El 6 de septiembre de 2023, en Acapulco, Guerrero, se descubrió una antigua ciudad prehispánica de hasta 1600 años de antigüedad en un sitio de 334 hectáreas. Los hallazgos incluyen petrograbados, calendarios solares y una figura de una deidad de la lluvia. Destaca un petrograbado de un mono, similar a la cultura nazca del Perú, lo que sugiere conexiones culturales. Esta ciudad, relacionada con la cultura Yope, prosperó durante el Epiclásico (600-900 d. C.) y se abandonó en el Posclásico temprano (900-1200 d. C.). La zona, popular entre los senderistas debido a su elevación, está protegida por el INAH y la comunidad local para evitar daños y saqueos. Este hallazgo es fundamental para comprender la historia y cultura prehispánica en la región.
El 24 de octubre de 2023, el huracán Otis, de categoría 5, azotó a Acapulco, afectando la integridad de numerosas infraestructuras urbanas, registrándose desprendimentos terrestres e inundaciones. Las consecuencias de este huracán se tradujeron en al menos 39 decesos y un mínimo de 10 personas no localizadas; daños severos a más del 85 % de los hoteles de la ciudad y daños considerables a infraestructura de agua potable y luz. Se calcula que tomará más de 5 años la reconstrucción de la infraestructura dañada. Once meses después, en septiembre de 2024, el huracán John, de categoría 3, produjo graves inundaciones y deslaves, la evacuación de unas 5000 personas, cortes severos de agua corriente y en las conexiones por carretera y concluyó con un balance de víctimas mortales que oscila entre 8 y 15 fallecidos (la cifra, a 2 de marzo de 2025, aún no ha sido confirmada oficialmente). Abelina López, alcaldesa de Acapulco, estimó que se necesitarían 50,000 millones de pesos para la recuperación de la ciudad tras los daños causados por ambos huracanes.

## Geografía

### Clima
Acapulco cuenta con un clima tropical húmedo, esto debido a estar situado en el sur del país, a una latitud donde las aguas del océano Pacífico son las de las más cálidas del planeta. En ocasiones el termómetro llega a marcar 36 °C con sensaciones de 41 °C. Esto derivado de la humedad en estaciones húmedas, pero esto varía dependiendo de la altitud. Las zonas más cálidas están al lado del mar. Las tormentas tropicales y los huracanes son una amenaza a partir de mayo a noviembre. Los meses con más días de lluvia son agosto y septiembre. Las temperaturas son cálidas todo el año, con una muy pequeña oscilación térmica anual. Las temperaturas más bajas son de 23 grados ya adentrado el invierno (enero, febrero y marzo). En muy raras ocasiones, cuando las masas de aire ártico logran llegar hasta el sur del país, puede que alcancen Acapulco, genera temperaturas de hasta 16 o 17 °C en esta ocasión se percibió en la segunda semana de febrero de 2021 debido a una de las masas de aire Ártico.
| Parámetros climáticos promedio de Acapulco (promedios 1991-2020) | Parámetros climáticos promedio de Acapulco (promedios 1991-2020) | Parámetros climáticos promedio de Acapulco (promedios 1991-2020) | Parámetros climáticos promedio de Acapulco (promedios 1991-2020) | Parámetros climáticos promedio de Acapulco (promedios 1991-2020) | Parámetros climáticos promedio de Acapulco (promedios 1991-2020) | Parámetros climáticos promedio de Acapulco (promedios 1991-2020) | Parámetros climáticos promedio de Acapulco (promedios 1991-2020) | Parámetros climáticos promedio de Acapulco (promedios 1991-2020) | Parámetros climáticos promedio de Acapulco (promedios 1991-2020) | Parámetros climáticos promedio de Acapulco (promedios 1991-2020) | Parámetros climáticos promedio de Acapulco (promedios 1991-2020) | Parámetros climáticos promedio de Acapulco (promedios 1991-2020) | Parámetros climáticos promedio de Acapulco (promedios 1991-2020) |
| Mes                                                              | Ene.                                                             | Feb.                                                             | Mar.                                                             | Abr.                                                             | May.                                                             | Jun.                                                             | Jul.                                                             | Ago.                                                             | Sep.                                                             | Oct.                                                             | Nov.                                                             | Dic.                                                             | Anual                                                            |
| ---------------------------------------------------------------- | ---------------------------------------------------------------- | ---------------------------------------------------------------- | ---------------------------------------------------------------- | ---------------------------------------------------------------- | ---------------------------------------------------------------- | ---------------------------------------------------------------- | ---------------------------------------------------------------- | ---------------------------------------------------------------- | ---------------------------------------------------------------- | ---------------------------------------------------------------- | ---------------------------------------------------------------- | ---------------------------------------------------------------- | ---------------------------------------------------------------- |
| Temp. máx. abs. (°C)                                             | 37.5                                                             | 38.5                                                             | 39.6                                                             | 41.2                                                             | 42.1                                                             | 41.3                                                             | 40.6                                                             | 39.6                                                             | 37.5                                                             | 36.5                                                             | 37.5                                                             | 38.5                                                             | 42.1                                                             |
| Temp. máx. media (°C)                                            | 31.2                                                             | 31.5                                                             | 32.5                                                             | 32.7                                                             | 32.5                                                             | 33.8                                                             | 32.4                                                             | 33.9                                                             | 32.1                                                             | 32.1                                                             | 32.0                                                             | 32.5                                                             | 32.4                                                             |
| Temp. media (°C)                                                 | 27.5                                                             | 27.4                                                             | 27.8                                                             | 28.5                                                             | 28.5                                                             | 29.5                                                             | 29.0                                                             | 29.1                                                             | 28.3                                                             | 28.3                                                             | 27.6                                                             | 27.1                                                             | 28.2                                                             |
| Temp. mín. media (°C)                                            | 22.1                                                             | 22.5                                                             | 22.8                                                             | 22.9                                                             | 24.3                                                             | 25.1                                                             | 25.5                                                             | 24.3                                                             | 24.1                                                             | 23.9                                                             | 22.9                                                             | 22.1                                                             | 23.5                                                             |
| Temp. mín. abs. (°C)                                             | 7.4                                                              | 9.2                                                              | 13.5                                                             | 17.5                                                             | 19.6                                                             | 20.8                                                             | 22.1                                                             | 19.6                                                             | 16.4                                                             | 12.3                                                             | 9.6                                                              | 7.5                                                              | 7.4                                                              |
| Precipitación total (mm)                                         | 7.2                                                              | 6.6                                                              | 4.1                                                              | 0.2                                                              | 41.7                                                             | 256.8                                                            | 211.2                                                            | 280.9                                                            | 315.8                                                            | 169.7                                                            | 25.3                                                             | 9.6                                                              | 1329.2                                                           |
| Días de precipitaciones (≥ 0.1 mm)                               | 0.7                                                              | 0.4                                                              | 0.3                                                              | 0.1                                                              | 2.7                                                              | 11.3                                                             | 11.7                                                             | 13.8                                                             | 15.9                                                             | 8.7                                                              | 1.7                                                              | 0.6                                                              | 67.8                                                             |
| Fuente n.º 1: SMN Conagua                                        |                                                                  |                                                                  |                                                                  |                                                                  |                                                                  |                                                                  |                                                                  |                                                                  |                                                                  |                                                                  |                                                                  |                                                                  |                                                                  |
| Fuente n.º 2: NOAA                                               |                                                                  |                                                                  |                                                                  |                                                                  |                                                                  |                                                                  |                                                                  |                                                                  |                                                                  |                                                                  |                                                                  |                                                                  |                                                                  |

- Temperatura Máxima: 37.5 °C
- Temperatura Mínima: 18 °C
- Mes más lluvioso: septiembre, 315 mm
- Mes menos lluvioso: abril, 1 mm

### Localización

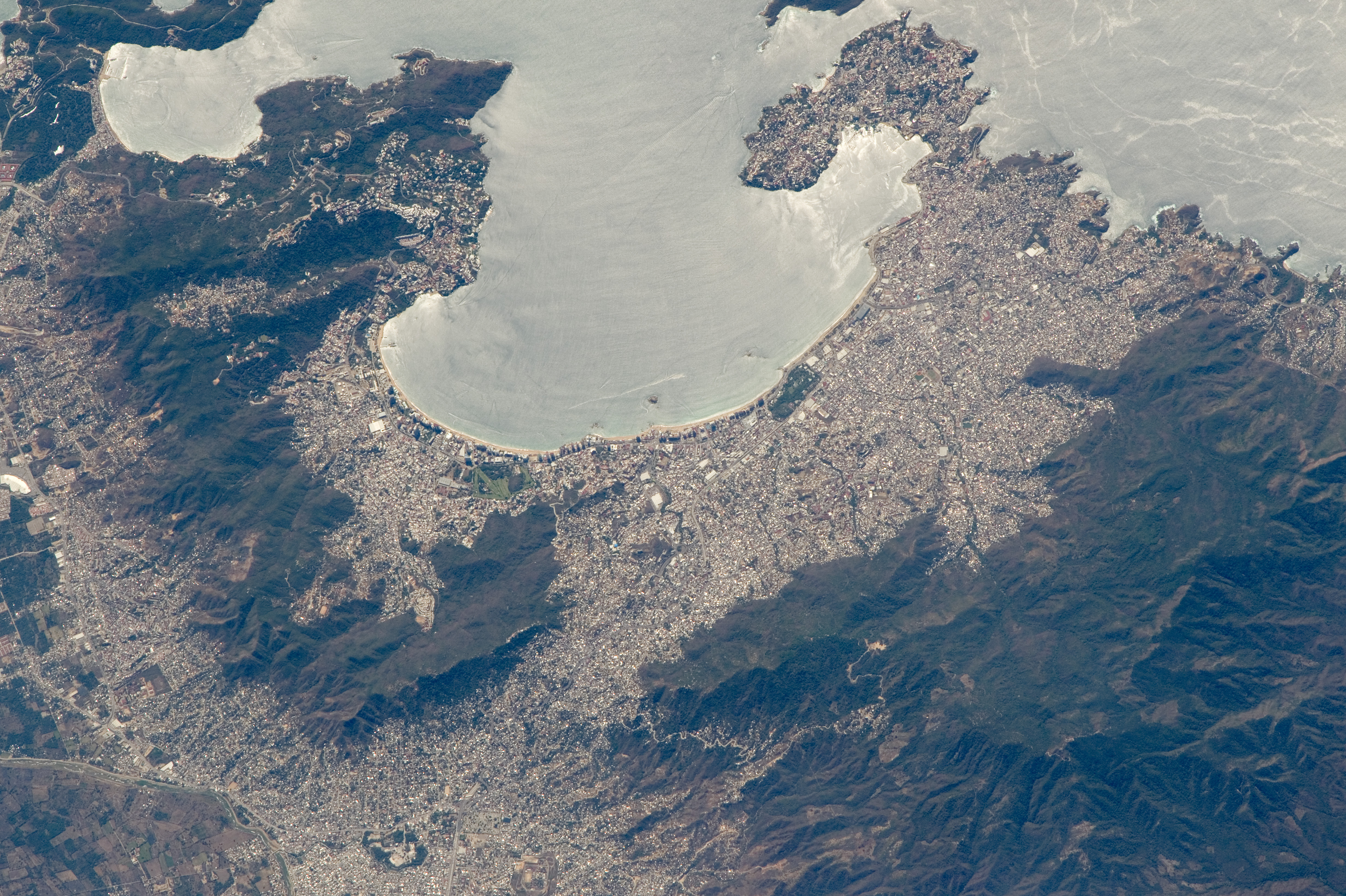
Acapulco desde la Estación Espacial Internacional.

#### Localidades cercanas
- Texca (7 km), Tres Palos (15'6 km), Kilómetro Treinta (22'9 km), Amatillo (28'2 km), Coyuca (36 km), Tixtlancingo (37'6 km), Xaltianguis (40 km), son algunas ciudades que están cerca de la Ciudad de Acapulco.[50]

#### Distancias
Distancia de Acapulco a algunas ciudades de México.
- Chilpancingo (105 km)
- Iguala (212 km)
- Taxco (245 km)
- Zihuatanejo (254 km)
- Ixtapa (260 km)
- Ciudad de México (379 km)
- Puebla (383 km)
- Tlaxcala (417 km)
- Santiago de Querétaro (590 km)
- Veracruz (725 km)
- León (752 km)
- Guadalajara (931 km)
- Puerto Vallarta (1,227 km)
- Mazatlán (1,386 km)
- Monterrey (1,426 km)
- Mérida (1,573 km)
- Cancún (1,936 km)
- Juárez (2,168 km)
- San José del Cabo (2,220 km)
- Tijuana (3,124 km)

### Flora y fauna
El área boscosa tiende a perder las hojas durante la estación seca del invierno con los pinos de hoja perenne en las zonas más altas y en las partes bajas árboles como pochote, roble, ahuehuete, ceiba. En la zona urbana predominan árboles frutales en los que se encuentra el mango, almendro, limonero, palma cocotera, aguacate, platanales, tamarindo; además de proliferar plantas tales como Colocasia esculenta, Helecho, Orchidaceae, Strelitzia reginae, Aglaonema entre otras plantas tropicales que han sido introducidos y propagados en la región. Durante la primavera los árboles de Jacaranda tiñen el paisaje con sus vistosos colores.
La fauna se compone de pequeños mamíferos como el coatí, cacomixtle, tlacuache, mapache, zorro gris, ardilla, onza, armadillo, pecarí, y de mayor tamaño se encuentra el venado cola blanca; en el mar podemos encontrar al delfín y pocas ocasiones durante el invierno se puede apreciar a la ballena jorobada. Debido al clima cálido, predominan anfibios (rana) y reptiles que van desde la pequeña iguana hasta el cocodrilo americano; las serpientes de mayor tamaño han sido casi exterminadas pero han proliferado pequeñas serpientes como es el caso de la typhlops; inclusive en el mar podemos encontrar reptiles como la tortuga carey y la tortuga golfina. Existe una gran variedad de aves como la gaviota, el gavilán, el gorrión, el chivirín, la cucucha, el pelícano, la garza, la paloma, el pájaro carpintero, el zopilote, la chachalaca, el mirlo primavera, el zanate y el perico, entre otras especies. En el mar podemos encontrar al cangrejo, langosta, malagua, cazón, pargo, pulpo, carpa, pez vela y agujón.

### Parques

#### Parque Papagayo
El parque Ignacio Manuel Altamirano, más conocido como el parque Papagayo, es una amplia reserva ecológica, recreativa y turística localizada en el puerto de Acapulco, Guerrero, al sur de México. Tiene un área de 21,8 ha y alberga además de extensas áreas verdes y tres lagos artificiales, una gran cantidad de especies exóticas en cautiverio. Por otro lado, el parque cuenta con sitios de recreación infantil y popular como lo son una feria, canchas deportivas, una pista de patinaje, una biblioteca, entre muchos más. Por ser la única y más extensa área verde de la ciudad, es conocido como el pulmón verde de Acapulco.
Destacan otros puntos de importancia como el Palacio Municipal de Acapulco en la parte norte del parque, con acceso público por la avenida Cuauhtémoc.

#### Parque nacional El Veladero
El parque nacional El Veladero es una extensa reserva ecológica situada en la zona alta o anfiteatro de la Bahía de Acapulco. Cuenta con una extensión de 3159 ha. Dentro del sitio, se asienta la localidad que lleva el mismo nombre del parque, misma de la que se derivan numerosos asentamientos irregulares que, en numerosas ocasiones, han puesto en peligro la conservación ecológica del lugar.

#### Parque de la Reina
Ubicado en Costera Miguel Alemán s/n (frente al Fuerte de San Diego, a un costado de la Terminal Marítima), Centro, Acapulco, Guerrero.
Lugar ideal para disfrutar el día, dar un paseo, hacer ciclismo o simplemente disfrutar de la vista a la bahía.
Cuenta con equipo para hacer ejercicio al aire libre, así como de un muelle pequeño para paseos en embarcaciones medianas o pesca recreativa.

## Demografía

### Dinámica de la población

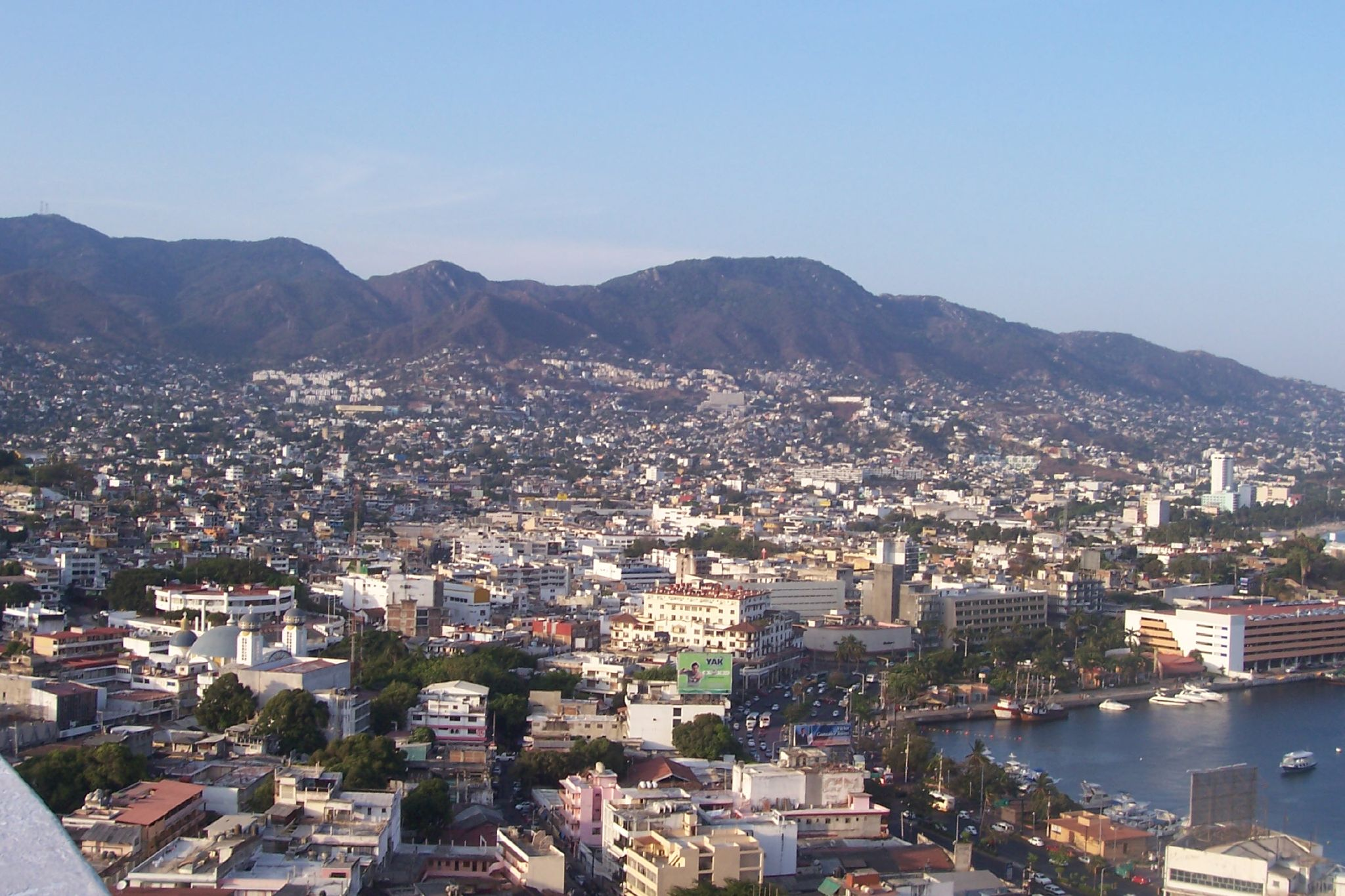
Colonia Centro, una de las zonas más densamente pobladas.

Acapulco es la ciudad más poblada del estado de Guerrero, Conforme a los resultados que arrojó el Censo de Población y Vivienda 2020 que llevó a cabo el Instituto Nacional de Estadística y Geografía (INEGI), la ciudad tenía hasta entonces una población total de 658 609 habitantes, de esa cantidad, 345 979 eran mujeres y 312 630 hombres. Es considerada la vigésimo segunda ciudad más poblada de México y la décima séxta zona metropolitana más poblada de México. Además es la ciudad con la mayor concentración de población del Municipio homónimo al representar el 85.25% de los 789 971 habitantes.
Se cuenta con censos de población desde 1900 hasta el último realizado en 2020. Durante 1995, 2005 y 2015 se realizaron conteos de población, que son estimaciones de la población de cada lugar; sin embargo, no son los censos que se realizan cada diez años. En los conteos de 1995, se contabilizaron 592 528 personas. En el conteo de 2005, hubo una disminución de 0.7% respecto al censo anterior, con 616 394 personas. En el censo del 2020, se contabilizaron 658 609 habitantes, lo que representa una disminución de población del 2.2%, algo que no ocurría desde 1921.
Notas
Fuente: Instituto Nacional de Estadística y Geografía
- Censos de Población (1895-1990, 2000, 2010 y 2020)[54]
- Conteos de Población (1995, 2005 y 2015)[54]

### Zona metropolitana

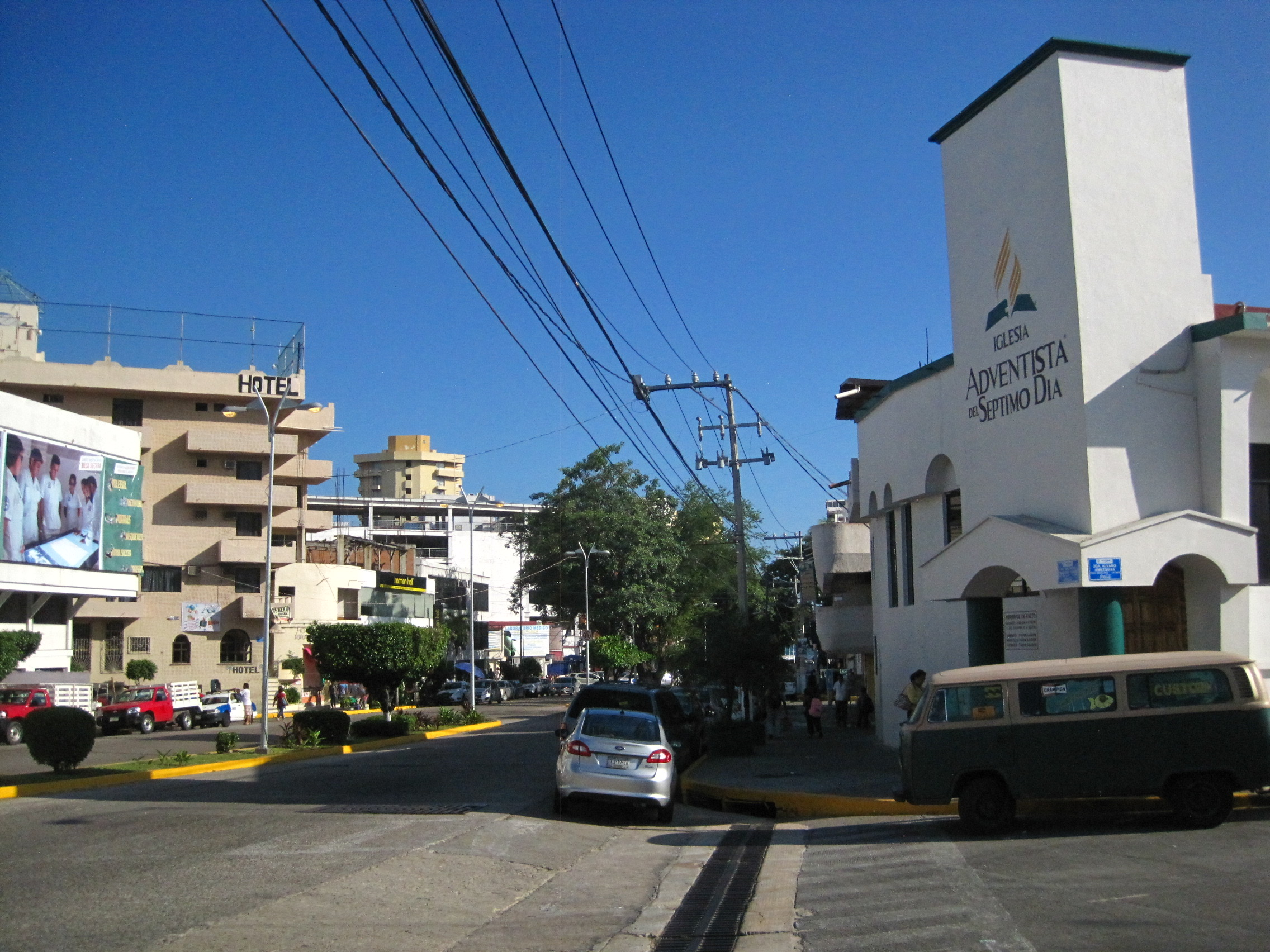
Iglesia Adventista del Séptimo Día en Acapulco.

La Zona metropolitana de Acapulco (ZMA) es la única área metropolitana existente en el estado de Guerrero, se encuentra conformada por las localidades que conforman el municipio de Acapulco de Juárez y las localidades que del municipio colindante de Coyuca de Benítez. De acuerdo con el último recuento y delimitación oficial realizada en 2020 en conjunto por el Instituto Nacional de Estadística y Geografía, el Consejo Nacional de Población y la Secretaría de Desarrollo Social, el área metropolitana de Acapulco agrupó un total de 852 622 habitantes en una superficie de 3.538,5 km², lo que la situó como la vigésimo cuarta más poblada de México.

### Religión
El Censo General de Población y Vivienda 2000, del INEGI, reporta que en el municipio coexisten varias religiones, siendo principal la católica que contaba con 539 533 feligreses en el rango de cinco años y más de edad; le siguen en importancia las del cristianismo protestante histórico como las Iglesias Presbiterianas (especialmente por la importancia histórica la Iglesia Mártires del 75), las Iglesias Bautistas y la Iglesia Anglicana, así como las Iglesias del protestantismo evangélico, como las Iglesias Metodistas, las iglesias pentecostales y neopentecostales, así como la Iglesia de Dios (Séptimo Día) y la Iglesia Adventista del Séptimo Día; de igual manera hay mucha presencia de organizaciones cristianas no-evangélicas bíblicas, como la Iglesia la Luz del Mundo, la Iglesia de Jesucristo de los Santos de los Últimos Días (mormones), los Testigos de Jehová y otras que, en el mismo rango de edad, suman más de 85 308 feligreses.

## Gobierno
Actualmente el gobierno de Acapulco está compuesto por
- Presidente Municipal, representado por Abelina López Rodríguez, por el partido Movimiento Regeneración Nacional, para el periodo 2021-2024.[27]
- Síndicos Procuradores.
- Regidores.

### Administración municipal
El gobierno del municipio está conformado por un Ayuntamiento, dos síndicos, y un cabildo formado por catorce regidores por mayoría relativa y ocho por representación proporcional, todos son electos mediante una planilla única para un periodo de tres años no renovables para el periodo inmediato, pero si de manera no continúa, las elecciones se celebran el primer domingo del mes de junio y el ayuntamiento entra a ejercer su cargo el día 1 de octubre del año en que se realiza la elección. El municipio es gobernado por Morena luego de haber triunfado en las elecciones estatales de 2018.

### Representación legislativa
Para la elección de los Diputados locales al Congreso del Estado de Guerrero y de los Diputados federales a la Cámara de Diputados de México, Acapulco de Juárez se encuentra integrado en los siguientes distritos electorales:
Local:
| Distrito                                  | Cabecera | Diputado                    | Secciones | Partido | Ref.   |
| ----------------------------------------- | -------- | --------------------------- | --------- | ------- | ------ |
| III Distrito Electoral Local de Guerrero  | Acapulco | Alejandro Carabias Icaza    | 71        |         | [ 58 ] |
| IV Distrito Electoral Local de Guerrero   | Acapulco | Marisol Bazan Fernández     | 79        |         | [ 58 ] |
| V Distrito Electoral Local de Guerrero    | Acapulco | Arturo Álvarez Angli        | 58        |         | [ 58 ] |
| VI Distrito Electoral Local de Guerrero   | Acapulco | Violeta Martínez Pacheco    | 53        |         | [ 58 ] |
| VII Distrito Electoral Local de Guerrero  | Acapulco | Carlos Eduardo Bello Solano | 39        |         | [ 58 ] |
| VIII Distrito Electoral Local de Guerrero | Acapulco | Marco Tulio Sánchez Alarcón | 81        |         | [ 58 ] |
| IX Distrito Electoral Local de Guerrero   | Acapulco | Joaquín Badillo Escamilla   | 62        |         | [ 58 ] |

Federal:
| Distrito                                  | Cabecera | Diputado                | Secciones | Partido | Ref.   |
| ----------------------------------------- | -------- | ----------------------- | --------- | ------- | ------ |
| IV Distrito Electoral Federal de Guerrero | Acapulco | Abelina López Rodríguez | 223       |         | [ 59 ] |
| IX Distrito Electoral Federal de Guerrero | Acapulco | Rosario Merlín García   | 159       |         | [ 59 ] |

## Economía
La economía de Acapulco gira principalmente en torno al sector de servicios, siendo el turismo el motor de la misma. La agricultura y la pesca también tienen una gran importancia en la región. La industria en Acapulco y en Guerrero es muy escasa debido a falta de orientación de inversiones para las empresas y falta de apertura a otros sectores industriales.

### Sectores económicos

#### Sector turístico

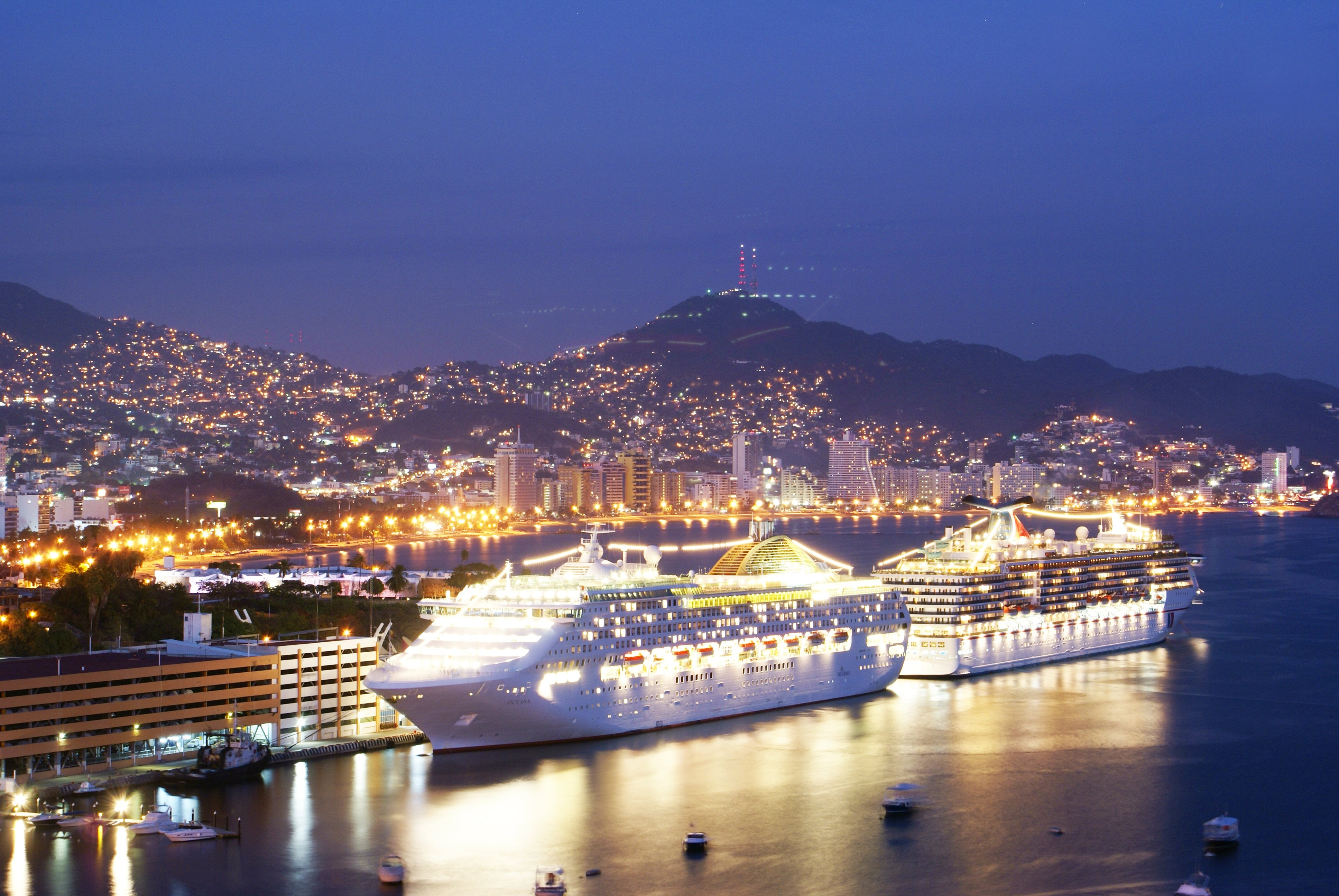
Puerto Transatlántico.

Compuesta por servicios, comercio y algunas otras actividades de la manufactura, es el eje motor que impulsa esta rama, Acapulco es la ciudad que más reditúa al municipio y al estado, considerando que el municipio de Acapulco es el que tiene el mayor PIB del estado con 38 592 218 millones de pesos. El turismo es la principal actividad, pues deja más de la mitad de la economía.
La economía de Acapulco gira sobre todo en torno al sector servicios, el turismo es una importante fuente de vida en esta ciudad mexicana. En la generación de empleos, el turismo también juega un papel importante.
De igual manera el arribo de cruceros es parte importante del turismo, por lo que existe el Puerto Transatlántico Internacional Teniente José Azueta, el cual está adherido a la Marina y al Club de Yates de Acapulco, cuenta con una terminal de pasajeros con área comercial la cual recibe en promedio 30 cruceros con entre 20 000 y 30 000 pasajeros anualmente.

#### Industria
Históricamente, en el municipio de Acapulco la industria no ha tenido un desarrollo dinámico, debido fundamentalmente a la falta de orientación de inversiones, lo que ha dado lugar a la existencia de pequeños establecimientos a nivel artesanal, como las platerías, talleres de costura, herrerías, carpinterías, rebozos, ropa típica, artículos de palma, entre otros; contrastando con un reducido número de maquiladoras de prendas de vestir para exportación, contando en la entidad con espacios disponibles para la instalación de parques industriales. Así mismo, se cuenta con embotelladoras de refrescos, pasteurizadora de leche, fábrica de cemento, fábrica de hielo, beneficiadora de limón, fábrica de jabón, plantas generadoras de energía eléctrica y la industria aceitera, que por la falta de inversión han tenido que cerrar.

#### Comercio

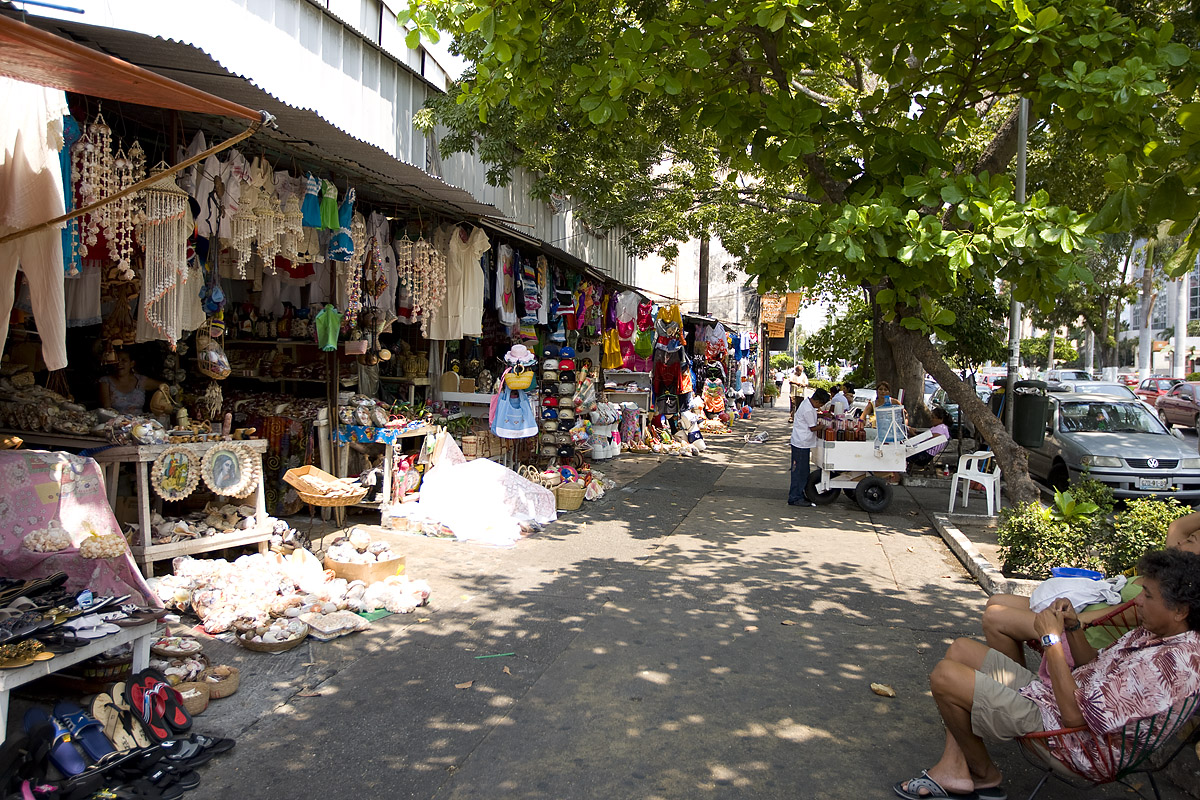
Comercio local.

Los mercados populares, las tiendas de productos al menudeo, las farmacias, zapaterías, tiendas de ropa, de insumos, supermercados y materiales reciclables, etc., es también determinante para el desarrollo municipal, ya que aporta los insumos necesarios para el funcionamiento de la actividad terciaria, así como aporta y garantiza el abasto de la población con productos necesarios para el bienestar de los habitantes.

#### Agricultura
Desde tiempos ancestrales, gracias a la agricultura, pero sobre todo, a través del dominio de las técnicas de cultivo del suelo para la obtención controlada de vegetales, se encontró que los principales cultivos en el Municipio. Considerando el volumen de producción municipal obtenido en los cultivos cíclicos y perennes más importantes, se tiene que la mayor parte se destina a la comercialización, con excepción del maíz que en gran medida es utilizado para el auto consumo.
El 66.5 % de la superficie total del municipio se encuentra con cobertura de vegetación, en tanto el resto 33.5 % está transformado. Por lo que toca a la agricultura y dado la baja capacidad de los suelos para esta actividad, la proporción se mantiene en el 13.11 % del territorio municipal, en cuanto al bosque de coníferas y latifolias se mantiene con el 13.57 %; El pastizal representa el 12.36 %, esta proporción es muy similar a la superficie agrícola, las selvas ocupan el 46.16 %.
La zona urbana y la infraestructura ocupan el 8.02 %. Para el caso del territorio del municipio de Acapulco de Juárez, la superficie con aptitud agrícola de la clase 1, cubre sólo el 1.95 % de la superficie total municipal (42 185 ha); Para el caso de la superficie con clase agrícola 2, ésta no se presenta en este municipio; La aptitud agrícola clase 3, se distribuye en el 40.49 %; La superficie con aptitud agrícola clase 4, se distribuye en el 53.94 % del territorio municipal, que son suelos de muy baja o nula calidad agrológica.

#### Pesca

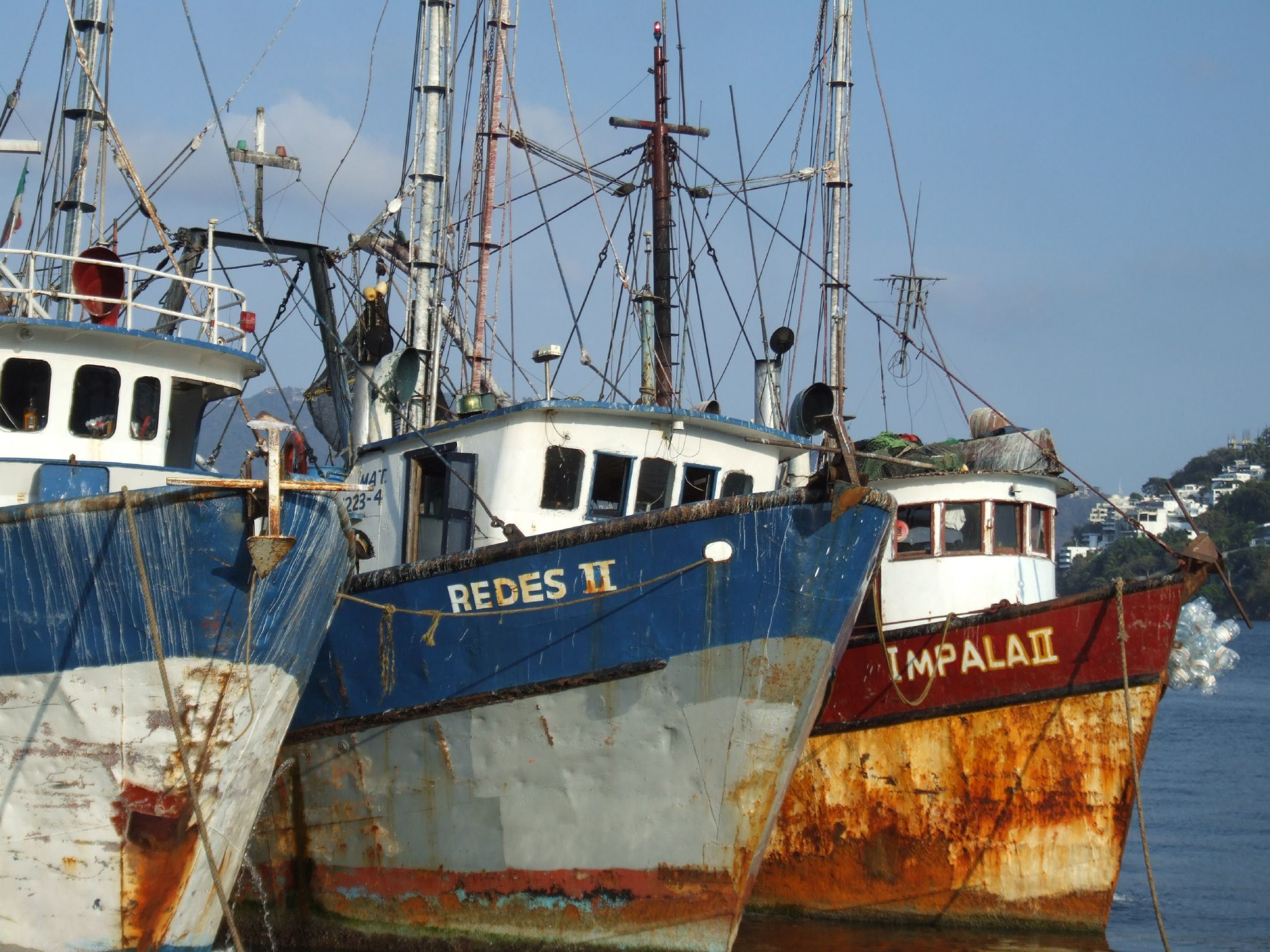
Barcos de pesca en Acapulco, México.

La pesca en Acapulco es una de las actividades más populares; además, los visitantes pueden contratar alguno de los diferentes servicios que ofrecen recorridos y tours de pesca de marlin y pez vela.
El municipio posee una incipiente pesca, actividad que es principalmente de manutención en los litorales de la zona, habiendo diferentes especies, como: el pez vela, marlín, dorado, atún, Wahoo, pez gallo, róbalo, entre otros. La Laguna de Tres Palos es uno de principales espacios para la pesca en Acapulco, gracias a los manglares que atraen a un sinnúmero de aves que se hacen presentes para alimentarse en sus aguas. Otra opción es Puerto Marqués, donde se practica la pesca deportiva del pez vela, róbalo, barrilete y muchos más.
La Laguna de Chautengo es un lugar óptimo para llevar a cabo esta actividad, ya que en ella desembocan los ríos Copala y Nexpan, trayendo numerosas especies de agua dulce que habitan en esta región de México. La Laguna de Coyuca, uno de los más importantes espacios dedicados a este deporte, con especies típicas de la zona. Además, hay recorridos y paseos en barco a la Isla del Hombre de las 7 Esposas y la Isla de los Pájaros.

#### Ganadería
La actividad ganadera bovina en el municipio, según la Sagarpa 2013, no se ha desarrollado a escala comercial, sólo en forma extensiva, en últimas fechas se ha adquirido ganado de otras partes del Estado para fortalecer dicha actividad. Se cuenta, con pequeños ganaderos que practican una ganadería extensiva tradicional, con escasos recursos financieros y con una reducida capacidad de negociación, al momento de comercializar sus productos. Es importante mencionar que no existe un rastro municipal, sólo operan rastros tolerados en el municipio, lo que no permite tener control sobre el sacrificio de los animales. Dichos establecimientos, no cuentan con instalaciones adecuadas para que los particulares realicen el sacrificio de animales, mediante los procedimientos más convenientes para el consumo de la población.
La porcicultura dominante en el municipio, es la de traspatio, cae dentro de las cadenas productivas de tipo campesino y suburbano en pequeñas fincas, sin una adecuada especialización en la cría y engorda de los animales, el proceso por lo general requiere de más de 180 días; se estima que mantiene más del 60% de la producción en el municipio, con una alimentación a base de esquilmos y desperdicios en lo general.

### Población económicamente activa
La población económicamente activa del municipio es del 50.04%. Tuvo un incremento de 4.87% con relación a la década de los noventa. La actividad económica preponderante se da en el sector terciario, siendo la rama de servicios la que concentra la mayor actividad con un 72.92%. En esta actividad se emplean alrededor de 75 000 personas en 10 890 empresas.
En el sector secundario se emplea el 18.73% de la población, ocupando el segundo lugar de captación laboral. Este sector emplea a 34 323 personas.
Por último, está el sector primario, su oferta laboral es de 13 426 personas, lo que representa el 7.38%, sin ninguna variación desde 1990.

### Deuda pública
Al inicio del mandato Luis Walton declaró en quiebra financiera al puerto turístico de Acapulco debido a que heredó de su antecesor, Manuel Añorve Baños una deuda de mil 571.8 millones de pesos, más un déficit al mes de diciembre de este año de 270 000 000 (doscientos setenta millones) de pesos, que en total son 2 142 800 000 (dos mil ciento cuarenta y dos millones ochocientos mil) pesos, lo que representa un incremento de hasta 400%, por lo que el alcalde solicitó al gobierno federal realizar un rescate financiero. Al principio, el presupuesto en 2013 fue de 3 766 884 149 (tres mil setecientos sesenta y seis millones ochocientos ochenta y cuatro mil ciento cuarenta y nueve) pesos, debido a la deuda de 2 142 000 000 (dos mil ciento cuarenta y dos millones) de pesos.
Adela Román Ocampo, heredó un gobierno con deuda millonaria, pues de enero a diciembre del año pasado, Acapulco solicitó seis créditos bancarios, de igual manera la deuda de Acapulco creció 46% en el primer año de gobierno de Evodio Velázquez Aguirre, al pasar de 452 019 763 (cuatrocientos cincuenta y dos millones diecinueve mil setecientos sesenta y tres) pesos en 2016 a 661 524 377 (seiscientos sesenta y un millones quinientos veinticuatro mil trescientos setenta y siete) pesos en 2017. Debido a esto Adela Román solicitó recursos federales y estatales por 1 500 000 000 (mil quinientos millones) de pesos para poder solventar los gastos debido a fin de año.

## La ciudad en la actualidad
La conurbación de Acapulco es considerada la decimosexta zona metropolitana más grande de México, agrupando en 2010 un total de 863 431 habitantes. La ciudad es un importante centro vacacional a nivel mundial, desde los años 1950, década en que empieza el boom de construcciones de gran altura. Se encuentra en una zona económicamente privilegiada, ya que se ubica a 255 millas al sur de la Ciudad de México.

### Zona hotelera
La ciudad actualmente posee más de 100 edificios entre los 40 y 123 m, cabe destacar que la ciudad fue de las primeras en México —junto con la Ciudad de México— en contar con edificios de más de 40 m, la mayoría de los rascacielos se concentran en la avenida Costera Miguel Alemán, específicamente en la zona de Acapulco Dorado.
A fines de los años 1950 y década de los sesenta el desarrollo hotelero continuó en su apogeo con la construcción de hoteles de gran turismo como el hotel Continental Hilton, el hotel Pierre Marques, El Presidente, Las Brisas, El Cano, el Auto Hotel Ritz, el hotel Ritz y Paraíso Marriott entre otros.
A partir de 1933 se empezó a construir los hoteles El Mirador, Caleta, Prado Américas, Los Flamingos propiedad de John Wayne y Johnny Weismuller (Tarzán), Villa del Mar, El Jardín y Papagayo que se localizaba en donde se encuentra el parque recreativo con ese nombre. De igual forma y debido a la necesidad de tener un club náutico en donde atracaran los yates y embarcaciones, se construyó en 1955 el actual Club de Yates de Acapulco.
En 1955, fue construido por el Arq. Mario Pani el primer condominio del puerto sobre la avenida Costera Miguel Alemán a un lado del Club de Yates llamado Edificio en Condominio Los Cocos, por el mismo año se construyó el Condominio Bahía y tres años después El Costero en 1958 conocido como el Normandie por el afamado restaurante con ese nombre, especializado en cocina francesa propiedad de la Sra. Nicole.
A mediados de los años 1970, de los 1980 y principios de los 1990, se continuó con la construcción de más Conjuntos Condominales ahora de lujo con servicios de primer nivel, como el Estrella del Mar, Mar Azul, Loric, Laureles, Tabachines, Torre Coral, Villa del Mar, Marbella, Torremolinos, Olympus, Costa, Perla, Palma, Mallorca, Ibiza, Mykonos, Nautia, Costa Victoria, La Joya, Aqua y Century Resorts Acapulco.

### Problemas sociales

#### Ciudades por tasa de homicidio
Acapulco se ha convertido en una de las ciudades más violentas del mundo debido a la tasa de homicidios que se presentan. América Latina cuenta con una cifra alta en la clasificación, dado a conocer por el Consejo Ciudadano de México para la Seguridad Pública y Justicia Penal (CCSPJP), debido a que tenía 43 de las 50 ciudades más peligrosas del mundo en 2019.
Desde 2011, Acapulco se encuentra en el top 5 de las ciudades con la tasa de homicidios dolosos más alta del mundo. En 2012 subió al segundo puesto con una tasa de 142.88. En 2013, bajó al tercer sitio de la clasificación mundial con 112.80. En 2014 la tasa de homicidios bajó significativamente hasta ubicarse en 104.16.
En 2015, se encontraba en el cuarto sitio con una tasa de 104.73, solo por debajo de Caracas, San Pedro Sula y San Salvador. En 2016 volvió al segundo puesto con una tasa de 113.24. En 2017, Los Cabos llegó al puesto 1 de la clasificación, dejando a Acapulco en el tercer lugar con 106.63. En 2018, Acapulco pasó al segundo lugar con 948 homicidios dolosos y con una tasa de 110.50, solo después de Tijuana. De acuerdo al estudio de 2019, Acapulco pasó al séptimo lugar, con 600 homicidios y con una tasa de 71.61, significando una baja considerable del año anterior. En la clasificación de 2020, Acapulco disminuyó considerablemente el número de homicidios con 422 y una tasa del 54.13, y se ubicó en el lugar 18, lo cual significa que ha sido el porcentaje más bajo en los últimos 9 años.

#### Ciudades más habitables
En 2019 se realizó un estudio por el gabinete de comunicación estratégica, el cual contabilizo las mejores y peores ciudades para vivir en México, el estudio incluye 76 ciudades del país siendo la mejor ciudades San Pedro Garza García en Nuevo León y la peor Ecatepec de Morelos en el Estado de México. El estudio se realiza sobre la base de encuestas a los ciudadanos de cada ciudad y se contemplan rubros como efectividad de autoridades locales, servicios municipales, calidad de vida, cohesión social y la lealtad de las personas respecto al lugar en el que habitan. Asimismo, se complementa el pulso social con la medición de confianza en instituciones y la percepción de crecimiento económico a través del empleo e instalación de empresas en las ciudades.

## Turismo
Acapulco es uno de los destinos turísticos de México más importantes, ya que fue el primer puerto turístico internacional de México. En la actualidad, Acapulco es el puerto más visitado de Guerrero y uno de los puertos más visitados por turistas nacionales e internacionales de México, al lado de Cancún, Cabo San Lucas y Puerto Vallarta, entre otros, posicionándose como el 4.º centro de playa más visitado y la 7.ª Ciudad de México.
Acapulco es el cuarto centro turístico con el mayor número de cuartos disponibles promedio en el 2017, con un total de 18.827 y el octavo en número de cuartos ocupados promedio, con 8188 y tuvo un incremento de 3,3 % en cuanto a ocupación hotelera llegando a 43,5 % en el 2017, según datos proporcionados por la Sectur. Pertenece al Triángulo del Sol, conformado por 3 centros turísticos de Guerrero. En 2019, recibió más de 9 millones de turistas, con una ocupación del 48,8 %.

### Zonas turísticas
La ciudad se divide en tres zonas turísticas:

#### Acapulco Tradicional
El Acapulco Tradicional o Náutico es una de las tres zonas turísticas en las que se divide el puerto de Acapulco, Guerrero, al sur de México. Es la parte antigua del puerto, en donde se halla el centro de la ciudad, los barrios históricos y el puerto; tuvo su desarrollo entre los años 1930 y 1960. En el área se pueden encontrar diversos hoteles —algunos de los más antiguos del puerto—, restaurantes con platillos típicos y gran parte de los atractivos turísticos de Acapulco.
Se extiende desde las Playas de Caleta y Caletilla hasta al parque Papagayo. Esta zona se encuentra a unos 22 km al sureste del Aeropuerto Internacional de Acapulco.

#### Acapulco Dorado
Tuvo su desarrollo entre los años 1960 y los años 1980, y se encuentra a unos 25 minutos del Aeropuerto Internacional de Acapulco. Es la zona que presenta más afluencia turística en el puerto, recorre gran parte de la bahía de Acapulco, desde Icacos, pasando por la avenida Costera Miguel Alemán, que es la principal, hasta el parque Papagayo, es donde se concentra la mayor cantidad de cuartos de hotel, la zona hotelera y condominios residenciales. Cuenta con varios hoteles y disponibilidad en ello.

#### Acapulco Diamante
También conocida como Punta Diamante, es la parte más nueva y con mayor desarrollo e inversión del puerto, conformada por exclusivos hoteles y resorts de cadenas internacionales, complejos residenciales, condominios de lujo y villas privada, espás, restaurantes, zonas comerciales y un campo de golf. Todo lo anterior lo convierte en uno de los lugares más exclusivos del país. Inicia en la carretera escénica en Las Brisas, incluye Puerto Marqués y Punta Diamante y se extiende hasta la Playa de Barra Vieja. Está a 10 minutos del Aeropuerto Internacional de Acapulco.

### Playas
Acapulco, como muchos otros destinos turísticos de México, cuenta con diversas playas cuyos nombres corresponden a hechos históricos, costumbres o simplemente circunstancias naturales. Entre las principales del puerto se encuentran:
- Pie de la Cuesta
- Langosta o La Angosta
- Caleta y Caletilla
- Honda
- Manzanillo
- Tlacopanocha
- Hornos (Áreas Tamarindos y Papagayo)
- Playa el morro.
- La Condesa
- Icacos
- Playa de Puerto Marqués
- Playa Majahua
- Playa Pichilingue
- Playa Revolcadero
- Bonfil
- Playa de Barra Vieja

Principales Playas
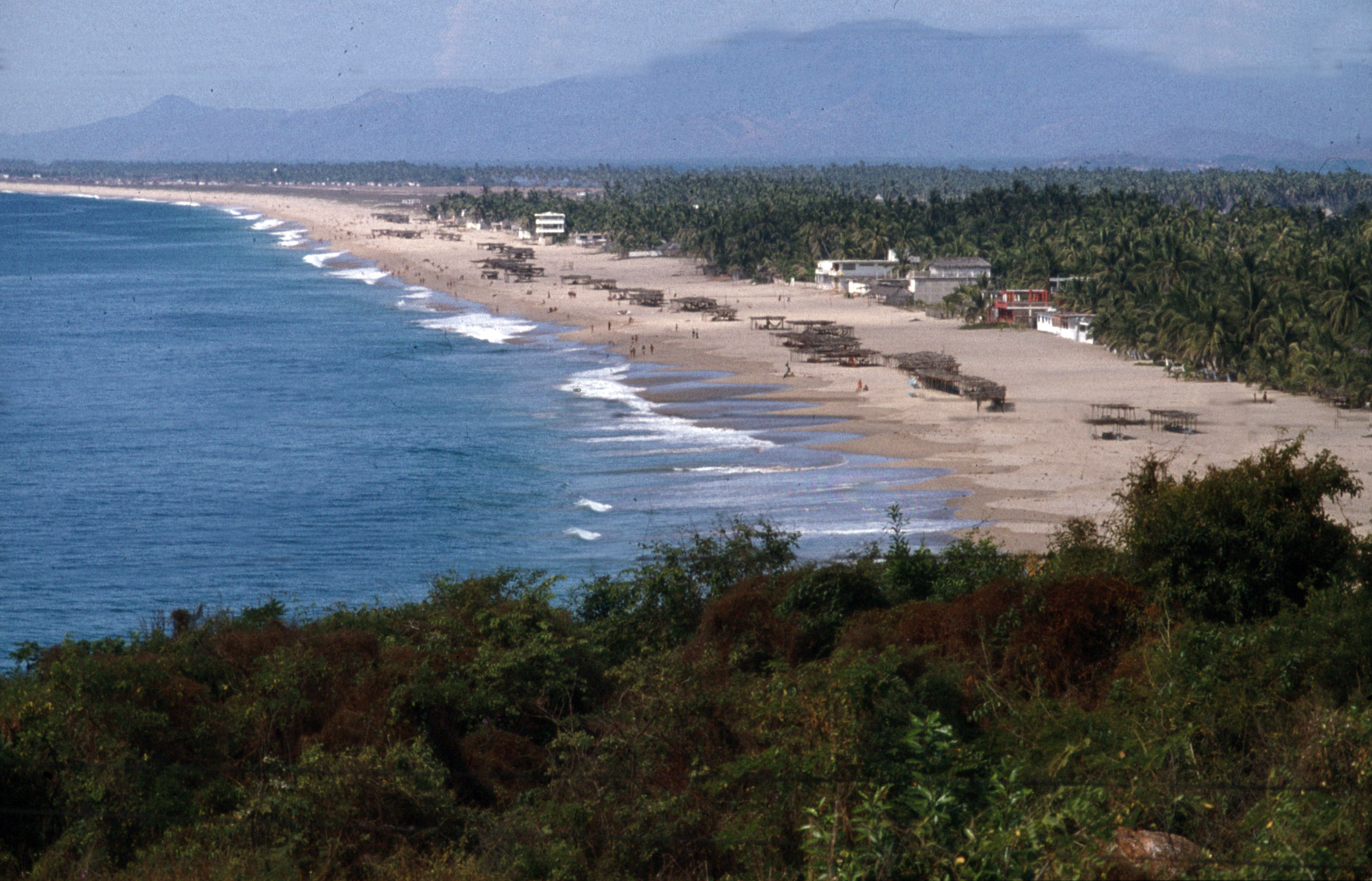
Pie de la Cuesta.
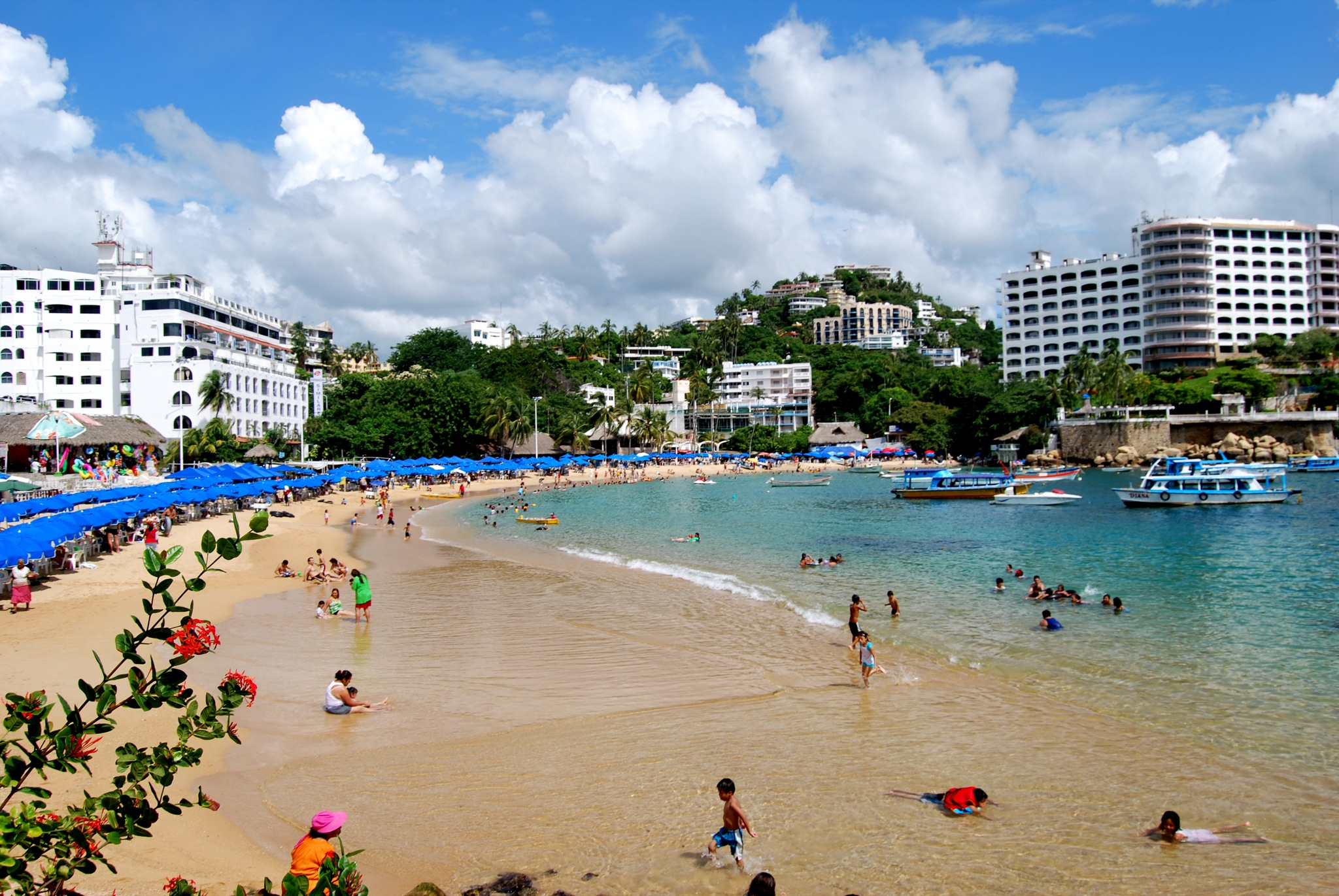
Caleta y Caletilla.
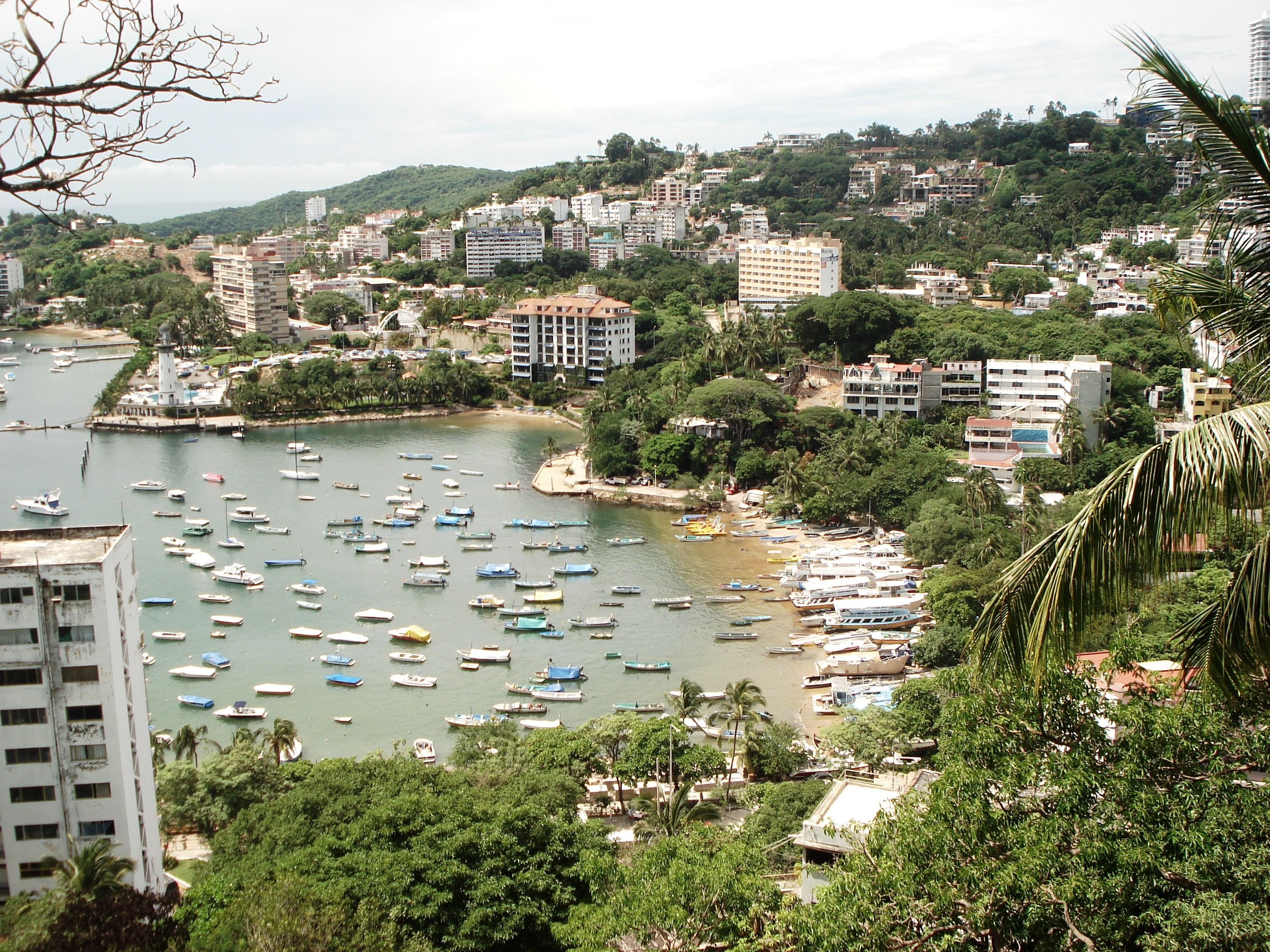
Manzanillo.
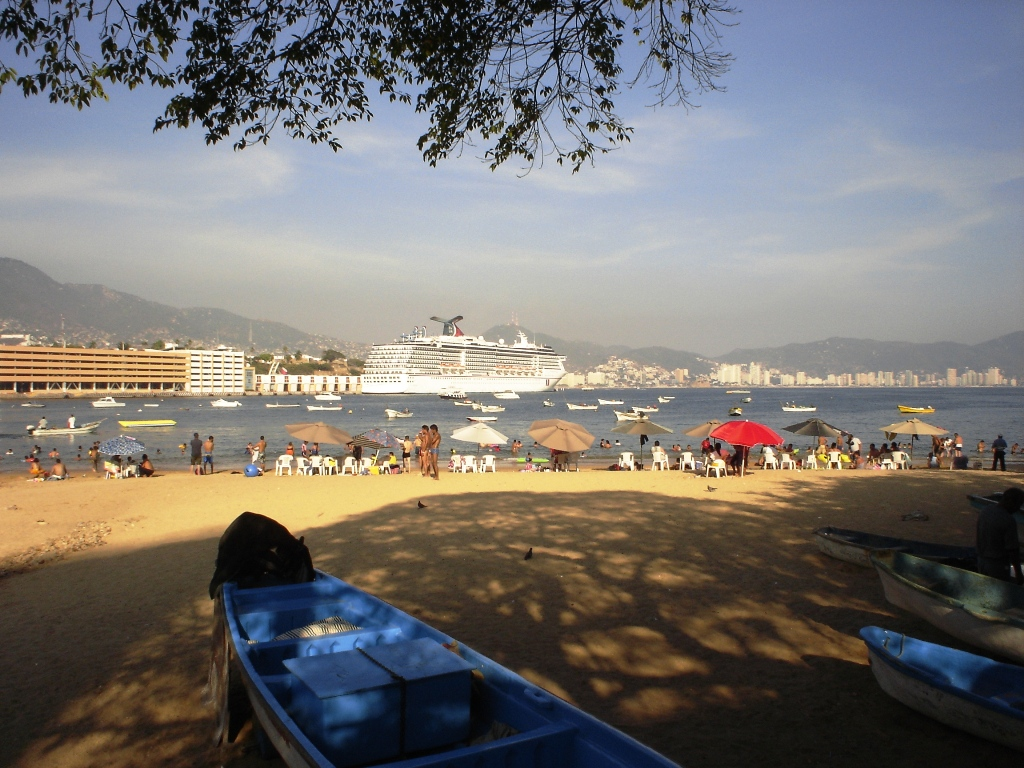
Tlacopanocha.
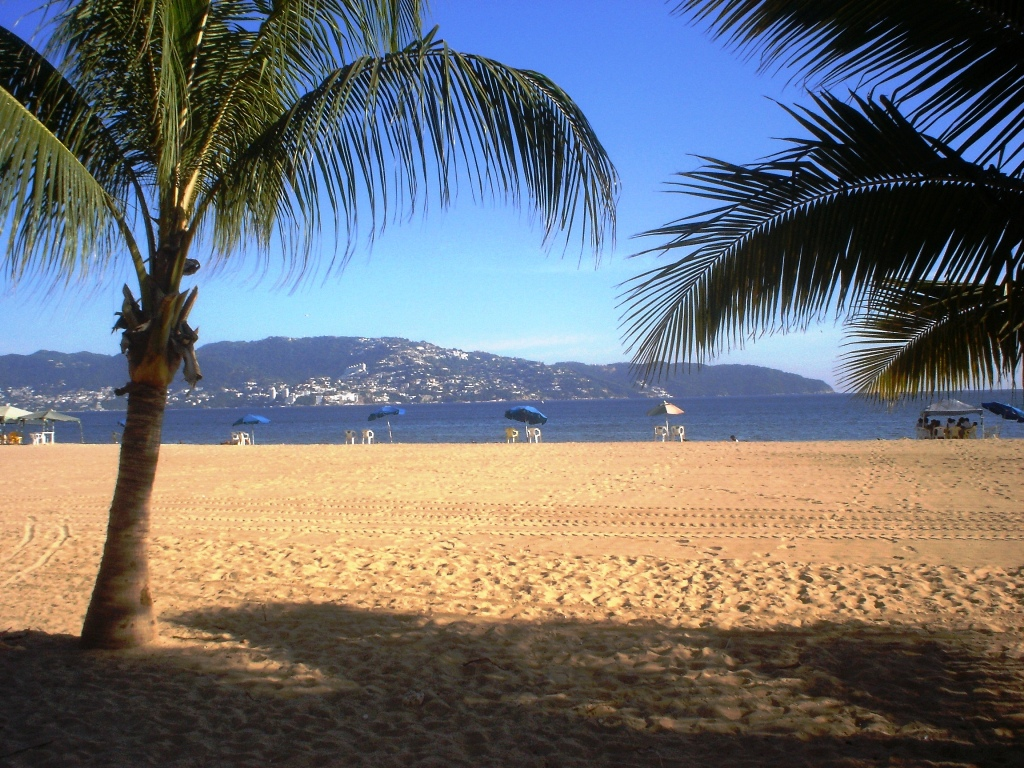
Hornos.
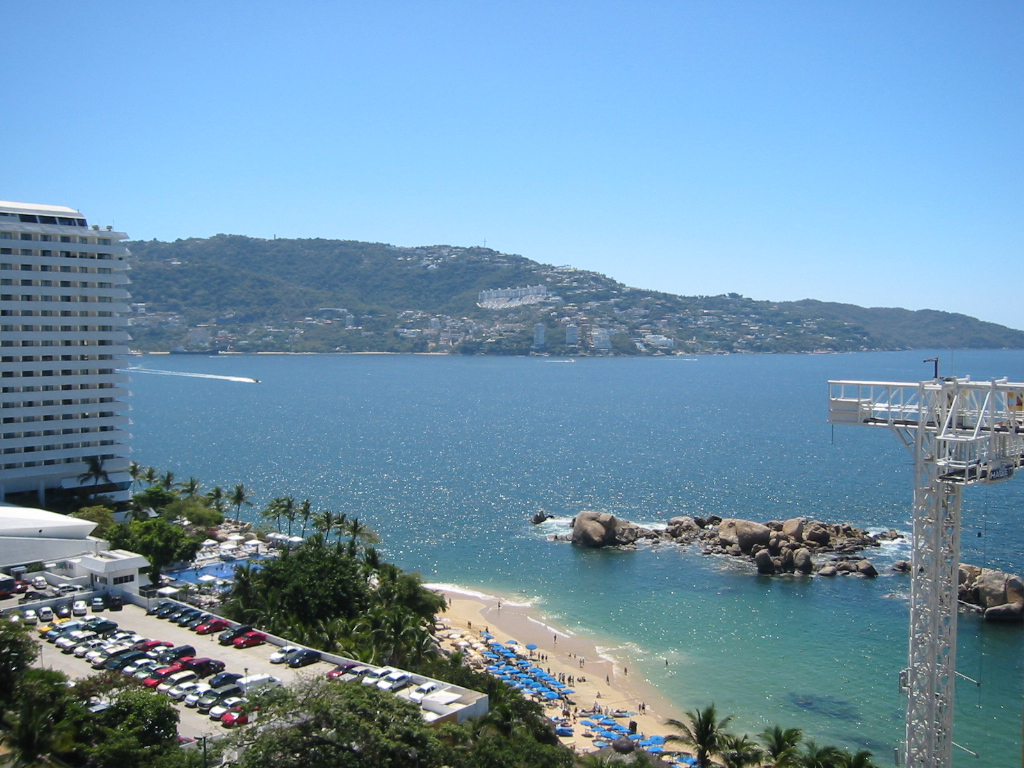
La Condesa.
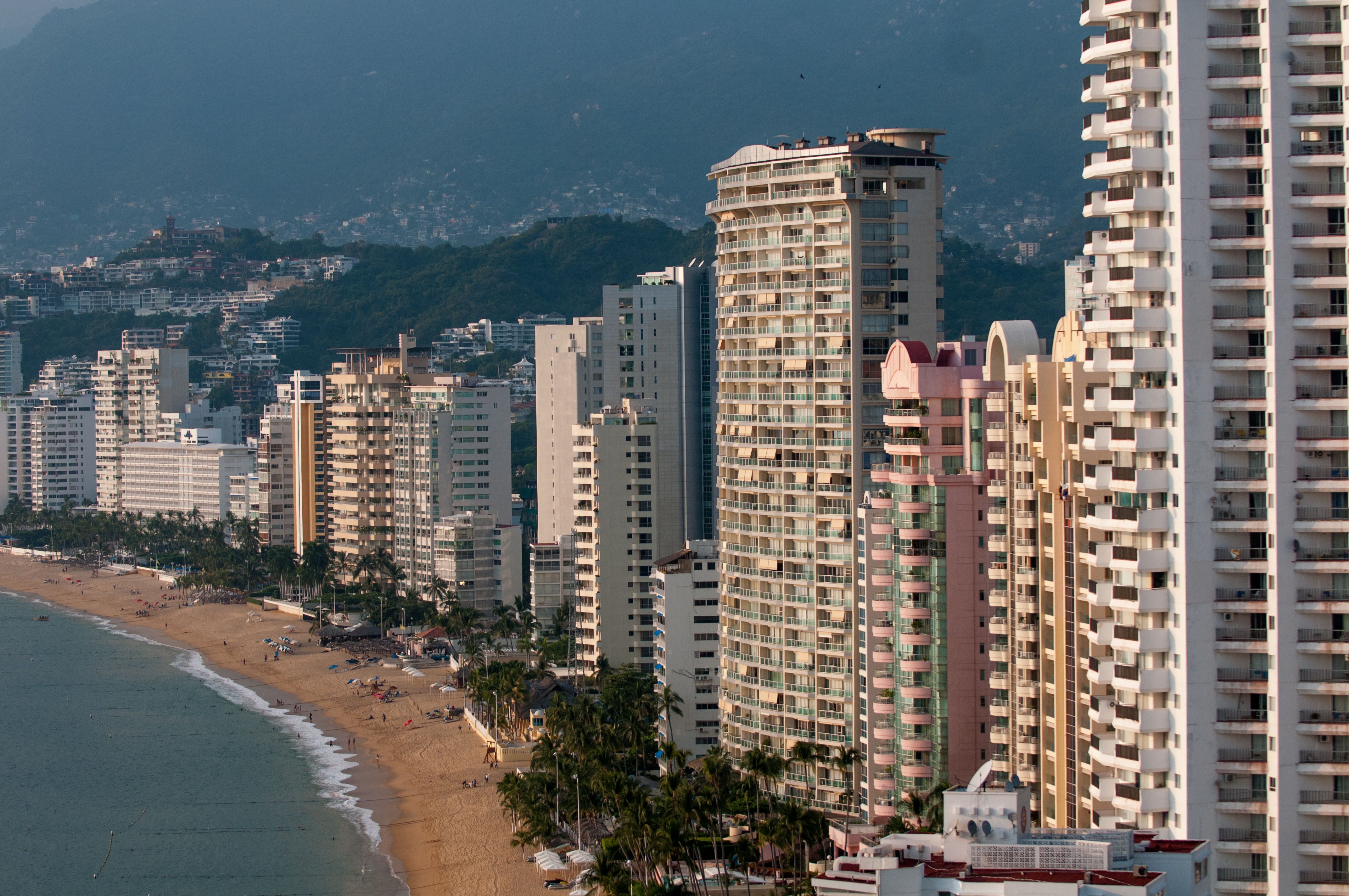
Icacos.
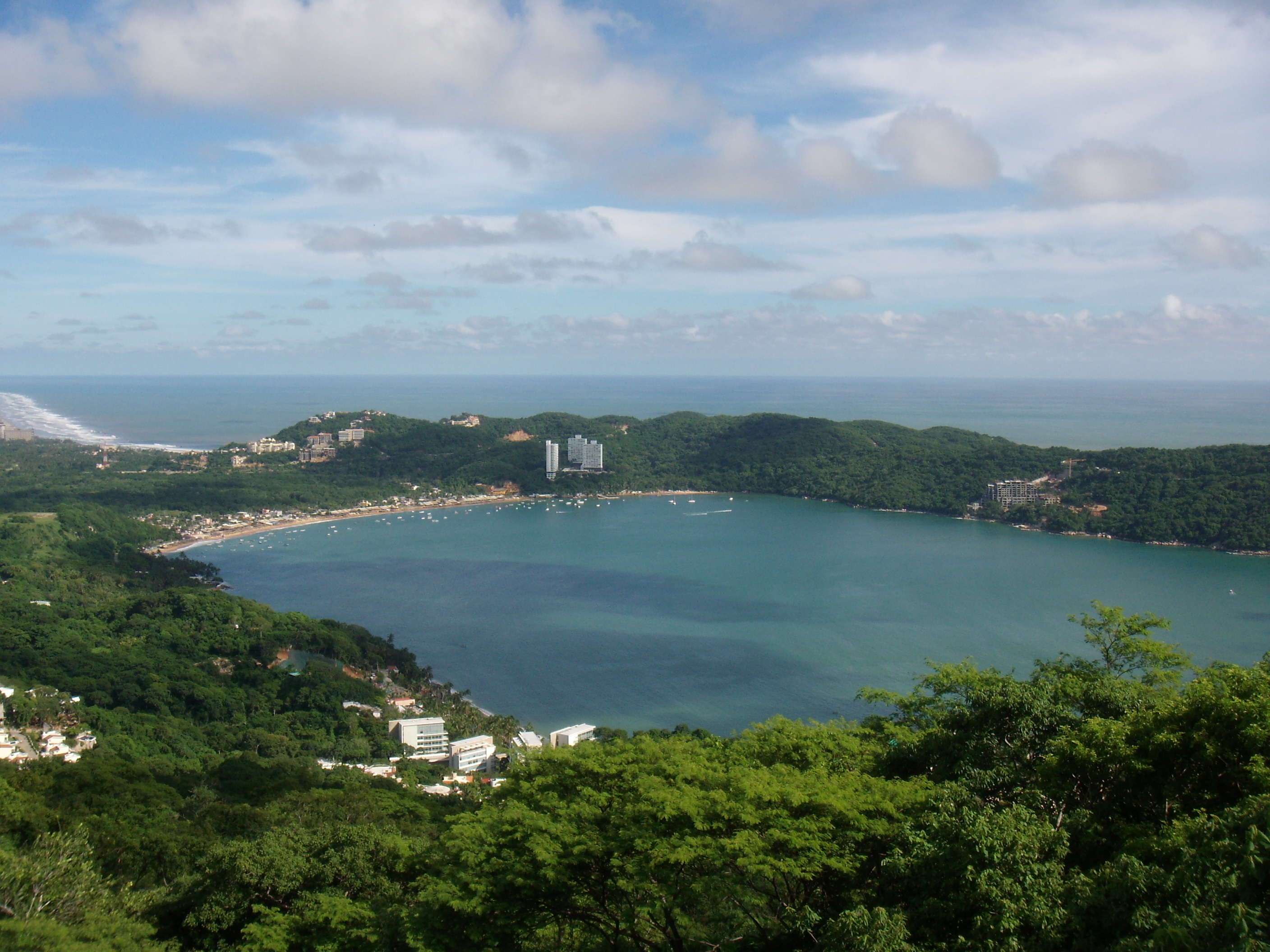
Playa de Puerto Marqués.
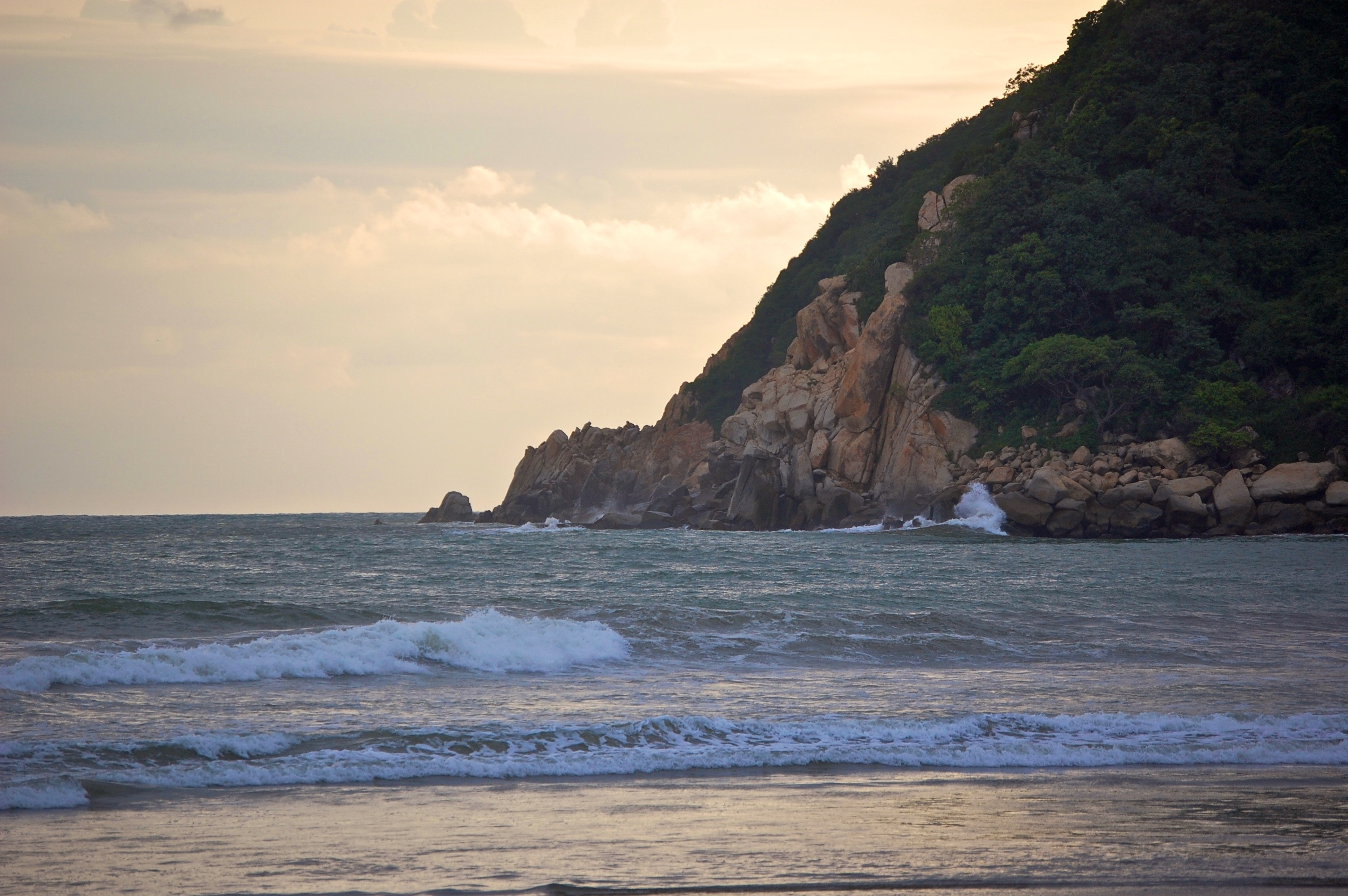
Playa Revolcadero
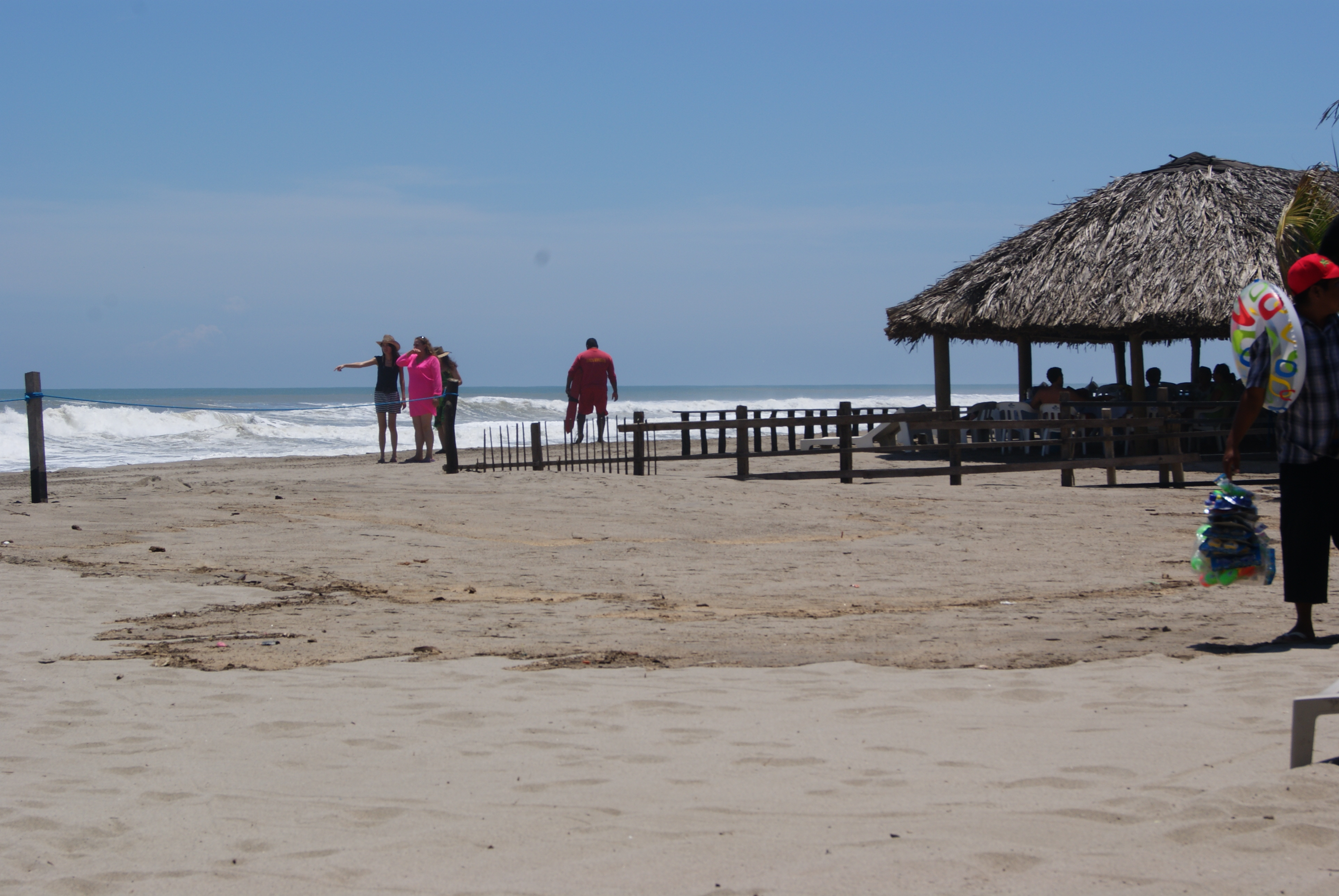
Playa de Barra Vieja.

### Atractivos turísticos y sitios de interés

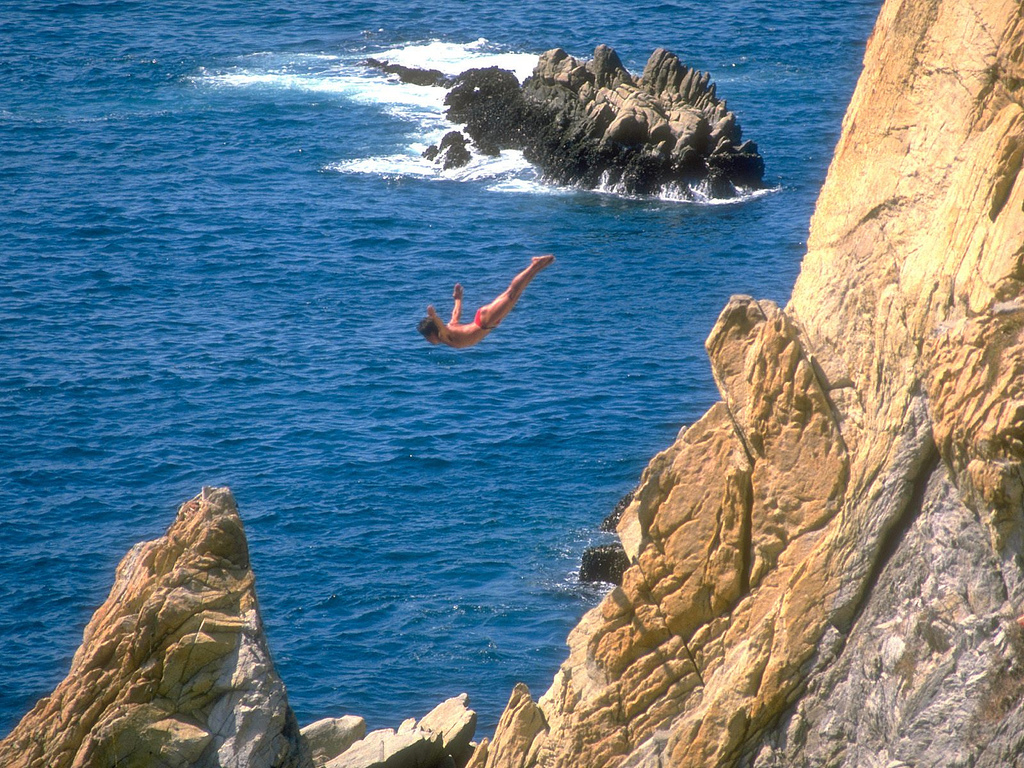
La Quebrada.

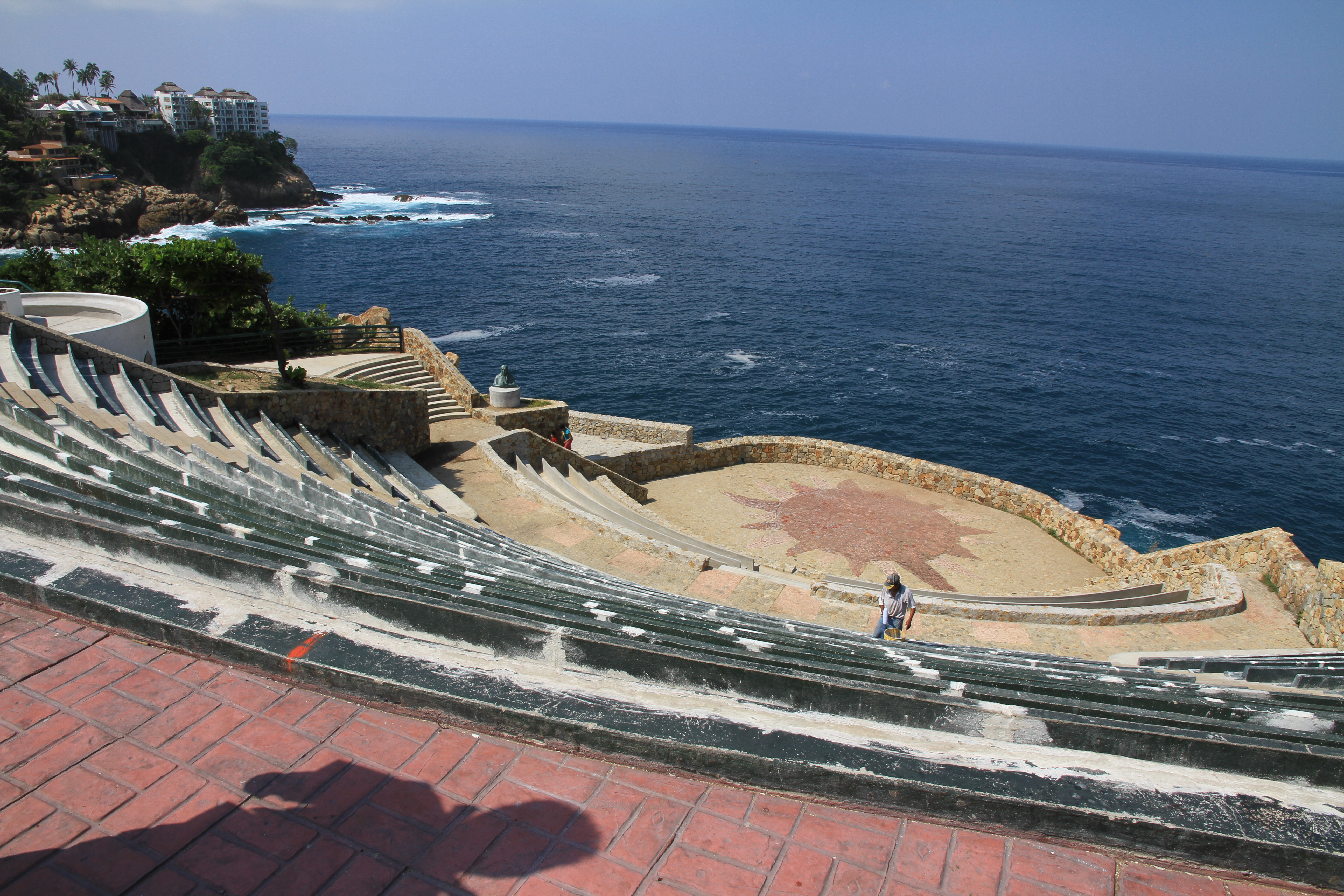
Sinfonía del Mar.

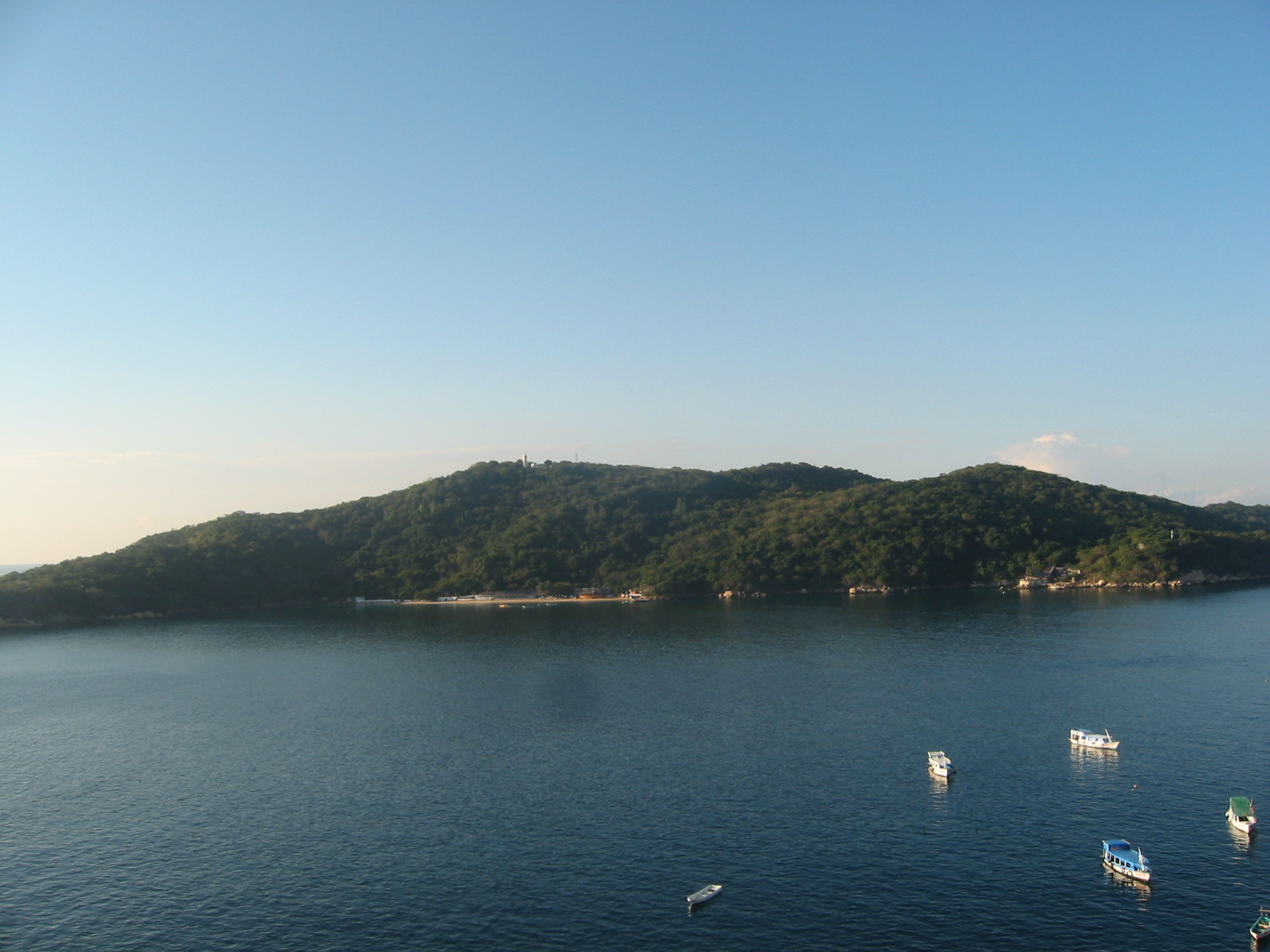
Isla de La Roqueta.

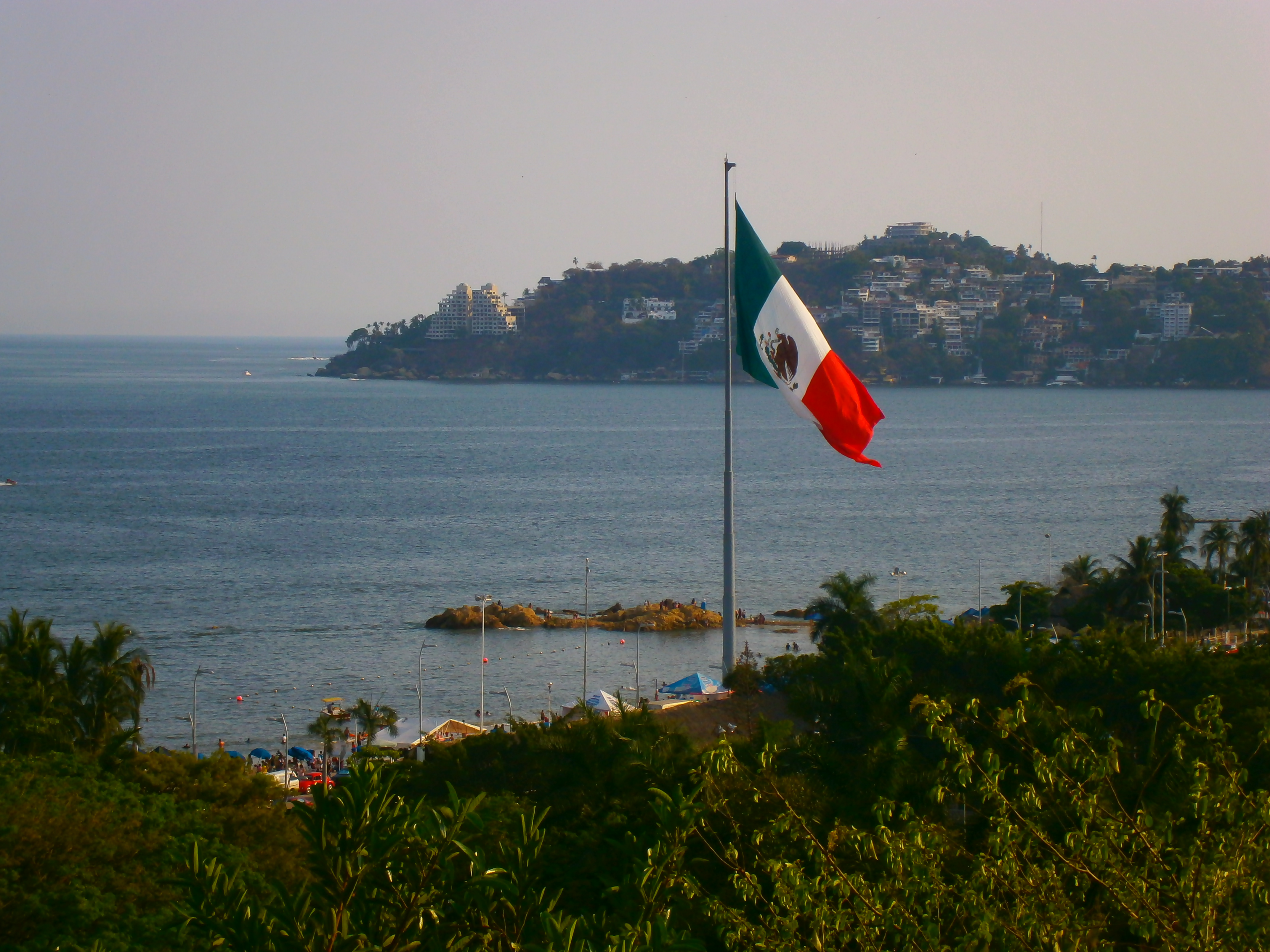
Bandera monumental.

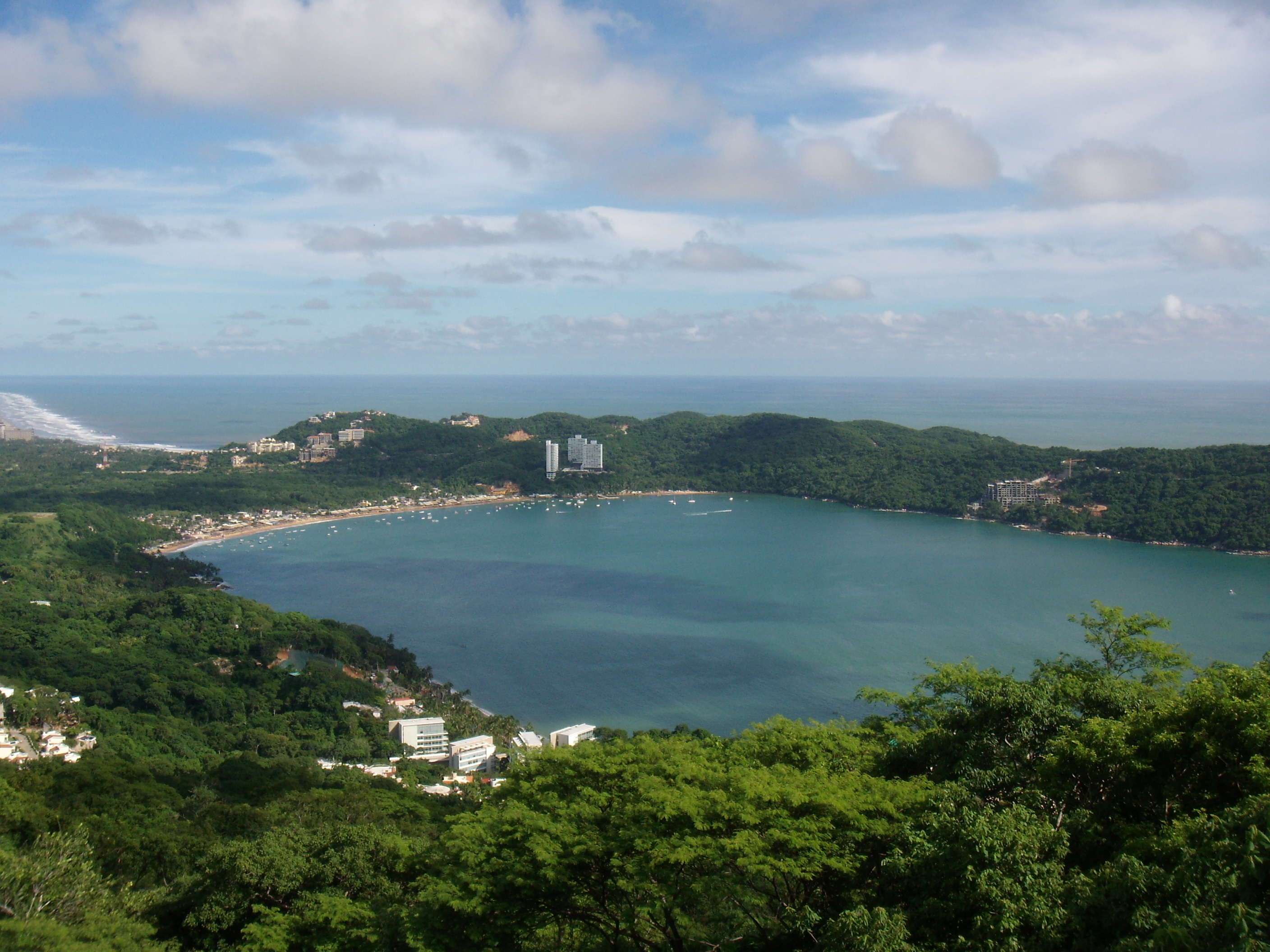
Puerto Marqués.

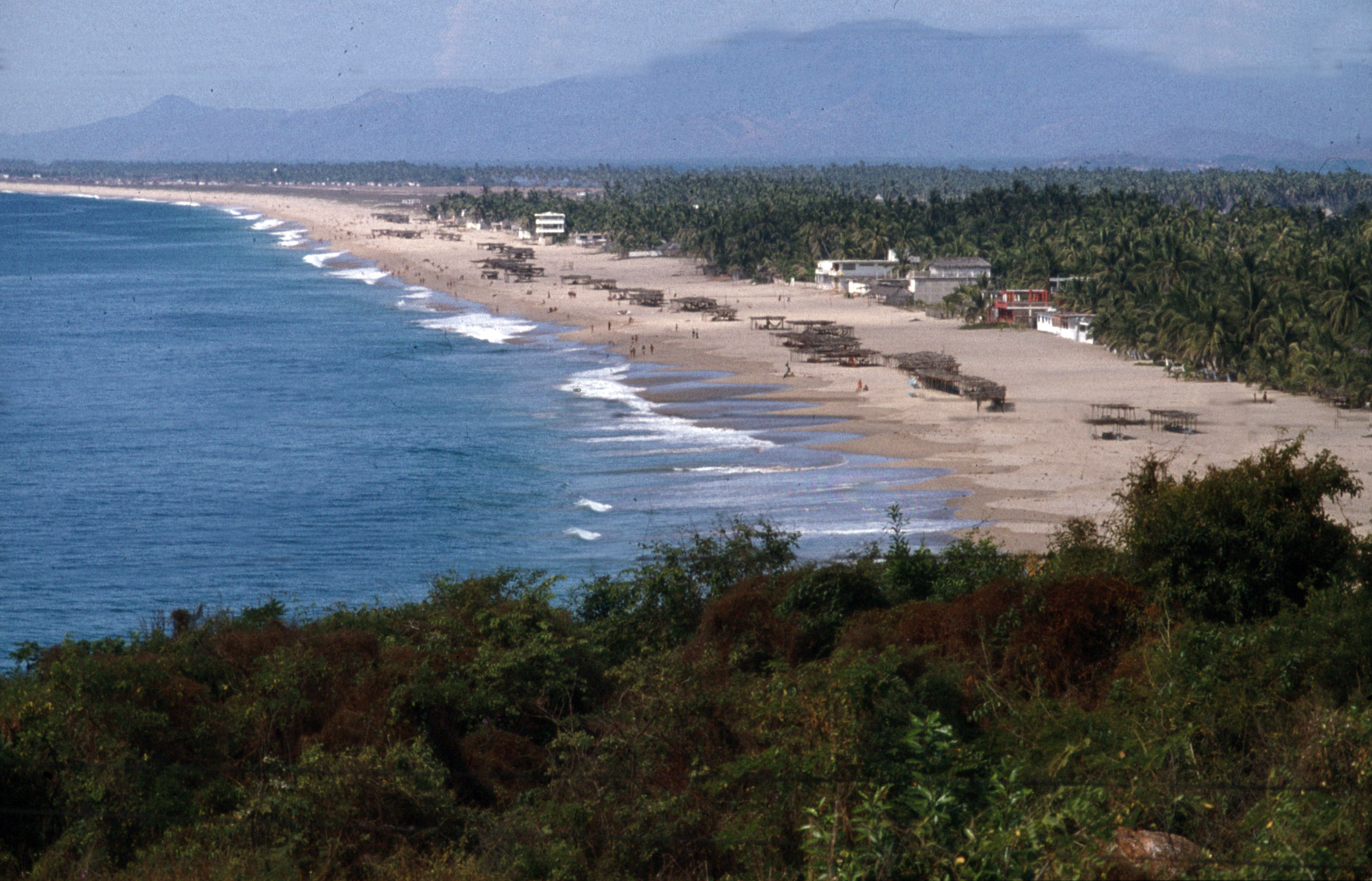
Área de Pie de la Cuesta.

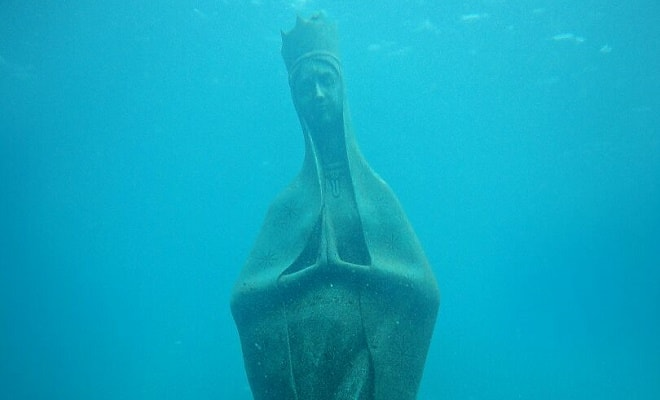
Virgen de los mares.

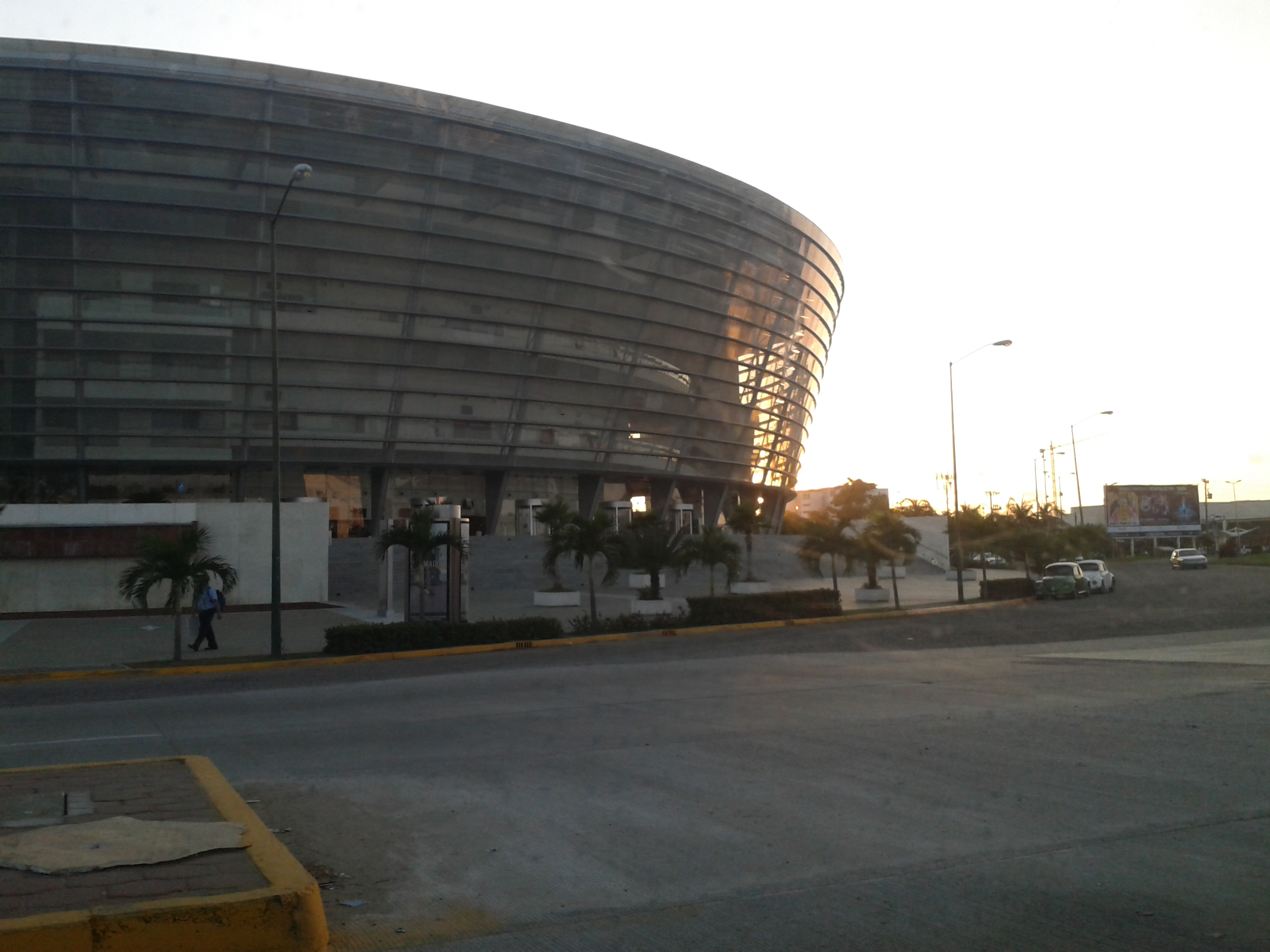
Fórum de Mundo Imperial.

- La Quebrada, es un acantilado de 45 m de altura.[85] Allí se hacen desde 1934 los famosos clavados realizados por jóvenes del puerto que en ocasiones lo escalan con una antorcha encendida. Su peligro radica en que el clavadista debe calcular el momento en que la ola haga que el nivel del mar sea más alto, ya que de lo contrario sería una muerte segura debido al impacto contra las rocas del fondo, situadas a poca profundidad cuando baja el nivel del mar debido al oleaje.
- Sinfonía del Mar, es un anfiteatro muy cercano a La Quebrada, localizado en un acantilado, con vista hacia el mar. Es utilizado para conciertos y operado por el ayuntamiento de Acapulco.
- Isla de la Roqueta, es una isla mexicana localizada frente a la bahía de Acapulco, Guerrero, muy cerca de las playas de Caleta y Caletilla de esa ciudad. Es administrada y protegida por la Secretaría de Marina.
- Asta de la Bandera de México, se encuentra frente al parque Papagayo y es un punto de reunión de diferentes eventos en el puerto.
- Puerto Marqués, su bahía, playas, así como desarrollos turísticos alrededor de la zona, han convertido al lugar en un gran atractivo en el puerto para el turismo nacional e internacional. Entre las playas principales que se encuentran en la bahía están la de Puerto Marqués, Majahua y Pichilingue.[86]
- Pie de la Cuesta, se localiza a 10 km al noroeste del puerto mexicano de Acapulco, en las costas de Guerrero. Es famosa internacionalmente por sus puestas de sol y su playa de fuerte oleaje, además de contar con la Laguna de Coyuca, la cual limita con la Barra de Coyuca que une al mar con la laguna.
- Fuente de la Diana cazadora, se sitúa en la avenida Costera Miguel Alemán en un punto céntrico del recorrido donde convergen la entrada a la Costera, el camino hacia la Zona Tradicional, el camino hacia la Zona Dorada y el límite con la Zona Federal Marítima. Está rodeada por numerosos centros comerciales, hoteles y cercana a la reconocida Playa La Condesa.[87]
- Xtasea Tirolesa es la tirolesa sobre el mar más larga del mundo, la cual recorre una distancia de 1800 m a una altitud de 100 m.[88]
- Paseo del Pescador, recientemente renovado es un atractivo de la zona tradicional del puerto, en donde se encuentran varias embarcaciones.
- Malecón y Puerto Transatlántico, es uno de los puntos más concurridos del puerto, debido a que recorre gran parte de la zona costera, teniendo algunos lugares turísticos cercanos.
- Fórum de Mundo Imperial, es un centro de espectáculos. Cuenta con una capacidad para 4000 personas1 y es sede de eventos artísticos y culturales, tales como conciertos, producciones de Broadway, obras teatrales, espectáculos familiares y funciones especiales. Se ubica en la zona de Acapulco Diamante.[89]
- EL Rollo (Antes el CICI), anteriormente llamado CICI, es el parque acuático más concurrido del puerto.
- La Virgen de Los Mares, es un monumento mariano sumergido en el mar, junto a la isla de La Roqueta, fue llevada a este punto a finales de la década de los cincuenta.[90]
- Paradise Bungy, es una torre construida en 1999, de 150 m de altura, desde la plataforma hasta tocar la alberca, aquí se llevan a cabo saltos de diferente estilo como son personal, doble, triple. Cada uno tenía distintos costos, oscilando entre 600 y 800 pesos por persona.

### Triángulo del Sol
El Triángulo del Sol es una zona turística en Guerrero, la cual recorre la Sierra Madre del Sur, su nombre se debe a que las ciudades turísticas forman un triángulo, de acuerdo a sus ubicaciones dentro del estado. Esta zona turística está conformada por las ciudades de Acapulco, en el sur, el binomio de Ixtapa - Zihuatanejo, en la costa grande y el Pueblo Mágico de Taxco, en el norte del estado. Estas ciudades son las que reciben más turistas en Guerrero, teniendo en su conjunto 25 982 habitaciones de hospedaje en el 2019.

### Vida nocturna
Acapulco cuenta con una gran variedad de discotecas, bares, y antros. Entre los más importantes están: Baby'O, Palladium, Believe, Love, Dinsmoor, Lukrezia, entre otros. Además ofrece una gran variedad de clubes, restaurantes y distintos establecimientos dedicados al entretenimiento. Cuenta además con espectáculos nocturnos de los saltos en La Quebrada.

#### Tianguis Turístico
El Tianguis Turístico, antes llamado Feria Internacional de Hoteles y Agencias Turísticas de Acapulco, es una feria donde se reúnen las principales empresas dedicadas a la industria, donde se promueven los diferentes destinos turísticos de México. El tianguis se lleva a cabo desde 1975.
Se llevó a cabo en Acapulco hasta que en el 2011, Gloria Guevara Manzo anunció la intención de llevarse el Tianguis Turístico de Acapulco a otros destinos de México y tratarlo de hacer itinerante. En ese año se empezó la búsqueda de la sede de los próximos años. Siendo en 2015 que el presidente Enrique Peña Nieto dijo que el Tianguis Turístico sería itinerante, alternándolo cada dos años.

### Centros comerciales
Existen muchos centros comerciales en Acapulco entre los que destacan:
- Galerías Acapulco
- Costera 125
- La Isla Acapulco Shopping Village
- Galerías Diana
- Plaza Condesa
- La Vista
- Plaza Chedraui
- Pabellón Costera
- Arrecifes
- Galerías Aqcua
- Pérgolas
- Multiplaza Las Palmas
- Plaza Diamante
- Galerías Picuda
- Patio Acapulco
- Sears
- Chedraui
- Soriana
- Bodega Aurrera
- Oxxo

## Cultura
Acapulco cuenta con varios edificios históricos protegidos como patrimonio de la Nación. Además, debido a la gran popularidad del puerto dentro y fuera de México, este ha inspirado una cantidad significativa de canciones, películas y libros de diversos autores. Todas estas piezas están centradas alrededor de Acapulco, mencionan a Acapulco, o realizaron una parte importante de su producción en este puerto (la canción Whistle, por ejemplo, aunque no menciona a Acapulco en su letra, tiene un video de música grabado exclusivamente en esta ciudad).

### Monumentos históricos y sitios de interés
La ciudad de Acapulco cuenta con algunos bienes muebles o inmuebles protegidos como patrimonio de la Nación, y están declarados como tales en el Registro Público de Monumentos y Zonas Arqueológicos del INAH, de acuerdo a la Ley Federal sobre Monumentos y Zonas Arqueológicos, Artísticos e Históricos de México.

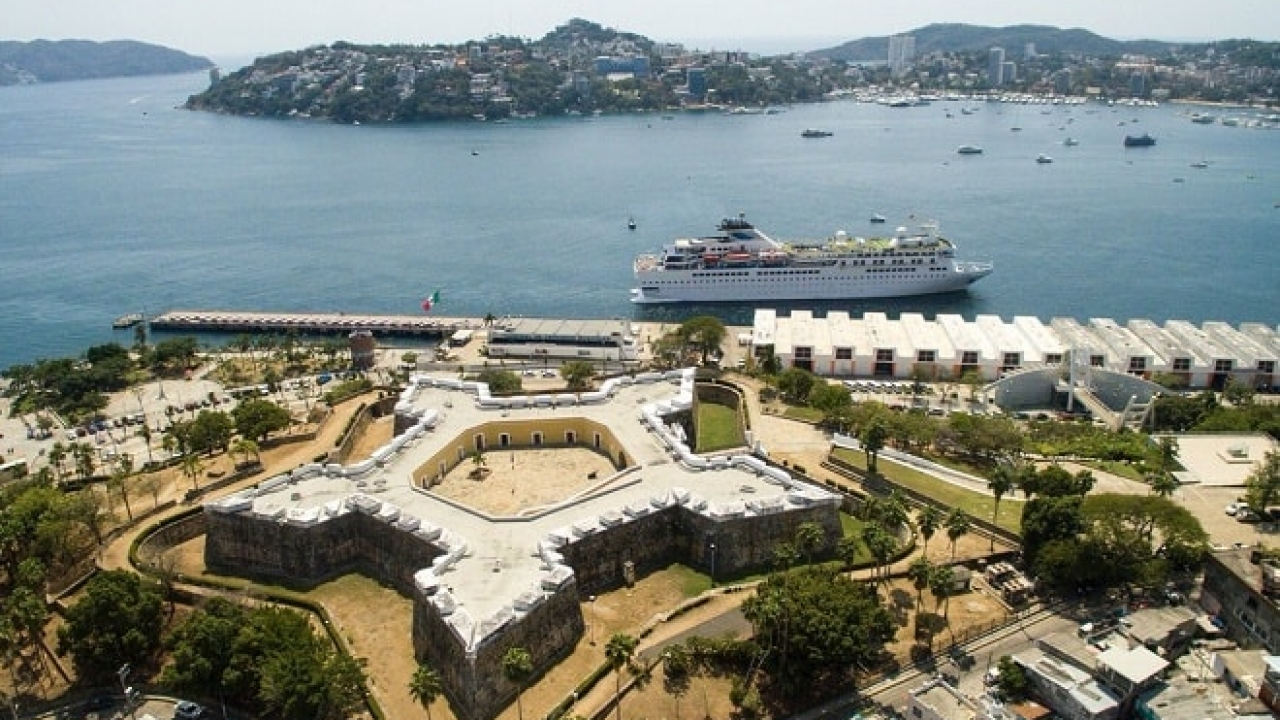
Vista aérea del Fuerte de San Diego.

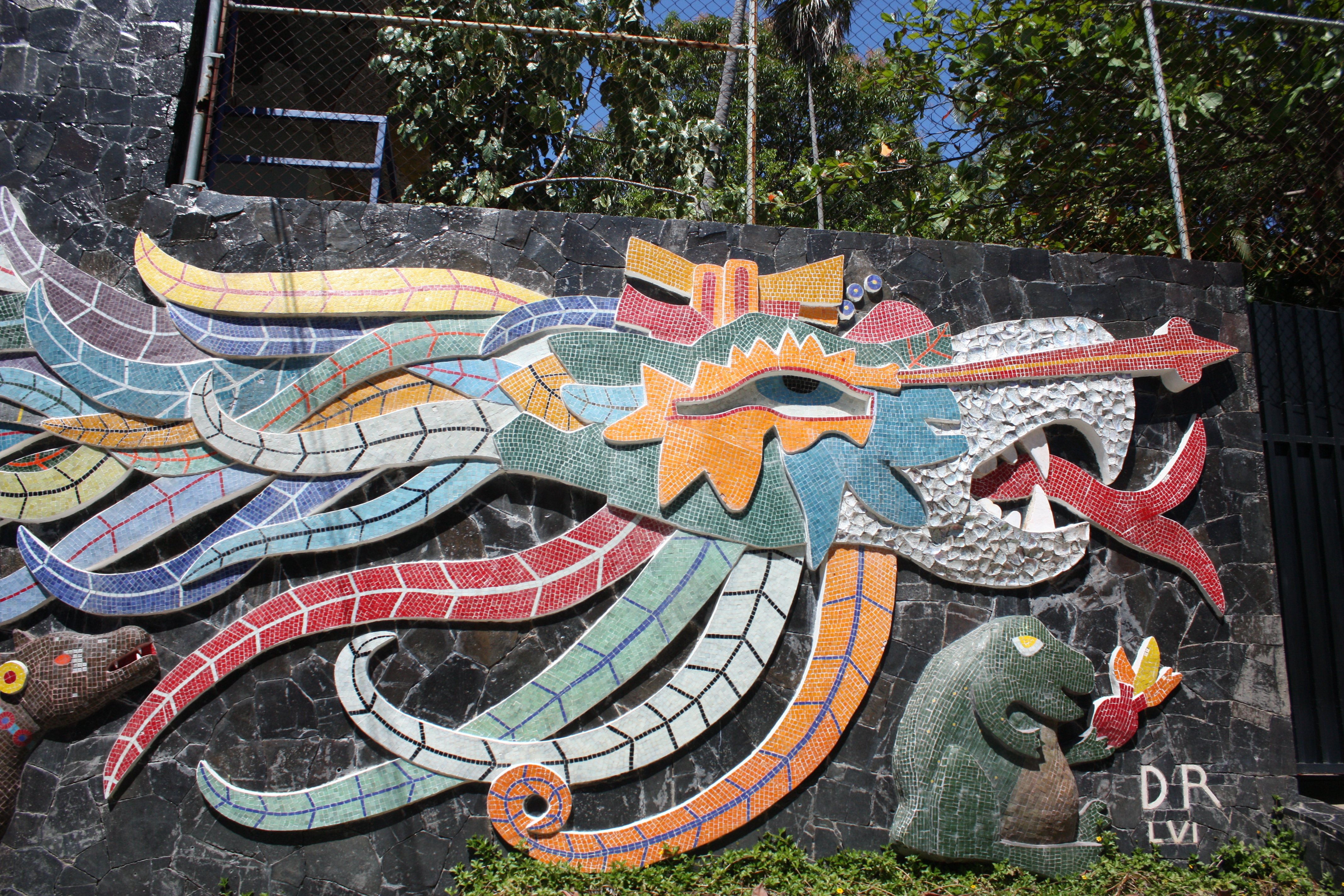
Murales de Diego Rivera en la La Casa de los Vientos.

#### Arquitectura civil
- Fuerte de San Diego, es una fortificación marítima de traza italiana ubicada en el puerto de Acapulco, Guerrero, México. Fue construido en el siglo XVII con el fin de proteger al puerto de los ataques y saqueos de los piratas, siendo escenario también de episodios de la historia de México como la Independencia, la Segunda intervención francesa y la Revolución mexicana.[94]
- Fortín Álvarez, es una fortificación del México colonial del siglo XVII. Se ubica en lo alto del Cerro de La Mira, al poniente de la ciudad. Este fortín lleva el apellido Álvarez en honor a Juan Álvarez Hurtado, general liberal y militante —junto con Ignacio Comonfort— de la Revolución de Ayutla.[95]
- El Centro Internacional Acapulco, conocido anteriormente como Centro Cultural de convenciones y exposiciones de Acapulco, considerado en sus inicios como el más moderno y funcional de Latinoamérica.
- La Biblioteca Pública Municipal n.º 22 Dr. Alfonso G. Alarcón, es un espacio cultural multifuncional ubicado en el Zócalo de la ciudad. Reconocida como la más antigua en el Estado de Guerrero, ahora convertida en el de mayor tamaño en cuanto a infraestructura y acervo bibliográfico en donde se proporciona el mayor número de servicios, talleres y actividades. Actualmente, a nivel federal, la Dirección General de Bibliotecas del CONACULTA es la Institución en la que recae la responsabilidad de la Normatividad.[96]
- La Casa de los Vientos, es una de los últimos trabajos realizados por el afamado pintor mexicano Diego Rivera, quien durante los años de 1956-1957 vivió en el puerto y creó esta obra de arte en la fachada de la Exekatlkalli (Casa de los Vientos) de Dolores Olmedo, una renombrada actriz del cine mexicano.[97]

#### Arquitectura religiosa

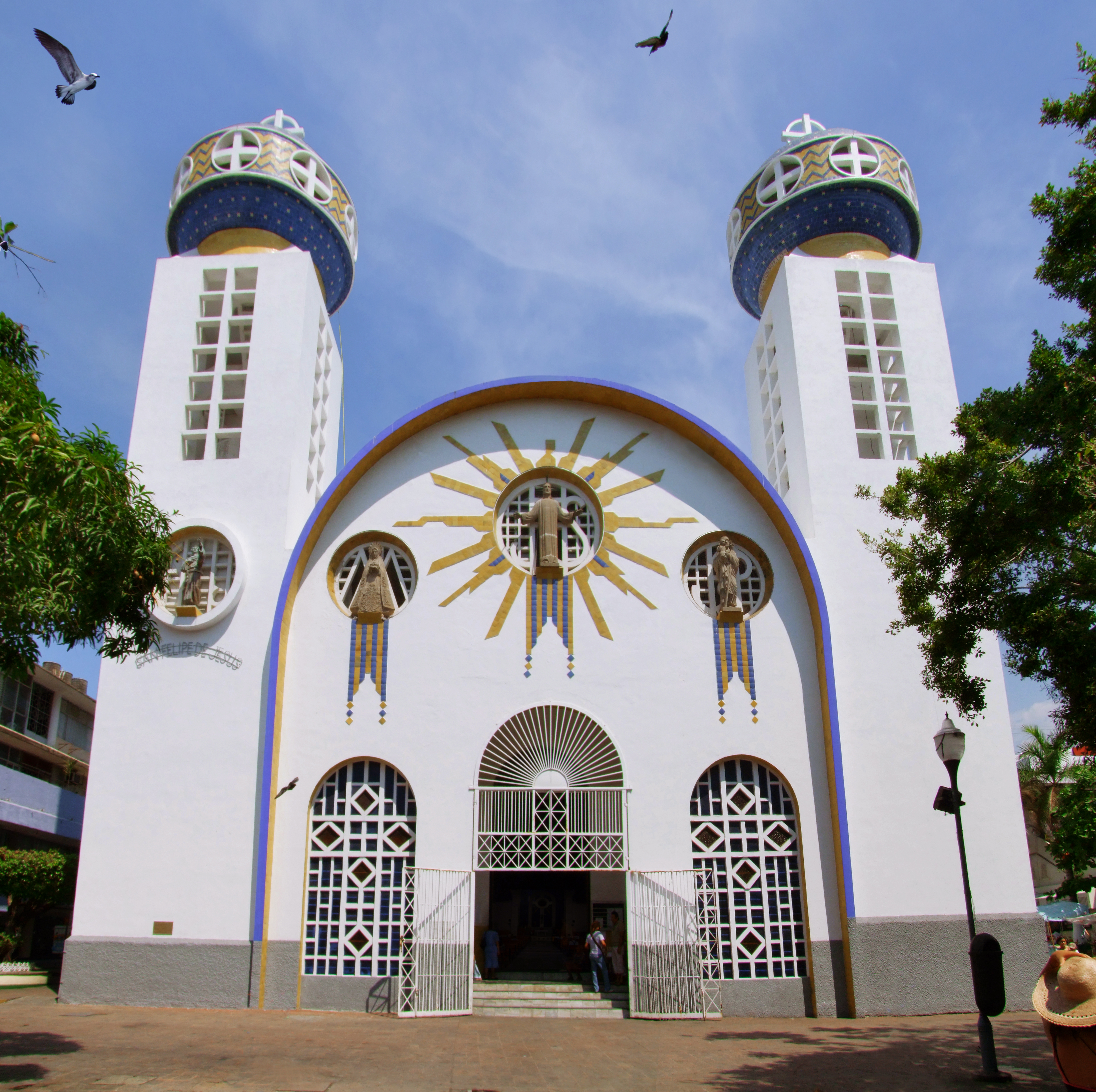
Catedral de Nuestra Señora de la Soledad.

- Catedral de Acapulco, dedicada a Nuestra Señora de la Soledad, es la iglesia principal del puerto, ubicada en el centro de la ciudad, frente a la plaza Álvarez. Es la sede episcopal de la arquidiócesis de Acapulco desde 1958.[98]
- Capilla Ecuménica La Paz, se trata de una capilla ecuménica denominacional, la cual oficia bodas religiosas de parejas que no necesariamente comparten la misma fe o religión. Junto a ella, se eleva una enorme cruz de 42 m de altura, situándose a 402 m s. n. m. Al pie de la cruz, se encuentra una escultura de bronce que representa dos manos derechas que oran apuntando al cielo.[99]
- Capilla del Atardecer, también conocida como Sunset Chapel, es una capilla privada en Acapulco, diseñada por BNKR Arquitectura.

#### Zonas arqueológicas
- Palma Sola, es un asentamiento arqueológico localizado en el anfiteatro o parte alta del puerto de Acapulco, en el estado mexicano de Guerrero, concretamente en las laderas del Cerro El Veladero. Consiste en un conjunto de 18 rocas de granito de diversos tamaños con grabados que describen la forma de vida y el entorno geográfico del lugar que estuvo habitado entre los años 800 a. C. y 750 d. C.[100]

#### Plazas y jardines
- Plaza Álvarez, es la principal plaza del puerto, localizada en el centro de la ciudad, frente a la avenida Costera Miguel Alemán, su principal arteria vehicular. Es conocida también como el Zócalo de Acapulco o Zócalo porteño. El 16 de diciembre de 1978, la plaza Álvarez fue sometida a una remodelación mayor que la amplió en su extremo adyacente a la costera Miguel Alemán y le fueron incorporadas cinco fuentes y un nuevo kiosco de estilo colonial. Originalmente, la circulación vehicular iniciaba desde la avenida Costera y Jesús Carranza (oriente de la plaza) y se le daba la vuelta por el norte (frente a la catedral) para continuar por la avenida Miguel Hidalgo (poniente) y a la avenida Costera (sur). Sin embargo, para 1979, le fueron clausuradas todas las vialidades que existían en su perímetro como parte del plan de remodelación y tomó el aspecto actual.[101]

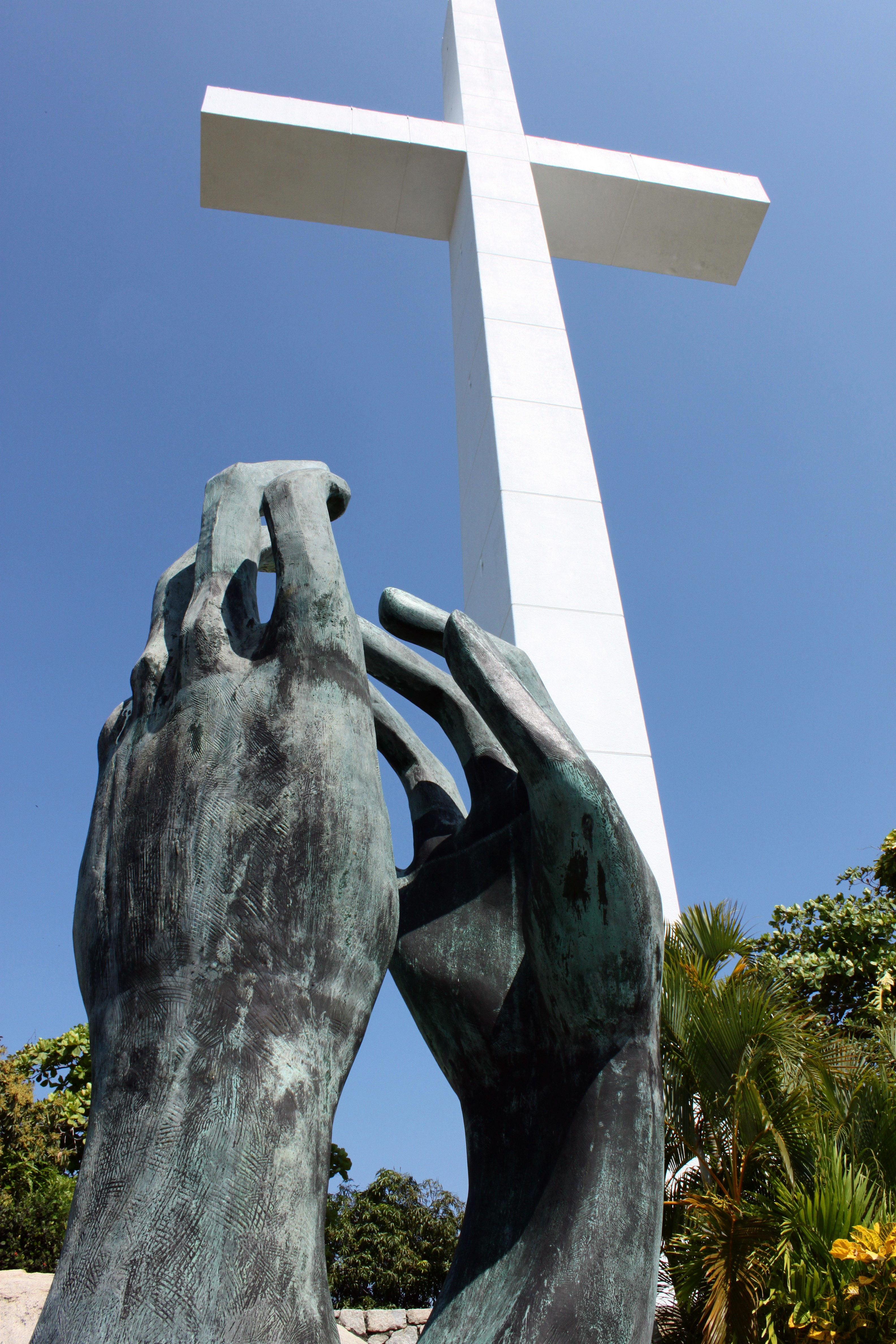
Las Manos de la Hermandad y Cruz de la Capilla Ecuménica La Paz.

- El parque de la Reina, es un muy importante punto turístico debido a su cercanía con el Fuerte de San Diego y el Puerto Transatlántico Internacional Teniente José Azueta.
- Jardín Botánico, está ubicado en la parte de la sierra, se expande en 6 hectáreas de terreno donde existen diversidad de plantas nativas, arbustos, árboles maderables finos como el Palo Morado Peltogyne Mexicana, árboles de flor y fruto, áreas de cactáceas, aráceas, palmeras y cycas, heliconias, jengibres, helechos, entre otros.[102]

### Gastronomía
El ceviche, uno de los platillos locales de Acapulco. Se cuenta con una gran diversidad de restaurantes sobre la avenida Costera Miguel Alemán en donde el turismo puede apreciar la comida típica regional; una parte de la gastronomía acapulqueña se puede saborear en el Mercado Central ubicado a un costado de la Vía rápida Diego Hurtado de Mendoza. Uno de estos platillos típicos es el ceviche de Acapulco, se disfruta con galletas saladas, salsa de tomate y salsa búfalo al gusto. La bebida típica de la región es el Chilate, preparado con cacao, arroz, canela y azúcar. También cuenta con una variedad de mariscos entre ellos pulpo enamorado, pescado a la talla, camarón al mojo de ajo, tiritas de pescado entre otros. Cuenta con una variedad de dulces de coco y tamarindo.

### Artesanías
Existe una gran diversidad de productos artesanales provenientes de todo el país, aunque en mayor número se encuentran las nativas del estado de Guerrero, como son: máscaras de madera, orfebrería, machetes, cajas de madera laqueadas, cestería, platerías, piedras preciosas y semipreciosas, metates y molcajetes de piedra volcánica, artesanías de palma, sombreros, muebles de maderas preciosas, figuras de cobre y bronce.
En la ciudad existen también empresas dedicadas a la venta de productos marinos como caracoles, estrellas de mar, conchas y caballitos de mar o hipocampos, productos alimenticios y dulces de leche, coco, mango, plátano y tamarindo, cerámica y ropa típica de las regiones de Guerrero hechas a mano.

### Música
Tiene gran arraigo la música folclórica mexicana, y destaca la música romántica. Un estilo de música que tiene mucho arraigo en el puerto es la llamada «música de viento» o «chile frito», la cual nace en la colonia Santa Cruz, uno de los barrios más populares de la ciudad y que aún guarda a los mejores intérpretes de este tipo de música.
Algunas canciones que se han inspirado en Acapulco son:
- Gb Leighton - Acapulco Night
- Elvis Presley - You can't say no in Acapulco
- Ringo Starr - Las Brisas
- Luis Miguel - Acapulco Amor
- Alex Acosta - This Is Acapulco
- José Agustín Ramírez Altamirano - Acapulqueña
- Agustín Lara - María Bonita
- Juan Gabriel/Rocío Dúrcal - Amor Eterno
- Tito Puente - Acapulco
- Luis Mariano - Acapulco
- Michel Louvain - Acapulco
- Morgan Szymanski - Acapulco
- Ricchi E Poveri - Acapulco
- Los Dandy's - Ojos de Acapulco
- Acapulco Tropical - Mar Sagrado, Adiós a Mi Puerto
- Elvis Presley - Fun in Acapulco
- Le Position du Tireur de Couché - Acapulco
- Juan Gabriel - Everybody Dance in Acapulco
- La Sonora Santanera - Carnaval en Acapulco
- Frank Sinatra - Come Fly with Me
- Pepe Guízar y sus Caporales - Acapulco
- Joan Sebastian - Después de Acapulco
- The Real Group - A Cappella in Acapulco
- Los Once Hermanos Zavala - Fiesta en Acapulco
- Herb Alpert - Acapulco 1922
- Betty Grable - Acapulco
- Kathy Kirby - Acapulco
- Lost Acapulco - La Quebrada, Roqueta to the Moon, Acapulco Golden
- Leo Dan - La Reina de Acapulco
- Chicasss - Noches de Acapulco
- Carlos Santana - Acapulco Sunrise
- Ramón Ayala y Sus Bravos del Norte - Recuerdos de Acapulco
- Hermanos Arizmendi - Acapulco, Nosotros y el Mar
- The Monkees - Acapulco Sun
- Los alegres de Terán/Dueto del Sur - En Avión hasta Acapulco
- José Agustín Ramírez Altamirano - Camino de Chilpancingo
- Bob Dylan - Goin' to Acapulco
- Phil Collins - Loco in Acapulco
- New Riders of the Purple Sage - Henry
- Francisco - Acapulco
- Engelbert Humperdinck - Acapulco
- Four Tops - Loco In Acapulco
- Fase - Acapulco 78
- Leon Bolier vs.Galen Behr - Acapulco
- Leo Acosta - Acapulco Center
- Chuckie vs. Laidback Luke - Let The Bass Kick (In Acapulco)
- Los Apson - Fuiste a Acapulco
- Raphael - En Acapulco
- Patricia Manterola - Cuerpo y alma
- Flo Rida - Whistle (canción)
- Wisin & Yandel con Jennifer Lopez - Follow The Leader
- Eme 15 - Solamente Tú
- Belinda - En el amor hay que perdonar
- Carla Mauri - Tengo Que Olvidarme De Ti
- Paty Cantú - Dicen Por Ahí
- Salón Acapulco - Acapulco
- Romeo Santos- Centavito 2018
- Rigo Tovar - Acapulco
- Enrique Guzmán - el Acapulco Rock
- Fer y Santi - Acapulco Dreamers
- Los 5 - Acapulco
- Jason Derulo - Acapulco

### Cine y televisión
- La Dama de Shanghái, Orson Welles
- La Perla, Emilio Fernández
- Semana Santa, Alejandra Márquez Abella
- Tiempo Compartido, Sebastian Hofmann
- Museo, Alonso Ruizpalacios
- Tintanson Crusoe, Gilberto Martínez Solares
- Simbad el Mareado, Gilberto Martínez Solares
- Sube y baja, Miguel M. Delgado
- Tarzán y las Sirenas, Robert Florey
- El Chavo del 8 y El Chapulín Colorado, Roberto Gómez Bolaños
- La Joven, Luis Buñuel
- Por la Libre, Juan Carlos de Llaca
- El bolero de Raquel, Miguel M. Delgado
- La Risa en Vacaciones, René Cardona Jr.
- No se aceptan devoluciones, Eugenio Derbez
- Fun in Acapulco, Richard Thorpe
- Gossip Girl Acapulco, Pedro Torres
- Acapulco Shore, MTV América Latina
- Luis Miguel: La Serie, Humberto Hinojosa
- Soltero con hijas, Bonnie Cartas Aurelio Ávila

### Libros
- Se está haciendo tarde (final en laguna), José Agustín
- Se han roto los carrizos: Acapulco místico 1, D. Araujo
- Acapulco, Ricardo Garibay
- Acapulco en el Sueño, Francisco Tario
- Luna Llena en las Rocas, Xavier Velasco
- Canción de Tumba, Julián Herbert
- Acuérdate de Acapulco, Guadalupe Loaeza y Pável Granados
- Orson Welles en Acapulco, Rafael Aviña
- Acapulco en la Historia y en la Leyenda, Vito Alessio Robles
- El Edén Oscuro, Fabrizio Mejía Madrid
- Un Drama en México, Julio Verne

### Otros
- Acapulco Gold es una variedad de cannabis reconocida internacionalmente por su calidad. Crece en las cercanías de Acapulco.
- La Silla Acapulco es un tipo de silla usada por todo el mundo por su cómodo diseño.
- Yoli es una soda Guerrerense que (antes de ser adquirida por The Coca Cola Company) solo estaba disponible en Acapulco y otras zonas del estado de Guerrero.
- El asteroide (6349) Acapulco fue nombrado así en honor de esta ciudad.[103]

## Educación

### Instituciones media superior
En Acapulco se cuentan con varias instituciones de educación media superior, de entre ellas las más destacadas se encuentran los CBTis (14), CETIS (41, 90 y 116), CETMar (18), CBTA (296), CECYTE (1, 4), Colegio de Bachilleres (2, 7, 13,,24, 16, 32, 33, 39 Aguas Calientes y plantel ahuacuotzingo), Conalep (1, 2 y praderas de costa azul) y las preparatorias de la UAGro (2, 7, 17 y 27), además de otras instituciones particulares.

### Instituciones de educación superior
Respecto a la impartición de educación superior de carácter público, Acapulco cuenta con la Universidad Autónoma de Guerrero (UAGro) A la par de dicha institución, se encuentra el Instituto Tecnológico de Acapulco (ITA), fundado en 1975. también se encuentra la, Universidad Pedagógica Nacional, La Universidad Tecnológica de Acapulco y la Escuela Normal Superior de Educación Física de Guerrero.
Respecto a la impartición de educación superior de carácter privado, se encuentran la Universidad Americana de Acapulco, Universidad Español, la Universidad Hipócrates, Universidad Interamericana para el Desarrollo, Universidad Interglobal, Universidad Latina de Guerrero, Universidad Loyola del Pacífico, Universidad Madrid, Universidad Mexicana del Pacífico, Universidad Univer, Universidad América Latina, Centro de Estudios e Investigación en Ortodoncia, CEGAIN, Centro de Estudios Milenio Acapulco, Centro de Estudios Odontológicos de Guerrero, Centro Universitario Grupo Sol, Centro Universitario Justo Sierra, Centro de Investigación contra las Adicciones, Centro de Investigaciones Psicosociales Crisol, Centro Escolar Reina S.C. de Acapulco, Centro Universitario Albert Einstein, Centro Universitario de Pacífico Sur, Centro Universitario José Vasconcelos, Centro de Idiomas Extranjeros Ignacio Manuel Altamirano, Colegio Nacional de Matemáticas, INDESAG, CIMA Independencia, Estudios Universitarios Abiertos de México, Instituto Culinario Santa Lucía, Instituto de Educación Superior Jaime Torres Bodet, Instituto de Estudios Superiores Vigotsky, Instituto de Enseñanza Platón, Instituto de Estudios Universitarios, Instituto de La Danza Mexicana de Acapulco, Instituto Internacional del derecho y del Estado, Instituto Leonardo Bravo, Instituto Londres, Instituto Pedagógico de Estudios Profesionales, Instituto Sócrates, Instituto Superior de Artes Pedro Cano, Instituto Superior de Sexología Humanística, Centro Universitario México, Centro Universitario Rhema, Universidad Hartmann, Centro de Estudios Arquímides.

## Salud

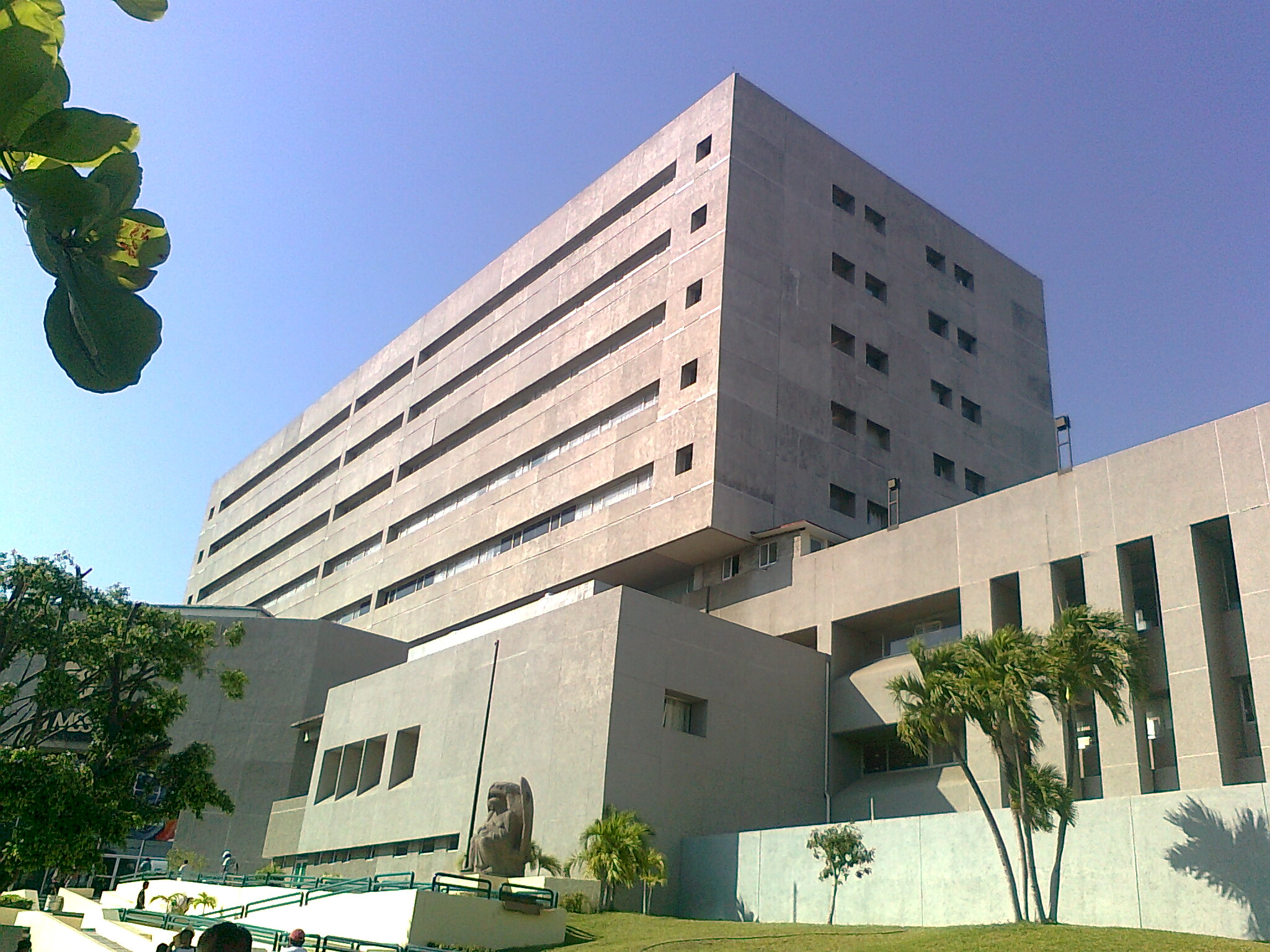
Vista del Hospital General Vicente Guerrero del IMSS en Acapulco.

Acapulco cuenta con un sistema de salud el cual se divide entre las unidades de salud pública y las unidades del sector privado. En el sector público, se encuentran hospitales del Instituto Mexicano del Seguro Social (IMSS), del Instituto de Seguridad y Servicios Sociales de los Trabajadores del Estado (ISSSTE), del IMSS-Bienestar, de la Secretaría de Salud, de la Secretaría de Marina, de la SEDENA; mientras que la medicina privada está presente a través de una amplia gama de clínicas y consultorios médicos, así como hospitales privados.
Durante la temporada vacacional se instala módulos de Salud municipal en distinto puntos de la ciudad como Asta Bandera, Caleta, playa Papagayo, los servicios de las unidades quirúrgicas se encuentran en algunos puntos de la ciudad y en el poblado de Xaltianguis, donde se cuentan con servicios de urgencias y quirófanos.

### Proceso de descentralización
Durante el Gobierno presidencial de Andrés Manuel López Obrador, se lleva a cabo el plan de descentralización de las dependencias federales, el cual consistente mudar las secretarias a distintos estados de la república, con la finalidad de tener un crecimiento económico equitativo en todos los estados de la República, y así reactivar la economía en las regiones en donde existe crisis severa por inseguridad, pobreza y violencia, además de evitar la saturación en la Ciudad de México.
En un principio se planeó trasladar las oficinas centrales de la Secretaría de Salud a Guerrero. Pese a que en un inicio se mencionó la ciudad de Chilpancingo, al final se eligió Acapulco como su nueva sede. Se designó al edificio inteligente de 15 mil metros cuadrados, construido entre 2011 y 2016 pero que jamás fue utilizado. El edificio se ubica sobre la avenida Costera Miguel Alemán y cuenta con un helipuerto, auditorio, espacios destinados a oficinas, sistema de resistencia antisísmica, sistema sustentable de energía eléctrica y de captación de agua pluvial.
Durante junio de 2019, se anunció que se iniciaría la mudanza al puerto, sin embargo se cuenta con retrasos debido a negativa de algunos médicos y por falta de organización federal, lo que implica que no exista una fecha definida para el traslado.

## Transporte

### Vías de transporte

#### Autopistas y carreteras
La ciudad está conectada gracias a su infraestructura carretera, principalmente hacia los estados colindantes: Morelos, Oaxaca, Michoacán y Estado de México:
- Autopista Cuernavaca-Acapulco (Autopista del Sol), 262.580 km

La autopista Cuernavaca-Acapulco o Carretera Federal 95D, conocida como la Autopista del Sol, es una autopista de peaje que, junto con la autopista México-Cuernavaca, comunica a Ciudad de México con el puerto de Acapulco, Guerrero, en dirección norte-sur. En conjunto, estas dos autopistas sirven como una vía de peaje paralela a la Carretera Federal 95 (México-Acapulco).
- Carretera Federal 95 (México-Acapulco), 400 km

La Carretera Federal 95, conocida como la Carretera México-Acapulco, es una carretera federal mexicana que comunica a la Ciudad de México con el puerto de Acapulco, Guerrero.
Paralela a esta carretera y como vía de peaje, corre la Carretera Federal 95D, conocida también como la Autopista del Sol de Cuernavaca a Acapulco. Dentro de todo su trayecto pasa por cinco plazas de cobro y sólo cruza como vía rápida las ciudades de Cuernavaca y Chilpancingo.
- Carretera Federal 200, al suroriente en su tramo Acapulco-Pinotepa Nacional (170 km), y al norponiente en su tramo Acapulco-Lázaro Cárdenas (300 km)

La carretera 200 comunica las ciudades mexicanas de Tapachula y Tepic a lo largo de la costa mexicana del Pacífico por lo cual es un eje importante de comunicaciones en la zona ya que cruza por 7 estados de la costa y la cual cuenta con varios desvíos a importantes centros de población y administrativos, la carretera pasa por:

#### Aeropuertos

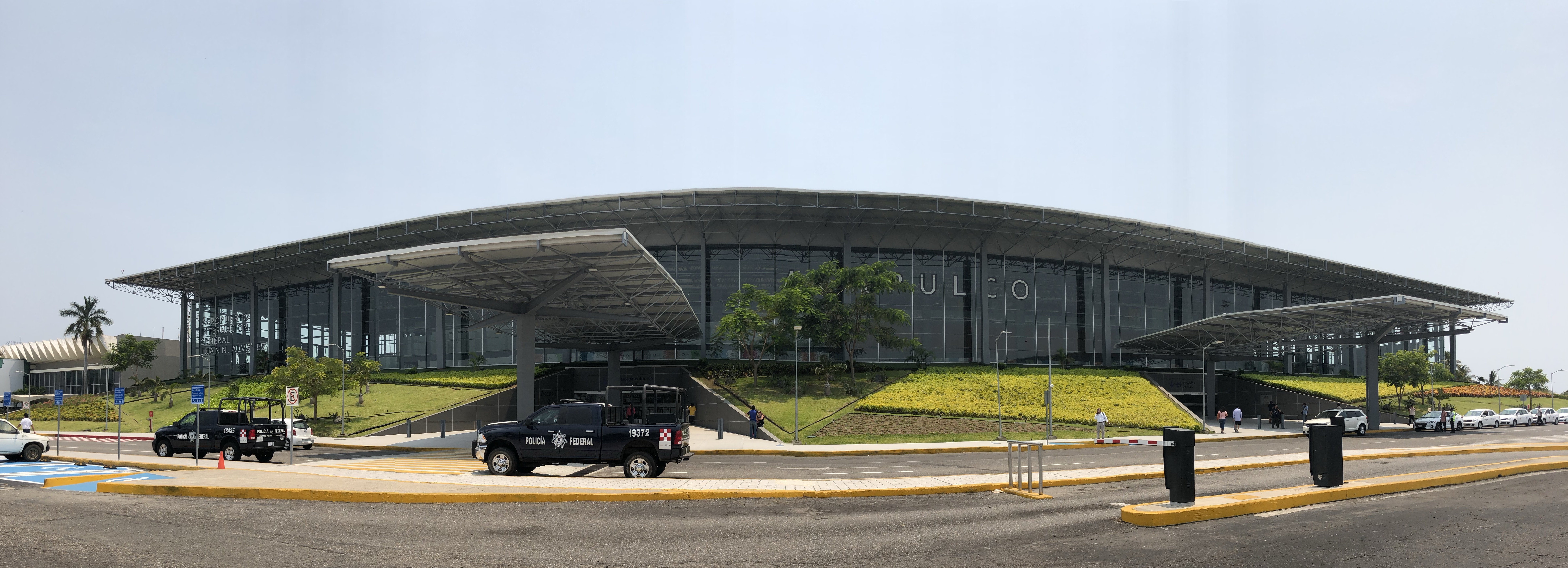
Aeropuerto Internacional de Acapulco.

- Aeropuerto Internacional de Acapulco

Está construido en una superficie de 464 hectáreas y funciona las 24 horas del día. Cuenta con un edificio terminal y torre de control. Además, está equipado con dos pasillos telescópicos en la sala de última espera, estacionamiento para 267 automóviles, camino de acceso, plataforma para cuarenta aparatos de aviación general, calles de rodaje, camino perimetral, cercados e iluminación, para almacenamiento de combustibles y área jardinada. Tiene dos pistas, una de 1700 m y otra de 3300 m de longitud hechas de concreto hidráulico. Actualmente operan 7 compañías comerciales internacionales y 9 nacionales.
- Base Aérea n.º 7 León González Pie de la Cuesta

Es una base operada por la Fuerza Aérea Mexicana y se localiza en la zona de Pie de la Cuesta. Fue el primer aeropuerto de Acapulco, y fue sustituido por el Aeropuerto Juan N. Álvarez. Sus servicios son estrictamente militares, y también está disponible como pista alternativa en casos de extrema emergencia; por ejemplo, cuando el huracán Ingrid dejó inservible la infraestructura del aeropuerto la base procedió a recibir aviones tanto civiles como militares para el transporte de insumos, provisiones y demás artículos necesarios para socorrer a la población, así como el traslado de turistas varados por dicha contingencia.

#### Puerto

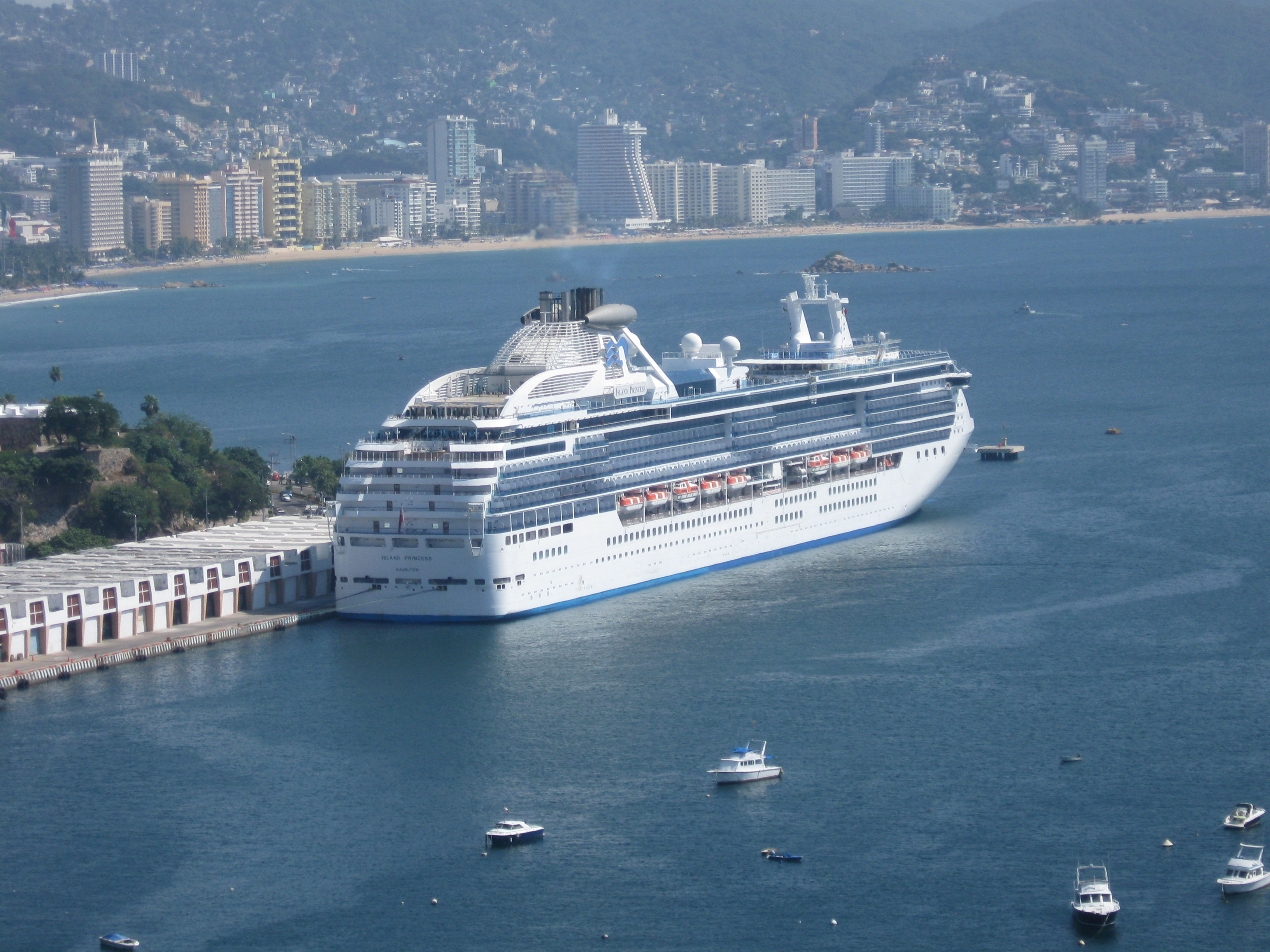
Puerto Transatlántico Internacional Teniente José Azueta.

Acapulco cuenta con infraestructura portuaria. El Puerto Transatlántico Internacional Teniente José Azueta se considera como puerto de altura con un muelle de 554 m lineales, para barcos de 9 m de calado. Sus servicios se enfocan en la atención a pasajeros en cruceros turísticos y como muelle de altura al manejo semiespecializado de contenedores y carga general. Dentro de su infraestructura cuenta con 5700 m² de bodega y 8300 m² de patios de almacenamiento. Adicionalmente, existe el Club de Yates de Acapulco.

#### Arteria principal

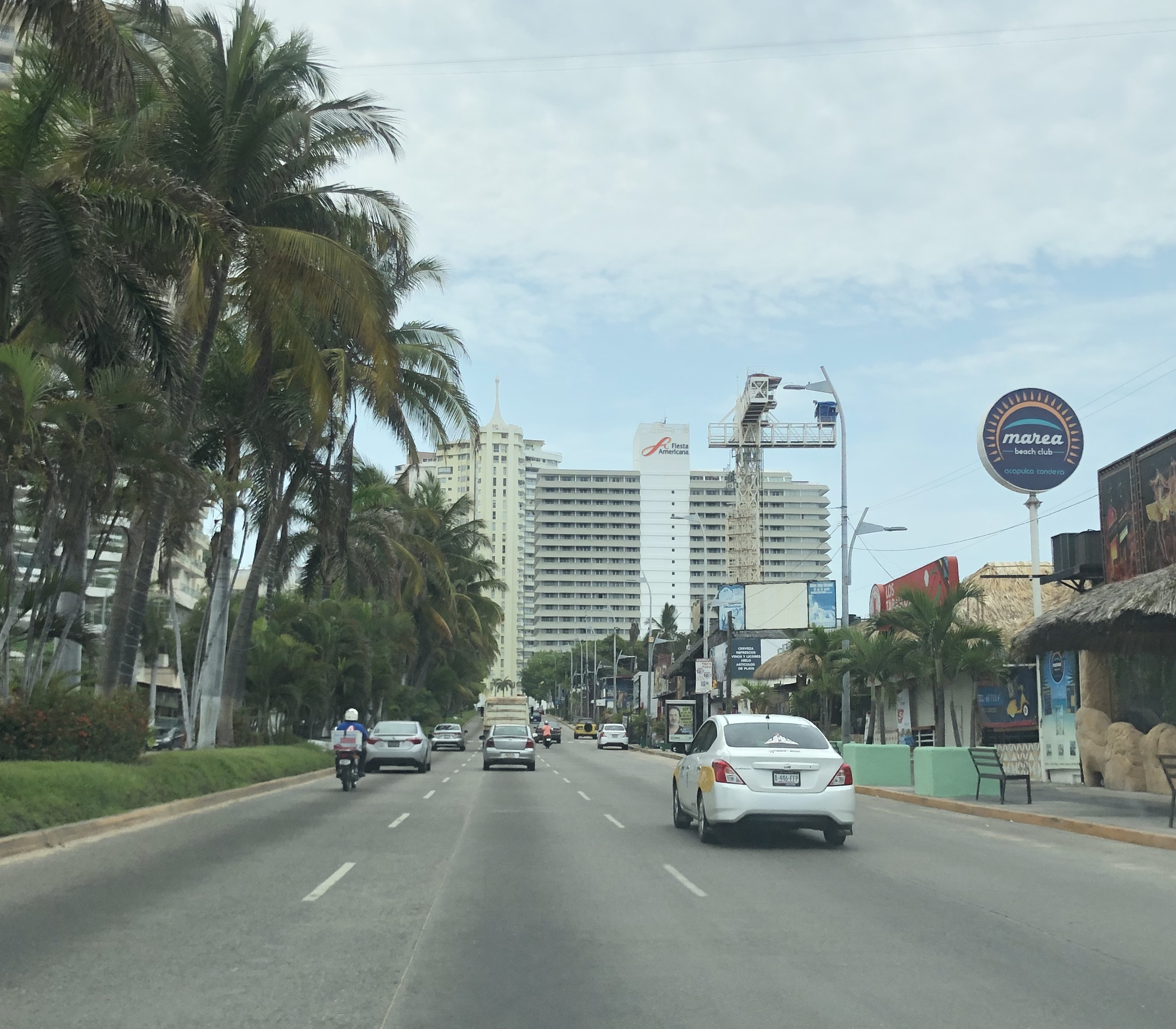
Avenida Costera Miguel Alemán de Acapulco

La avenida Costera Miguel Alemán, es la principal arteria vial y turística del puerto de Acapulco, Guerrero, en el sur de México. Se extiende en 12.2 km de longitud atravesando el amplio litoral de la Bahía de Acapulco de poniente a oriente. Junto a ella se puede encontrar una franja de gran variedad de restaurantes, torres de hoteles y condominios, plazas y centros comerciales, entre otros servicios y atractivos turísticos. Fue inaugurada en 1949.
- Fuente de la Diana cazadora

La Fuente de la Diana Cazadora, que anteriormente se conocía como la fuente de Minerva. Es un monumento localizado en la Ciudad de Acapulco. Esta escultura es uno de los íconos más representativos de Acapulco. Se sitúa dentro de la avenida Costera Miguel Alemán en un punto céntrico del recorrido donde convergen la entrada a la Costera, el camino hacia la Zona Tradicional, el camino hacia la Zona Dorada y el límite con la Zona Federal Marítima. Está rodeada por numerosos centros comerciales, hoteles y cercana a la reconocida Playa Condesa.

#### Túnel
El Maxitúnel Interurbano Acapulco, comúnmente llamado solo Maxitúnel de Acapulco, es un túnel que conecta a la ciudad de Acapulco con sus colonias suburbanas en los alrededores del anfiteatro de la bahía de Acapulco y que, a través del Bulevar Vicente Guerrero, comunica a la Autopista del Sol, siendo actualmente el túnel más grande de México.

#### Macrotúnel Zona Diamante
El Macrotunel de la Escénica Alterna en Acapulco o comúnmente llamado Macrotunel de Acapulco tiene una longitud de 3300 m por una altura de 9,60 m y un ancho de 13,60 m. Conecta la Zona dorada de Acapulco con la Zona Diamante a través de la escénica alterna.

### Medios de transporte

#### Sistema Integral de Transporte
El Sistema de transporte público de Acapulco, conocido como Acabús, es un autobús de tránsito rápido (Bus Rapid Transit, BRT) para la Zona Metropolitana de Acapulco, el cual tuvo una inversión de 1,800 millones de pesos. Se tenía previsto que el primer autobús comenzaría a circular en mayo de 2013 y el proyecto completo quedaría concluido a finales de agosto del mismo año. Sin embargo, la ejecución del proyecto presentó retrasos en la conclusión de las obras por lo que el sistema inició el 31 de mayo del 2016 una Fase de Pruebas, y el día 25 de junio del 2016 arrancó oficialmente. Es el primer transporte de este tipo en el estado de Guerrero.

#### Autobuses
Este autobús tiene la apariencia de uno escolar, pero adaptado. Sobre la Costera, suelen estar pintados de azul y blanco y dicen “Costera” en sus costados. La tarifa es de $12.00 pesos. Algunos autobuses más nuevos y con aire acondicionado son los que cubren la zona diamante también se encuentran unos más antiguos y pequeños, con otras combinaciones de colores, son los que cubren las rutas al interior de la ciudad, pero el autobús “normal” predominante es el del tipo “Costera”.

#### Taxis
Los Taxis particulares transitan en toda el área de Acapulco, y están divididos por colores conforme el destino, existen los taxis amarillos, blancos, azules y rojos.

#### Camionetas y Vans
Además se encuentran las camionetas que transportan a rutas alimentadoras, las vans por otra parte transportan a pasajeros a Acapulco diamante.

#### Autobuses de pasajeros
Varias líneas de autobuses llegan a Acapulco de Juárez:
| Líneas de autobuses                        | Destinos |
| ------------------------------------------ | --- |
| Autobuses Estrella Roja del Sur Costa Line | Terminal Central de Autobuses del Norte, Terminal Central de Autobuses del Sur, Chilpancingo, Ixtapa/Zihuatanejo, Iguala, Cuernavaca, Taxco, Teloloapan, Ciudad Altamirano, Puente de Ixtla, Alpuyeca, Arcelia, Tlapehuala |
| Estrella de Oro                            | Terminal de Autobuses de Pasajeros de Oriente, |
| Estrella de Oro                            | Terminal Central de Autobuses del Sur |
| Grupo Estrella Blanca                      | Terminal Central de Autobuses del Sur, Terminal Central de Autobuses del Norte, Chilpancingo, Iguala, Cuernavaca, Ixtapa/Zihuatanejo, Monterrey, Queretaro, San Juan del Rio, Pachuca, Tulancingo, Celaya, Salamanca, Leon, Irapuato, Morelia, Lazaro Cardenas, San Luis Potosi, Matehuala, Aguascalientes, Guadalajara, Pto. Vallarta, Zacatecas, Tampico, Nvo. Laredo, Tepic, Saltillo, Torreon, Cd. Juarez, Chihuahua, Poza Rica, Toluca, Tepotzotlan, Tijuana, Mexicali, Puebla, |

## Comunicaciones

### Estaciones de radio
Entre los grupos radiofónicos en el puerto se encuentran:
- Grupo Radio Cañon
- Grupo Audiorama Comuniciones
- Grupo Radio Comunicación
- MVS Radio
- Grupo Fórmula
- Radio y Televisión de Guerrero

### Internet
Existe el servicio de conexión a internet:
- Infinitum de Telmex
- Izzi
- Axtel
- SKY
- Dish
- Star TV
- TotalPlay
- Internet gratuito en el Zócalo y en el parque Papagayo
- Internet gratuito en algunos establecimientos y restaurantes de Acapulco

### Periódicos
- Novedades de Acapulco
- El Sol de Acapulco
- El Sur
- La Jornada Guerrero
- Diario 17

## Deportes
Acapulco es famoso por sus playas y la gran diversidad de eventos deportivos presentados año con año tanto en la zona dorada del puerto como en la zona Diamante. Tales como, torneos de surf, buceo, skimboard, windsurf, esquí, tenis, gimnasia, charreria, voleibol, entre otros. Además de que se realiza el Torneo de Natación de 5 km en mar abierto.
En las playas de Acapulco también se lleva a cabo el Torneo Internacional de Voleibol de playa que forma parte del FIVB World Tour en sus ramas femenil y varonil. En 2011, Acapulco fue sede del Abierto Mexicano de Gimnasia Acapulco 2011 realizado en el hotel Fairmont Acapulco Princess. Además, en junio de 2012, se disputó el Torneo de Charrería Acapulco 2012 en el Fórum de Mundo Imperial.

### Eventos deportivos

#### Abierto Mexicano de Tenis

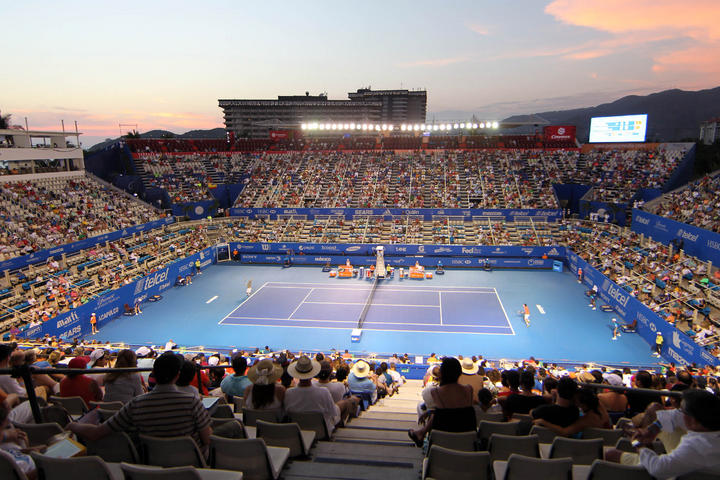
Estadio Mextenis.

El Abierto Mexicano de Tenis, es un torneo de tenis profesional que se celebra anualmente a finales de febrero en el Princess Mundo Imperial. El torneo se encuentra dentro de las actividades realizadas por la ATP y la WTA.
El torneo se jugó en canchas de arcilla roja al aire libre hasta 2013 y a partir del 2014 cambió su superficie a cemento, se juega en las semanas comprendidas entre la finalización del Abierto de Australia y el comienzo del Masters de Indian Wells. Forma parte de la serie de torneos ATP World Tour 500 de la ATP y de los torneos WTA International Tournaments de la WTA.
Se lleva a cabo cada año a partir de 1993. Los torneos de 1993 a 2000 se realizaron en la Ciudad de México. A partir del año 2001 el AMT se realiza en la ciudad de Acapulco. Desde el inicio, este campeonato ha tenido reconocimiento de la ATP y WTA.
Los jugadores con más títulos son Thomas Muster y David Ferrer con 4 conquistas. En la rama femenil las jugadoras con más títulos son Amanda Coetzer, Flavia Pennetta, Venus Williams y Sara Errani con 2 títulos cada una.

#### Abierto Mexicano de Gimnasia
El Abierto Mexicano de Gimnasia, fue un evento que se llevó a cabo los días 9 y 10 de diciembre en el hotel Fairmont Acapulco Princess del puerto de Acapulco, siendo esta la primera edición, en donde se tuvo la participación de Grandes Potencias del Mundo de la Gimnasia Artística. En la inauguración estuvo la legendaria gimnasta Nadia Comăneci.
Varonil y Femenil con Medallistas Olímpicos y Mundiales. El formato de competencia será el All Around Individual. Por equipos las parejas competirán previamente sorteadas en la Conferencia de Prensa.

### Complejos deportivos

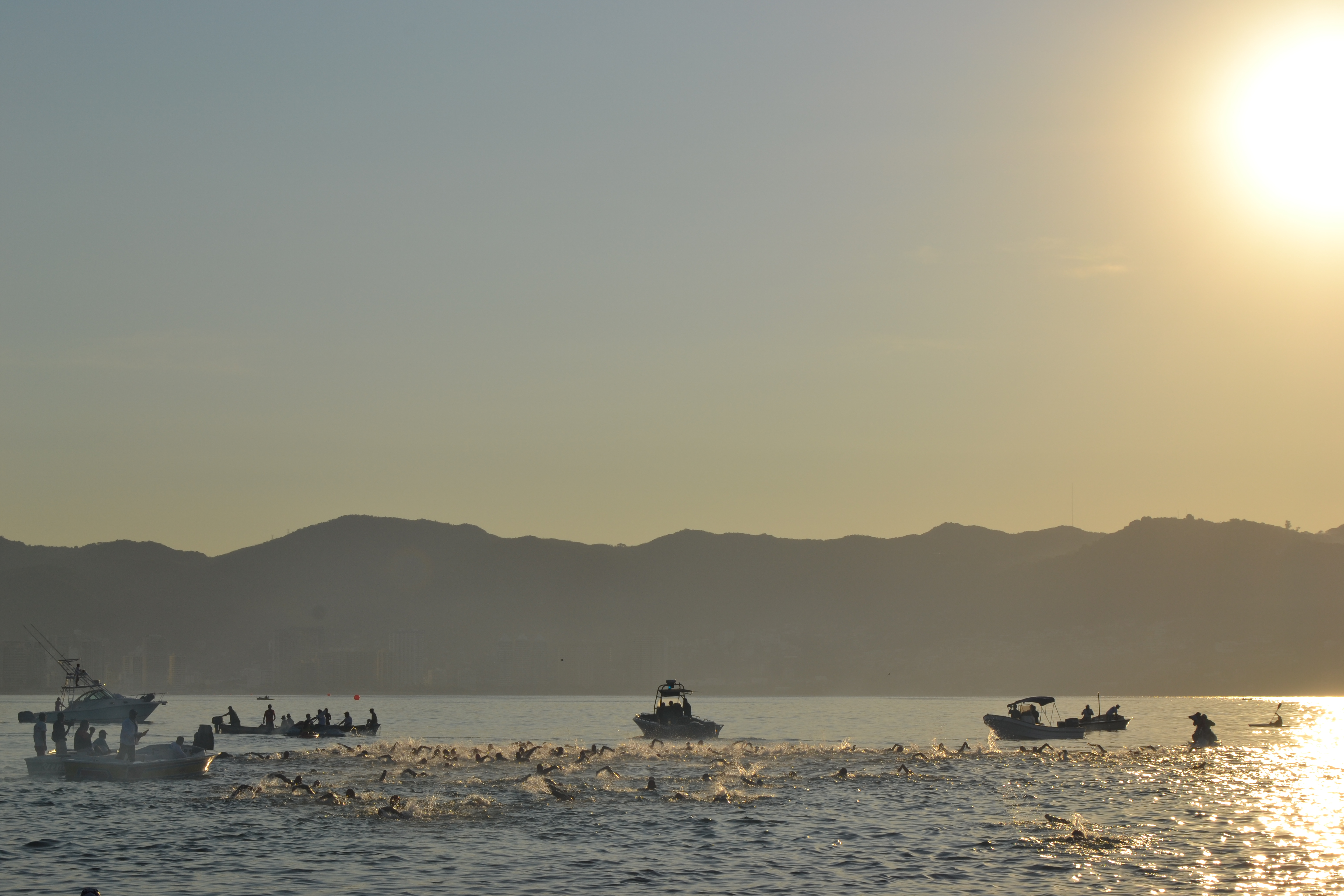
Nadadores compitiendo en la categoría de 5 km en mar abierto.

- La Unidad Deportiva de Acapulco cuenta con un estadio de béisbol, alberca olímpica, fosa de clavados, estadio de fútbol y también es utilizada para llevar a cabo encuentros de lucha libre, box y conciertos musicales. Está localizada en la colonia Progreso y en ella juega Real Acapulco de la Tercera División de México.
- Lienzo Charro: Acapulco cuenta con cuatro lienzos charros ubicados en la zona Diamante, su mayoría (3 de ellos) están en el poblado de Llano Largo, ubicado aproximadamente a 5 km de playa Revolcadero. El otro está ubicado en las cercanías de la Laguna de Tres Palos. Algunos de los equipos charros del puerto son:

1. El Marqués de Guerrero (equipo charro con mayor número de coronas estatales en Guerrero)
2. Surianos de Llano Largo (equipo con mayor antigüedad en el Estado de Guerrero)
3. Regionales de Acapulco

- El estadio Mextenis cuenta con una capacidad para 6000 personas. En este lugar se lleva a cabo cada año el Abierto Mexicano de Tenis de la ATP, y es el evento deportivo más atractivo. Ya se anunció el regreso del tenista Rafael Nadal (4.º puesto en el ranking mundial de la ATP) para el año 2013.
- Área Coliseo Acapulco.
- Plaza de Toros Caletilla.
- Estadio de Fútbol Acapulco, se tenía prevista la construcción del estadio, que, se estimaba, sería inaugurado en 2016, se localizaría en la zona diamante, tendría una superficie de construcción de 28,975m2 y una capacidad para 30 000 espectadores, aproximadamente. En el año 2018 las obras de construcción del estadio se reportaron en condición de abandono.[118] La ciudad de Acapulco cuenta con 1 equipo de fútbol de la Segunda División de México, los Camaleones FC.
- Arena GNP Acapulco.

## Relaciones internacionales

### Consulados
Acapulco mantiene una amplia relación con muchos países de todo el mundo y tiene consulados de 8 países, de los cuales seis son honorarios y una agencia consular honoraria.
- Agencia consular de Canadá
- Consulado honorario de España
- Consulado honorario de Estados Unidos
- Consulado honorario de Rusia
- Consulado honorario de Filipinas
- Consulado honorario de Finlandia
- Consulado honorario de Francia
- Consulado honorario de Polonia

### Hermanamientos
La ciudad de Acapulco busca estrechar lazos con ciudades de México y del mundo para fortalecer áreas como comercio, inversiones, negocios, cultura, turismo, desarrollo municipal, educación, cultura, ciencia, tecnología, ambiente, ecología, entre otros. Actualmente la ciudad de Acapulco está hermanada con varias ciudades de México y alrededor del mundo.
| - 1969: Manila, Filipinas. - 1973: Sendai, Japón. - 1978: Onjuku, Japón. - 1979: Beverly Hills, Estados Unidos. - 1980: Netanya, Israel. - 1985: Qingdao, China. - 1986: Quebec, Canadá. - 1986: Nápoles, Italia. - 1994: Cannes, Francia. - 1997: McAllen, Estados Unidos. - 2008: Ordicia, España. - 2009: Dolores Hidalgo, México. - 2010: Guanajuato, México. - 2012: Boca del Río, México. - 2013: Morelia, México. - 2014: Callao, Perú. - 2017: Cartagena, Colombia. - 2017: Eilat, Israel. | - 2019: Las Vegas, Estados Unidos. - 2019: Cuauhtémoc, México - 2020: Tecamac, México - 2020: Los Cabos, México - 2020: Zacatecas, México - 2020: Mazatlán, México. - 2022: San Marcos, México - 2022: Tasquillo, México - 2022: Apan, México - 2022: Huejutla, México - 2022: Metztitlan, México - 2022: Metzquititlán, México - 2022: Orizatlan, México - 2022: Tula, México - 2023: Oaxaca de Juárez, México - 2023: Cuernavaca, México - 2023: Jojutla, México - 2023: Tetecala, México |